# Arquitectura barroca en Polonia

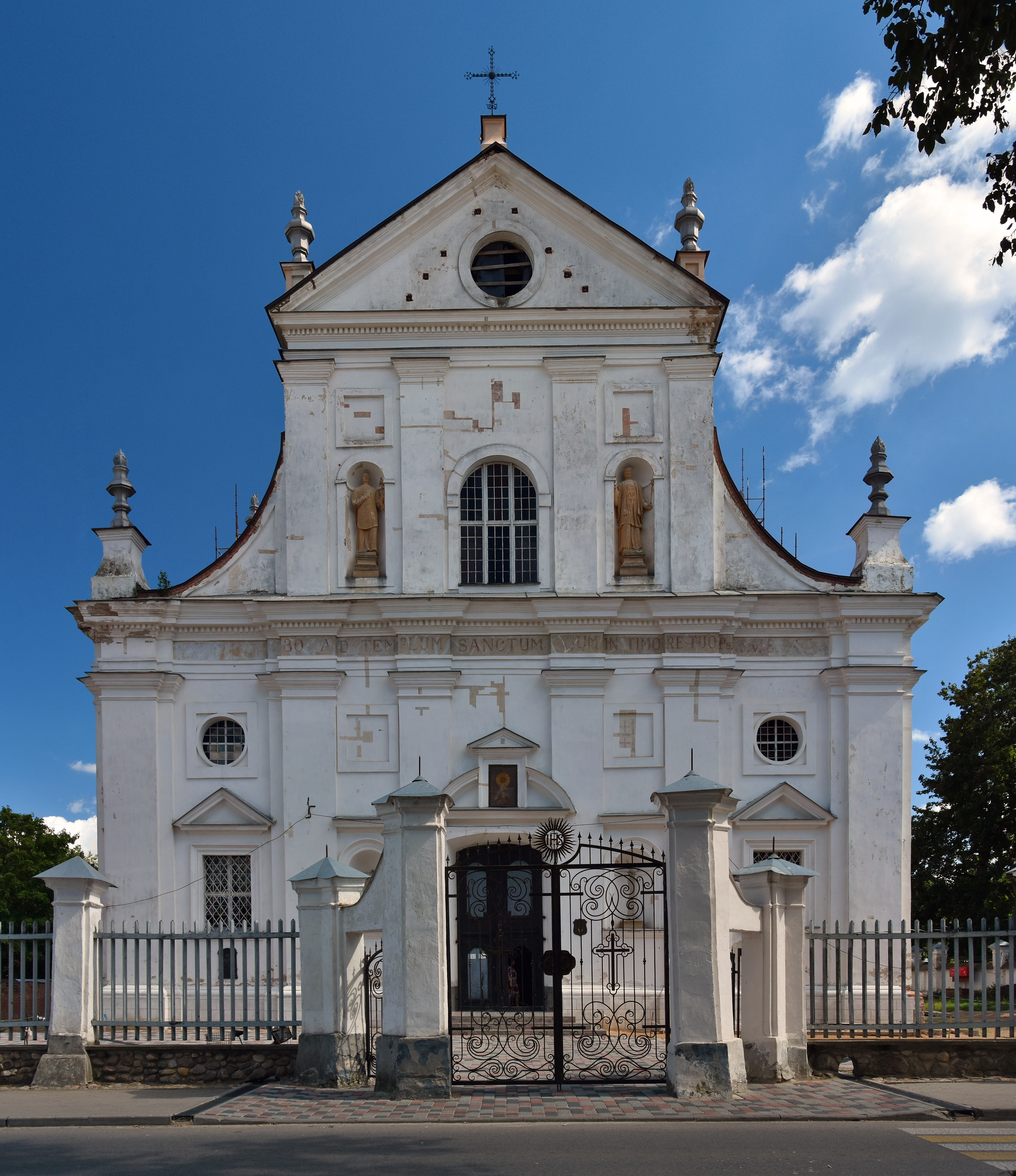
Iglesia del Corpus Christi (1584-1593) en Nesvizh, diseñada por Giovanni Bernardoni

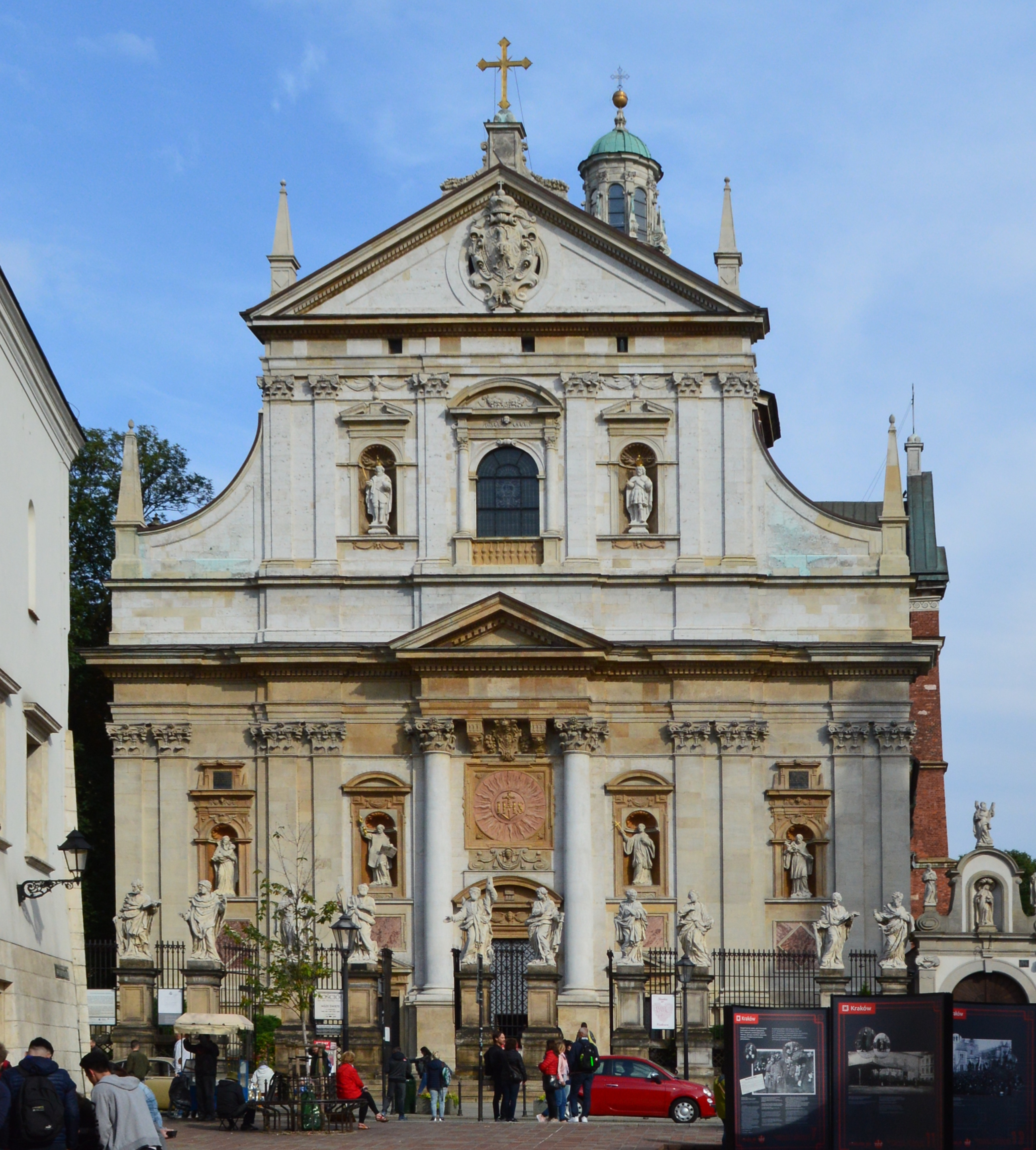
Iglesia de San Pedro y San Pablo 1597-1619) en Cracovia, fachada diseñada por Giovanni Trevano

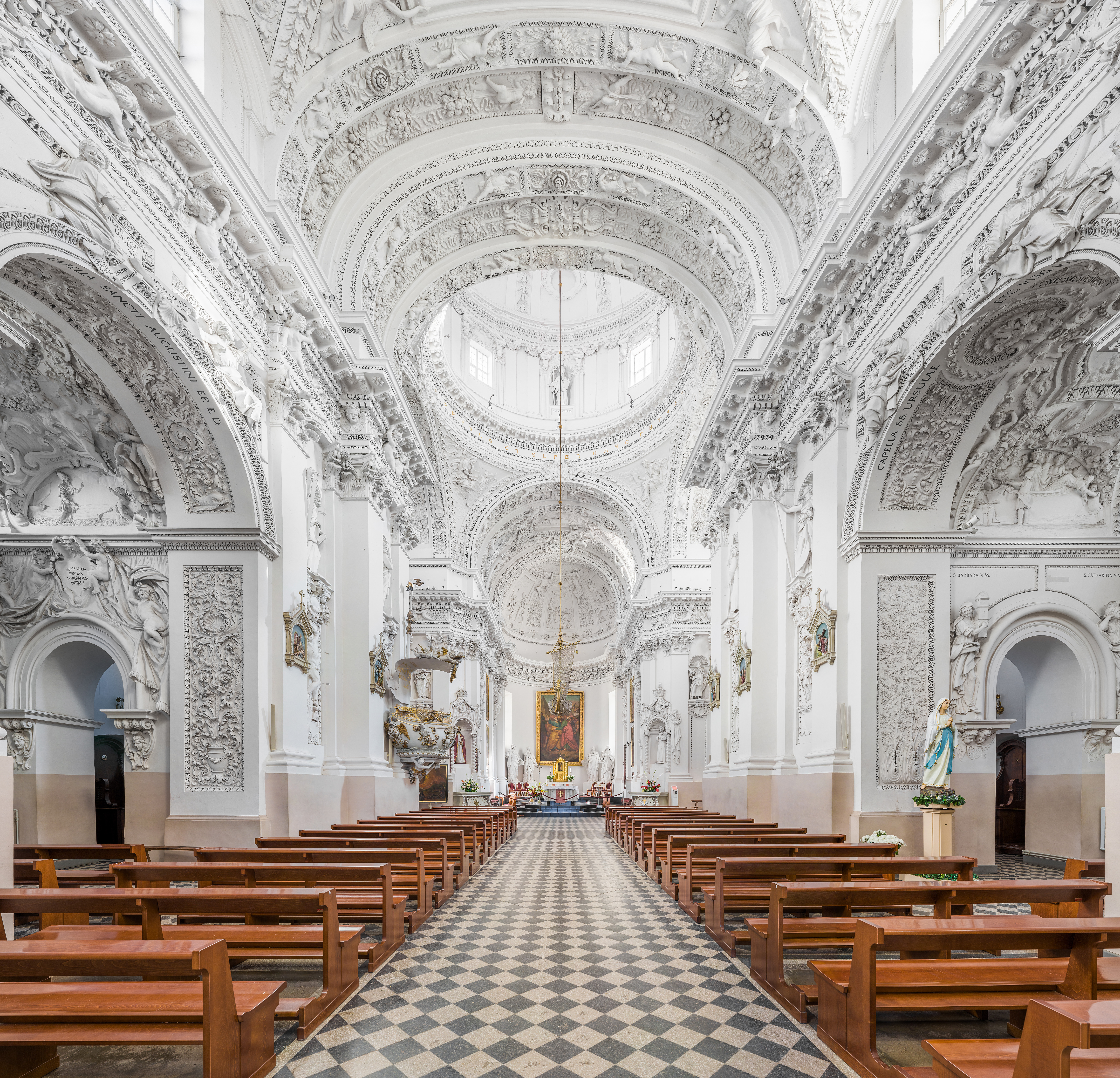
Interior de San Pedro y San Pablo, Cracovia

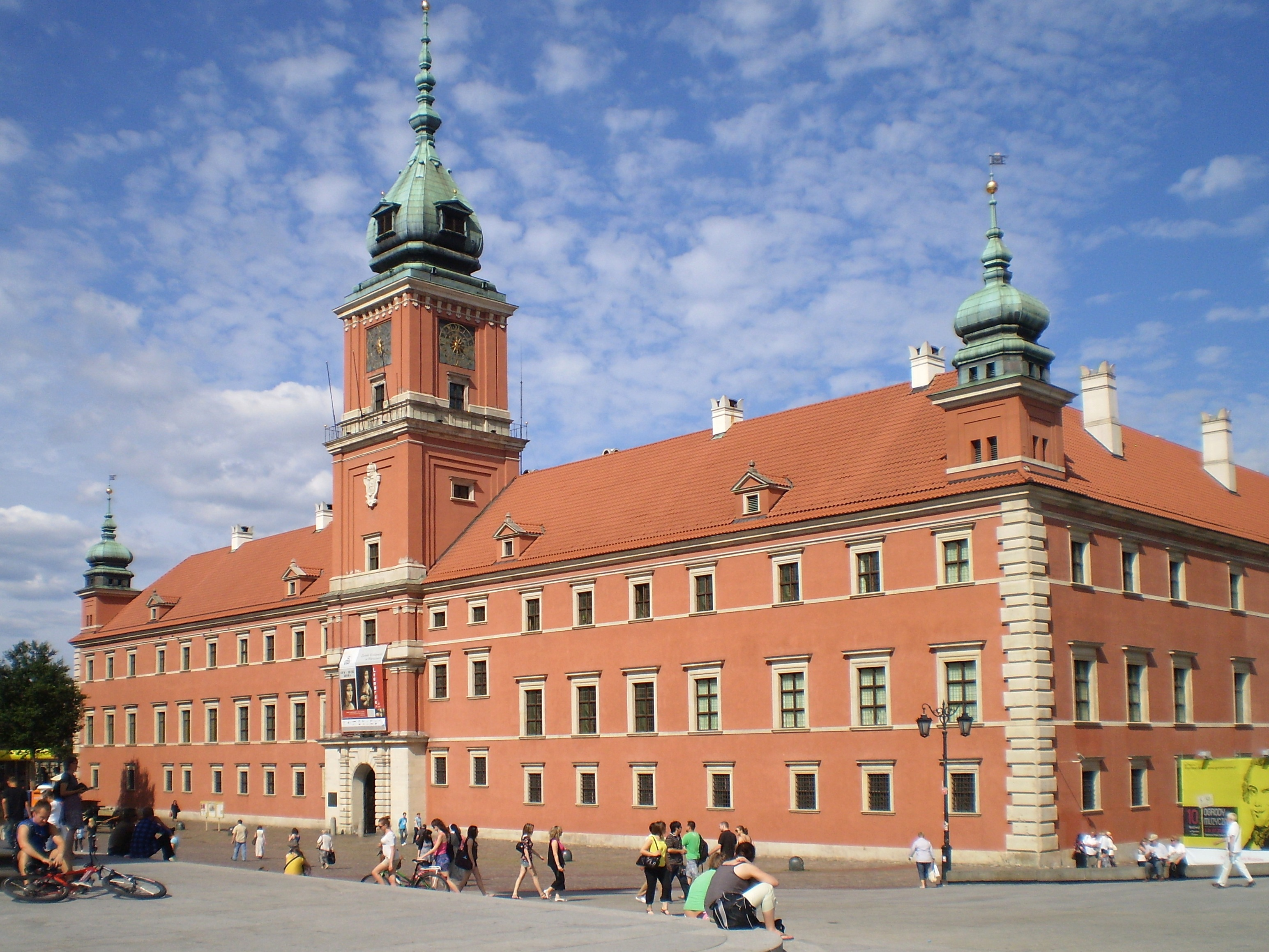
Fachada barroca del castillo Real de Varsovia (1614-1619)

La arquitectura barroca en Polonia corresponde con las obras arquitectónicas creadas de acuerdo con los supuestos del arte barroco en la República de las Dos Naciones (1569-1795), en la época del reinado de los primeros reyes electivos y de la Contrarreforma, de las largas guerras con los países vecinos —con Suecia, el Zarato ruso y el Imperio otomano— y de disturbios internos —levantamientos cosacos de Kosińskiego (1591-1593), Nalewajki (1594-1596) y Chmielnicki (1648-1654)—. El siglo XVII  fue un período complejo, de transición que precedió a la supremacía del barroco maduro. Hubo una coexistencia y, a veces, una simbiosis de direcciones artísticas diferentes, a veces opuestas. Hasta alrededor de 1640, la tendencia principal fue el manierismo de procedencia italiana y neerlandesa. Al mismo tiempo, junto al manierismo, también está el barroco temprano en la redacción romana. Además de estos estilos, también existió el tradicionalismo renacentista.
El barroco temprano apareció en Polonia inmediatamente después de su nacimiento en Italia, y sus principales impulsores fueron la corte real de Segismundo III Vasa y la Orden de los jesuitas. En 1595, se incendiaron los apartamentos privados del rey en el ala norte del castillo de Wawel  y su reconstrucción, dirigido por Giovanni Trevano y Tomasz Dolabella se llevó a cabo en estilo barroco. En este contexto, destaca también más adelante la columna de Segismundo, un monumento al rey diseñado por Constantino Tencalla y Augustyn Locci. La figura del rey fue esculpida por Clemente Molli y fue fundida en bronce por Daniel Tym.
Pero la primera edificación de estilo barroco fue la iglesia del Corpus Christi (1584-1593) en Nieśwież (después de 1945, Niasvizh, ahora e Bielorrusia). La iglesia también tiene la distinción de ser la primera basílica cupulada con una fachada barroca en la Mancomunidad y en Europa del Este. El primer edificio barroco en la Polonia actual fue la iglesia de San Pedro y San Pablo  (1597-1619) en Cracovia, construida por Giovanni Battista Trevano. La población judía de ese período era numerosa y próspera y se construyeron muchas sinagogas judías en el país en estilo barroco. Algunos de esos edificios han sobrevivido, incluida la sinagoga Włodawa.
En los primeros años del siglo XVII, la arquitectura barroca se difundió por la Mancomunidad. Algunas tempranas iglesias barrocas fueron la capilla Vasa en la catedral de Wawel (que era el equivalente barroco de la vecina capilla de Segismundo, construida años antes en estilo renacentista) y la Iglesia de la Visitación de Cracovia. La mayoría de esas tempranas iglesias siguieron un patrón establecido por la iglesia del Gesù de Giacomo Barozzi da Vignola en Roma. Otras iglesias y capillas de mediados del siglo XVII fueron la capilla de San Casimiro en la catedral de Vilnius, la Iglesia de San Pedro y San Pablo y la Iglesia de San Casimiro en Vilna, el monasterio de Pažaislis en Kaunas, la Iglesia de los Dominicos y la Iglesia de San Jorge en Lwów (actual Lviv, ahora Ucrania). Ejemplos de finales del XVII son la iglesia de los jesuitas en Poznań, la catedral de San Francisco Javier en Grodno, la capilla Real en Gdańsk (de un estilo arquitectónico ecléctico basado en una mezcla de tradiciones constructivas polacas y neerlandesas), y el santuario de Santa María en Masuria (construido en estilo barroco tirolés). Ejemplos notables de arquitectura barroca residencial de este período son el castillo de Ujazdów, el palacio de Wilanów y el palacio Krasiński (1677-1683) en Varsovia.
También se desarrolló una arquitectura secular barroca desligada de la religión. El Castillo Real de Varsovia fue reconstruido entre 1596 y 1619 por los arquitectos italianos Giacomo Rotondo, Matteo Castelli y Giovanni Trevano. En el exterior del castillo, una columna con la estatua del rey Zygmunt, esculpida por Clemente Molli y fundida por Daniel Tym fue levantada por su hijo, Vladislao IV Wasa, en 1644. El parque Ujazdowski con un nuevo palacio, el palacio de Ujazdów, fue construido por Trevano entre 1619 y 1625. El palacio de Ujazdów pronto fue eclipsado por el palacio de Wilanów, levantado por el rey Juan III Sobieski entre 1677 y 1696. El estilo de esas nuevas residencias reales pronto fue imitado por numerosos magnates que no querían quedarse atrás, lo que llevó a erigir numerosas residencias barrocas que surgieron por todo el campo polaco, como Kruszyna (1630, construida para el voivoda Kasper Doenhoff), el castillo de Łańcut (1629-1641, reconstruido para Stanisław Lubomirski), Wiśnicz (1616-1621, también para Stanisław Lubomirski), Ujazd (Krzyżtopór, construido en 1628-1644 para Krzysztof Ossoliński).
El monumental castillo Krzyżtopór (en ruina permanente), construido en el estilo palazzo in fortezza entre 1627 y 1644, tenía varios patios rodeados de fortificaciones. Además, la fascinación del barroco tardío por la cultura y el arte de China se refleja en el palacio chino de la reina Masysieńka en Zolochiv. Los palacios de los magnates del siglo XVIII representan el tipo característico de residencia suburbana barroca construida entre cour et jardin (entre el patio de entrada y el jardín). Su arquitectura, una fusión del arte europeo con las antiguas tradiciones de construcción de la Mancomunidad, es visible en el palacio Potocki en Radzyń Podlaski, el palacio Raczyński en Rogalin y el palacio Wiśniowiecki en Vyshnivets.
A finales del siglo XVII, el arquitecto más famoso en la Mancomunidad era el neerlandés Tylman van Gameren, quien, a la edad de 28 años, se había instalado en el país y comenzó a trabajar para la reina María Casimira y el rey Juan III Sobieski. Tylman dejó un legado de edificios que se consideran joyas de la arquitectura barroca polaca, entre otros, el palacio Ostrogski, el palacio Otwock, el palacio Branicki (1691-1697) en Białystok, la iglesia de San Casimiro en Varsovia (1688-1692) y la iglesia de Santa Ana ([1689-1703).
Un estilo notable de arquitectura barroca surgió en el siglo XVIII con el trabajo de Johann Christoph Glaubitz, a quien se le asignó la tarea de reconstruir Vilna, la capital del Gran Ducado de Lituania. Por ello a ese estilo se le denominó barroco vilniano, y la antigua Vilnius fue nombrada la «ciudad del barroco». Los edificios más notables de Glaubitz en Vilnius son la Iglesia de Santa Catalina, iniciada en 1743, la Iglesia de la Ascensión, que se inició en 1750, la Iglesia de San Juan, la puerta del monasterio y las torres de la Iglesia de la Santísima Trinidad. La magnífica y dinámica fachada barroca de la antigua iglesia gótica de San Juan se menciona entre sus mejores obras. Muchos interiores de iglesias, incluido el de la gran Sinagoga de Vilna, fueron reconstruidos por Glaubitz, así como el Ayuntamiento construido en 1769. El mejor ejemplo del barroco vilniano en otros lugares es la Catedral de Santa Sofía en Polotsk, que fue reconstruida entre 1738 y 1765.
Las etapas del Barroco en Polonia, y también de la arquitectura, se suelen dividir en tres períodos principales que coinciden con el reinado de:
- los gobernantes de la dinastía Vasa (r. 1587-1668), el llamado estilo Vasa, un barroco inspirado en las obras de Bernini en que las formas barrocas tempranas coexisten con el período del Renacimiento tardío (manierismo);
- Jan III Sobieski (r. 1674-1694), en el que el barroco se convirtió en el estilo dominante; aparte de los diseños italianos, también hay una variación del barroco clasicista;
- los gobernantes sajones (r. 1697-1763), el período del barroco tardío, dominado por los patrones rococó italianos, franceses y de Dresde, con un estilo específico del llamado Barroco de Vilnius.

- Los grandes palacios barrocos polacos

"Los
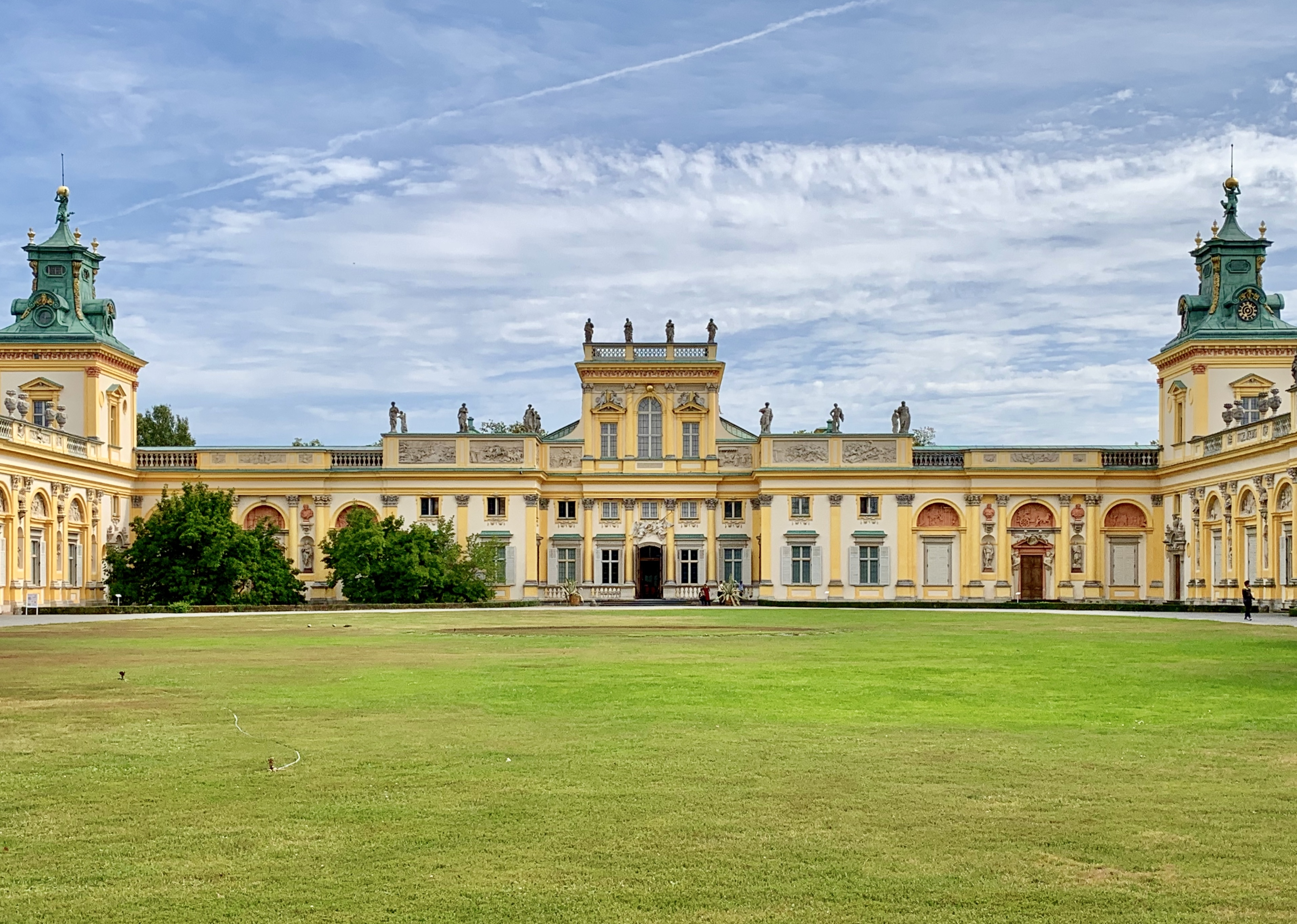
Palacio de Wilanów (1677-1696), Varsovia, conocido como el «Versalles polaco», una residencia palaciega del rey Juan III Sobieski
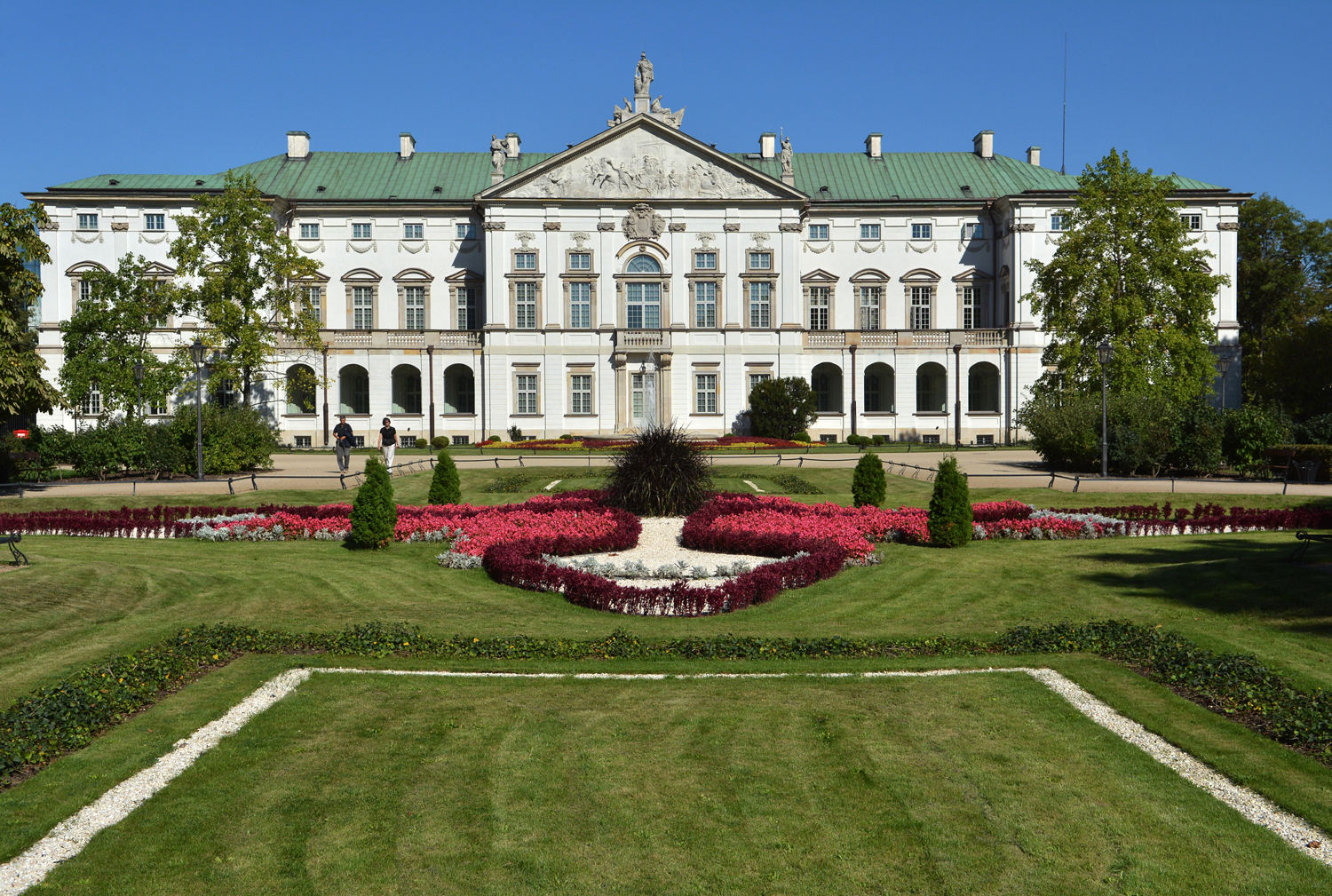
Palacio Krasiński (1677-1683), Varsovia, para el voivoda de Płock, Jan Dobrogost Krasiński, según el diseño de Tylman van Gameren
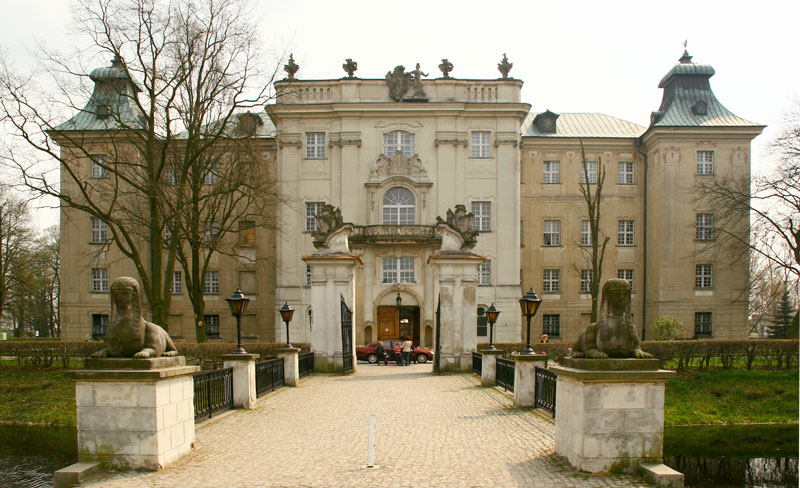
Palacio en Rydzyna (1685-1695), residencia del rey Estanislao I Leszczynski  de 1704 a 1709.
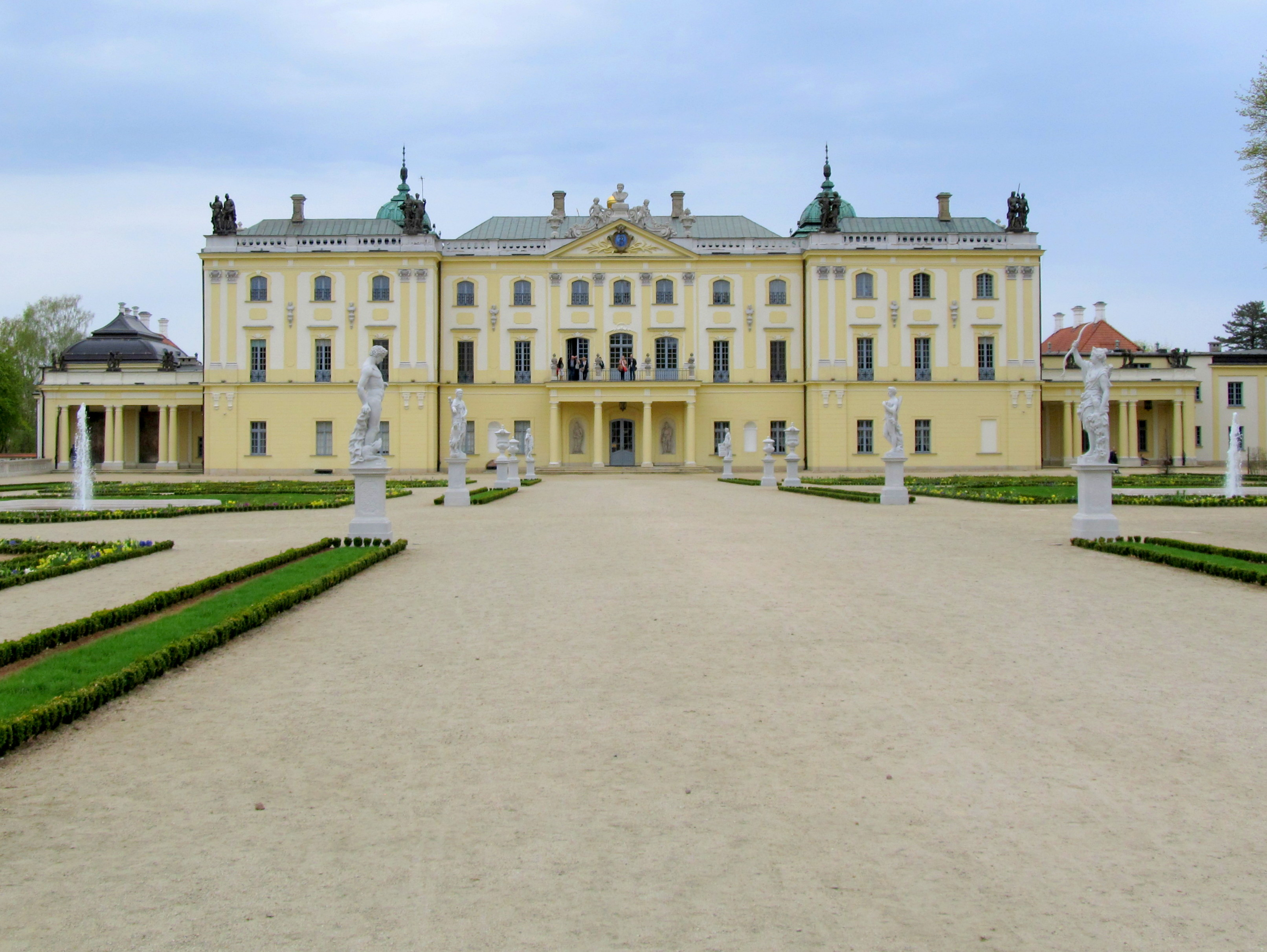
Palacio Branicki (1691-1697) en Białystok, residencia del conde Jan Klemens Branicki, destruido en la II Guerra Mundial y luego reconstruido

## Los inicios del barroco en Polonia

### Arquitectura religiosa

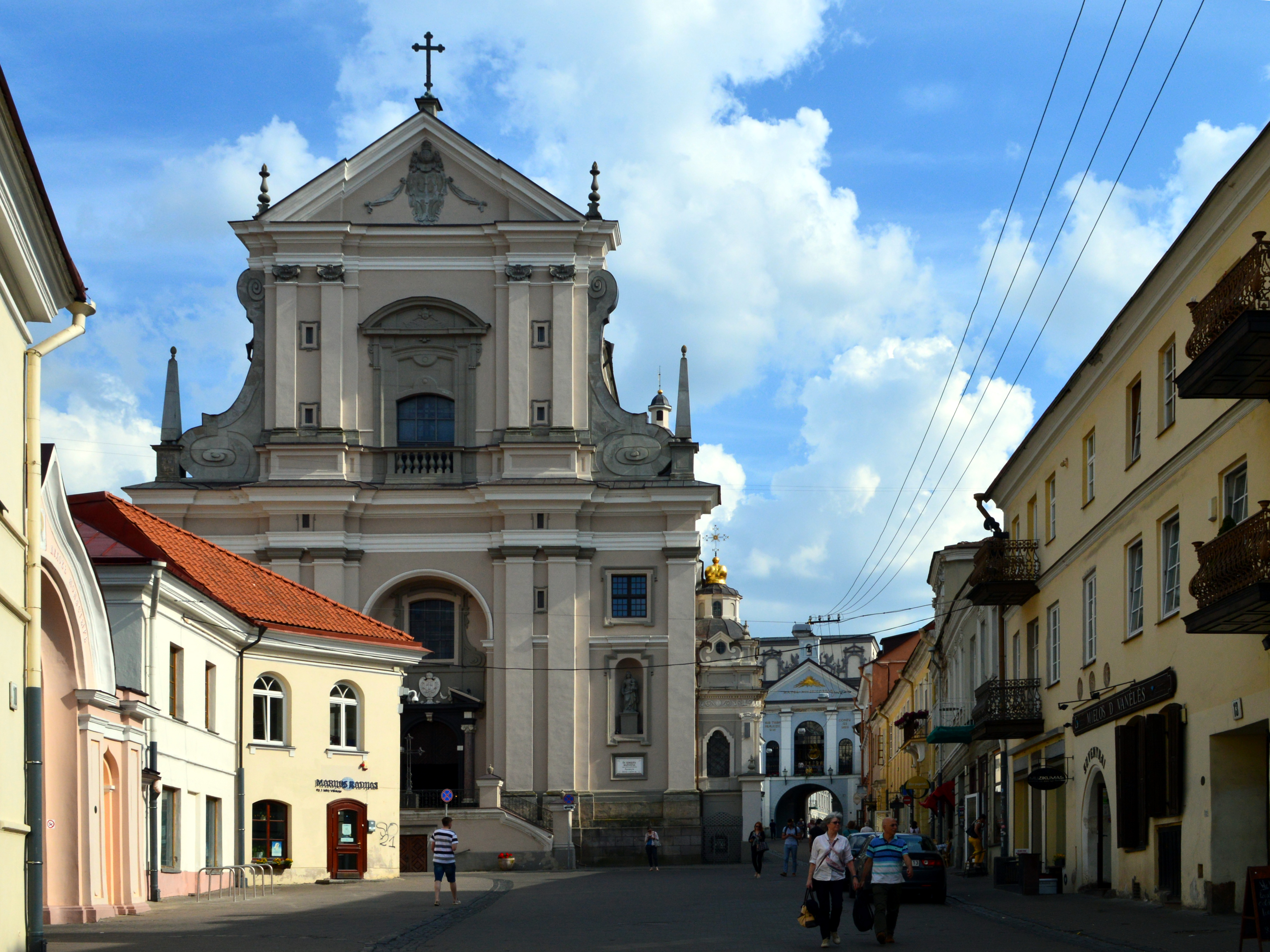
Iglesia de Santa Teresa en Vilnius (1635-1650), diseñada por Constantino Tencalla

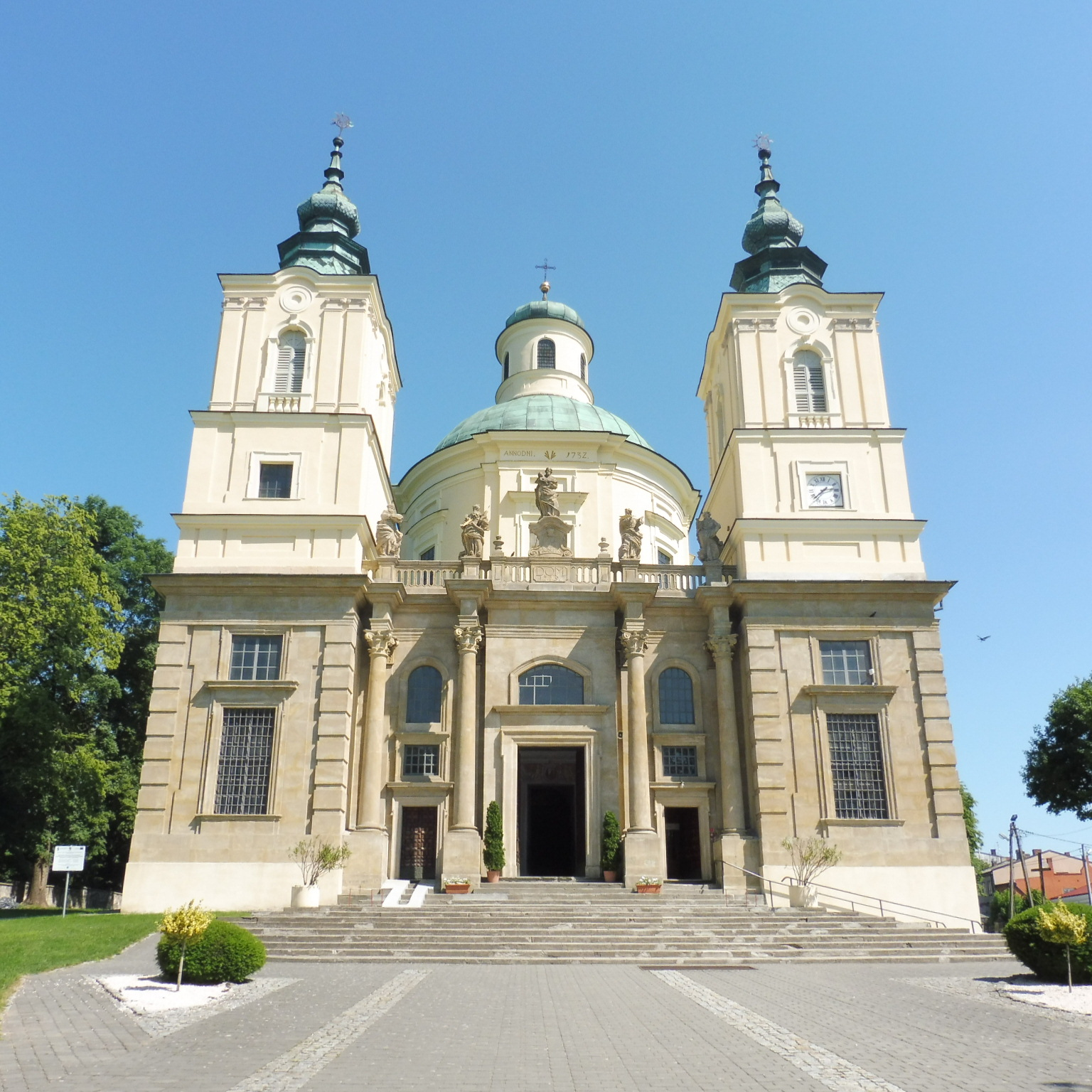
Iglesia de San José en Klimontów (1643-1650), diseñada por Wawrzyniec Senes

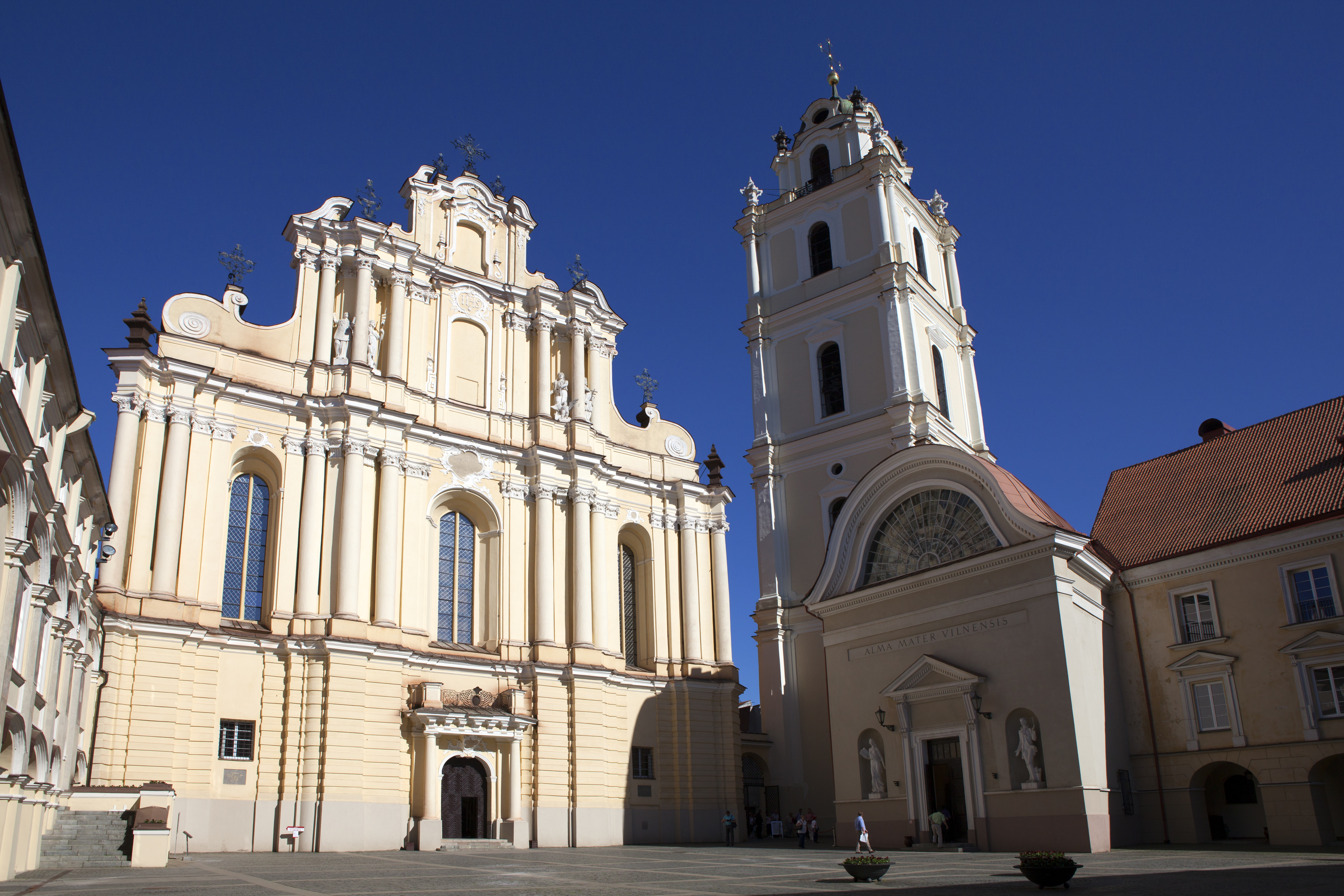
Iglesia de San Juan y Universidad de Vilnius

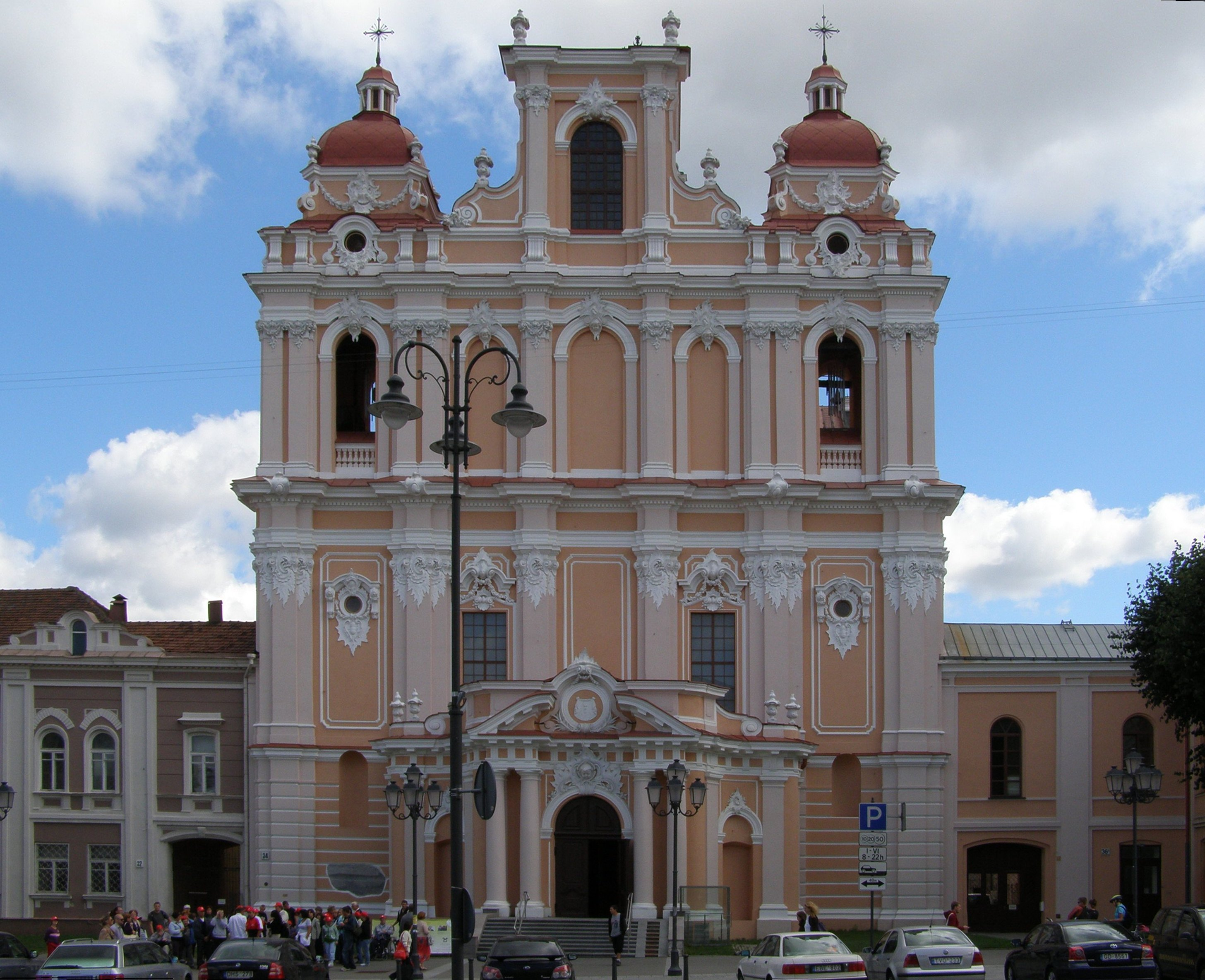
Iglesia de San Casimiro (1604-1618)

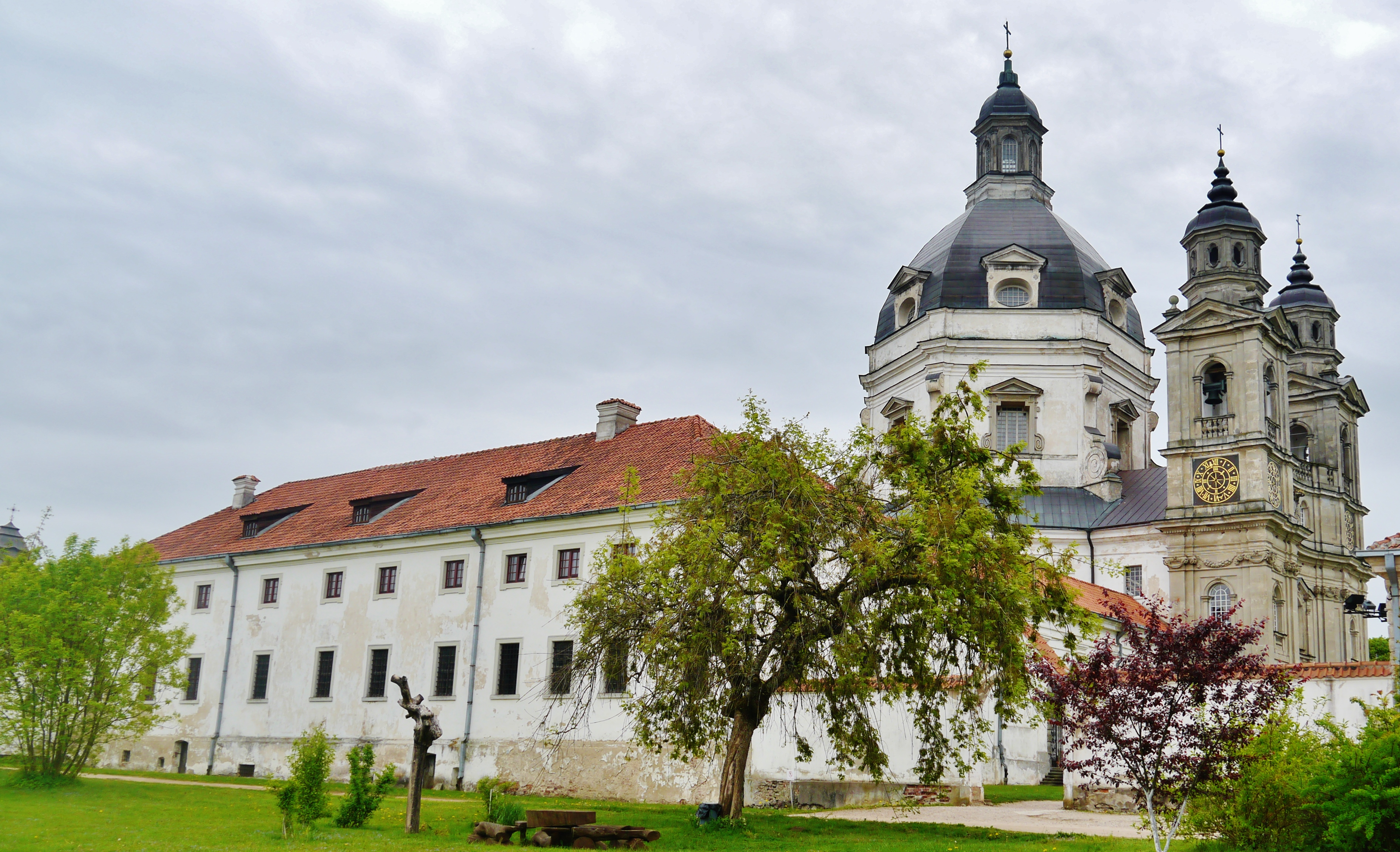
Monasterio de Pažaislis (1667-1690, 1712-1755)

El barroco apareció en el país a finales del siglo XVI, en el período de dominación de la forma estilística polaca del Renacimiento tardío, con predominio del manierismo. Los precursores del nuevo estilo fueron los jesuitas, llegados a Polonia en 1564, contando con el apoyo de la corte y la nobleza. En Polonia, como en otros países europeos, las primeras iglesias barrocas, construidas por arquitectos-monjes, se inspiraron en la iglesia romana del Gesù. Este tipo de realización, creada dentro de las entonces fronteras de la República de las Dos Naciones, incluye:
- Iglesia del Corpus Christi (1584-1593) en Nesvizh, la primera iglesia barroca en Polonia, construida por Giovanniego Marii Bernardoniego como una basílica de tres naves con una cúpula por encima de la intersección de la nave con el crucero y dos pares de capillas adyacente a los pasillos. La iglesia fue fundada por Mikołaja Krzysztofa Radziwiłła Sierotkę y el trabajo relacionado con su construcción se inició en 1582, incluso antes de que se completara la iglesia Il Gesù;
- Iglesia de los jesuitas en Lublin (ahora catedral) (1586-1604), construida según los planos de Giovanniego Marii Bernardoniego;
- Colegiata del Corpus Christi en Jarosław (1591-1594), obra de Giuseppe Brizio;
- Iglesia de San Adalberto y San Stanisław obispo en Kaliszu, una basílica de tres naves con galerías, obra de Giovanniego Marii Bernardoniego (1592-1597);
- Iglesia de San Pedro y San Pablo (1597-1619) en Cracovia, iniciada por Józefa Britiusa (Giuseppe Brizio) en 1597, construida por Bernardoni y terminada, incluida la fachada, en los años 1605-1619 por Trevano, iglesia de tres naves con tres pares de capillas y una cúpula sobre los pasillos del crucero;
- Iglesia de San Casimiro (1604-1618) en Vilna construida por Pawła Bokszę, basado en un diseño de Jana Frankiewicza. Se trata de un edificio de amplias y altas naves, central y transversal, con cúpula dispuesta en su intersección. La iglesia fue reconstruida varias veces. A mediados del siglo XVIII, las obras de renovación de la iglesia fueron dirigidas por Jan Krzysztof Glaubitz. En ese momento, las torres recibieron cascos barrocos tardíos (en una reconstrucción de finales del siglo XIX se rebajaron las torres y se quitaron los cascos barrocos). La forma de la cúpula actual, inspirada en la mitra principesca, fue diseñada por Tomasza Żebrowskiego.

Otros edificios de la primera fase del barroco polaco son:
- Monasterio e iglesia de Nuestra Señora de los Ángeles en Kalwaria Zebrzydowska diseñado por Bernardoni y declarado Patrimonio de la Humanidad en 1909. El primer santuario de este tipo en Polonia fue encargado por Mikołaja Zebrzydowskiego en Kalwaria Zebrzydowska. Una forma característica de la arquitectura sacra del período barroco fueron los santuarios que permitían a los fieles realizar procesiones a mayor escala, especialmente el Vía Crucis. Sus estaciones-capillas individuales estaban ubicadas entre bosques, en áreas más grandes, a menudo montañosas. El trabajo iniciado por Bernardoni fue continuado por Paweł Baudarth, orfebre y arquitecto flamenco. Construida en los años 1603-1609, la iglesia, una pequeña iglesia de una sola nave con un presbiterio cuadrado, rápidamente resultó ser demasiado pequeña para albergar a los peregrinos que llegaban al Calvario. Durante la ampliación de la iglesia, la nave se transformó en presbiterio y se añadió una nueva en el lado oriental. El Maestro de Amberes fue también el diseñador de una serie de pequeñas y variadas capillas del Vía Crucis, como:
  - construidas en los años 1605-1609: Ayuntamiento de Pilatos, con planta de la cruz griega (1605), la casa de Caifás, de planta elíptica; el Palacio de Herodes, coronado por una cúpula; la casa de Anás, de planta triangular; Ogrójec, una capilla pentagonal; la capilla de la Captura, la iglesia del Santo Sepulcro, inspirada en la capilla de Jerusalén;
  - construidas hasta 1617: la Iglesia de la Tumba de la Madre de Dios, la Casa de la Madre de Dios, el Cenáculo, las Capillas de la Primera y Segunda Caída y la Capilla del Corazón de María.
- Iglesia de los Santos Pedro y Pablo en Lviv, construida en los años 1610-1630.
- Basílica de la Anunciación de la Virgen María en Leżajsk con un monasterio, construido en los años 1618-1628. De manera similar al monasterio de Kalwaria Zebrzydowicka, el complejo se caracteriza por un carácter defensivo del palacio. El diseñador del edificio fue el arquitecto italiano Antonio Pellaccini. El monasterio se construyó en planta cuadrada que rodeaba el patio, con pabellones bajos en las esquinas. El trabajo de diseño de interiores fue realizado por monjes. El conjunto estaba rodeado por una muralla defensiva con torres.
- Iglesia de la Asunción en Bielany para la Orden de la Camáldula;  la primera fase de la construcción de la iglesia del monasterio está asociada con la persona de Walentego von Säbischa. En los años 1618-1630 la iglesia recibió una fachada de dos torres diseñada por Andreę Spezza. La iglesia de una sola nave, inspirada en las iglesias de los jesuitas, es de una sola nave, sin crucero, con tres pares de capillas. Otras dos capillas lindan con el presbiterio. El edificio se erigió en el centro de un patio en cuadrilátero con edificios para las salas administrativas y de servicios públicos en tres de sus lados. Las ermitas se ubicaron detrás de la iglesia.
- iglesia en Nowym Wiśniczu (1616-1621) junto con el monasterio, en cuya construcción trabajó Maciej Trapola.
- iglesia de Santa Teresa en Vilna, de tres naves con una cúpula no muy alta, construida en los años 1635-1650. No se sabe con certeza quién fue su diseñador, aunque se menciona con bastante frecuencia a Jan Józef Urlach. La solución de la fachada es probablemente obra de Konstanty Tencall.
- Colegiata de la Santísima Trinidad en Ołyce (1635-1640), diseñada por Benedetto Molli y Giovanni Maliverna.
- Iglesia de San Józefa en Klimontów (1643-1650) presenta un tipo completamente diferente. Diseñado por Laurentiusa de Sent (un arquitecto del sur de Suiza, conocido como Wawrzyńca Senesa), en planta elipse con una nave de dos niveles que rodea el interior del templo. Dos capillas laterales lindan con el presbiterio rectangular. En 1732 se completó una cúpula elipsoidal sobre un tambor con ventanas que iluminaban el interior de la iglesia. También son del siglo XVIII dos torres añadidas a la fachada del templo.

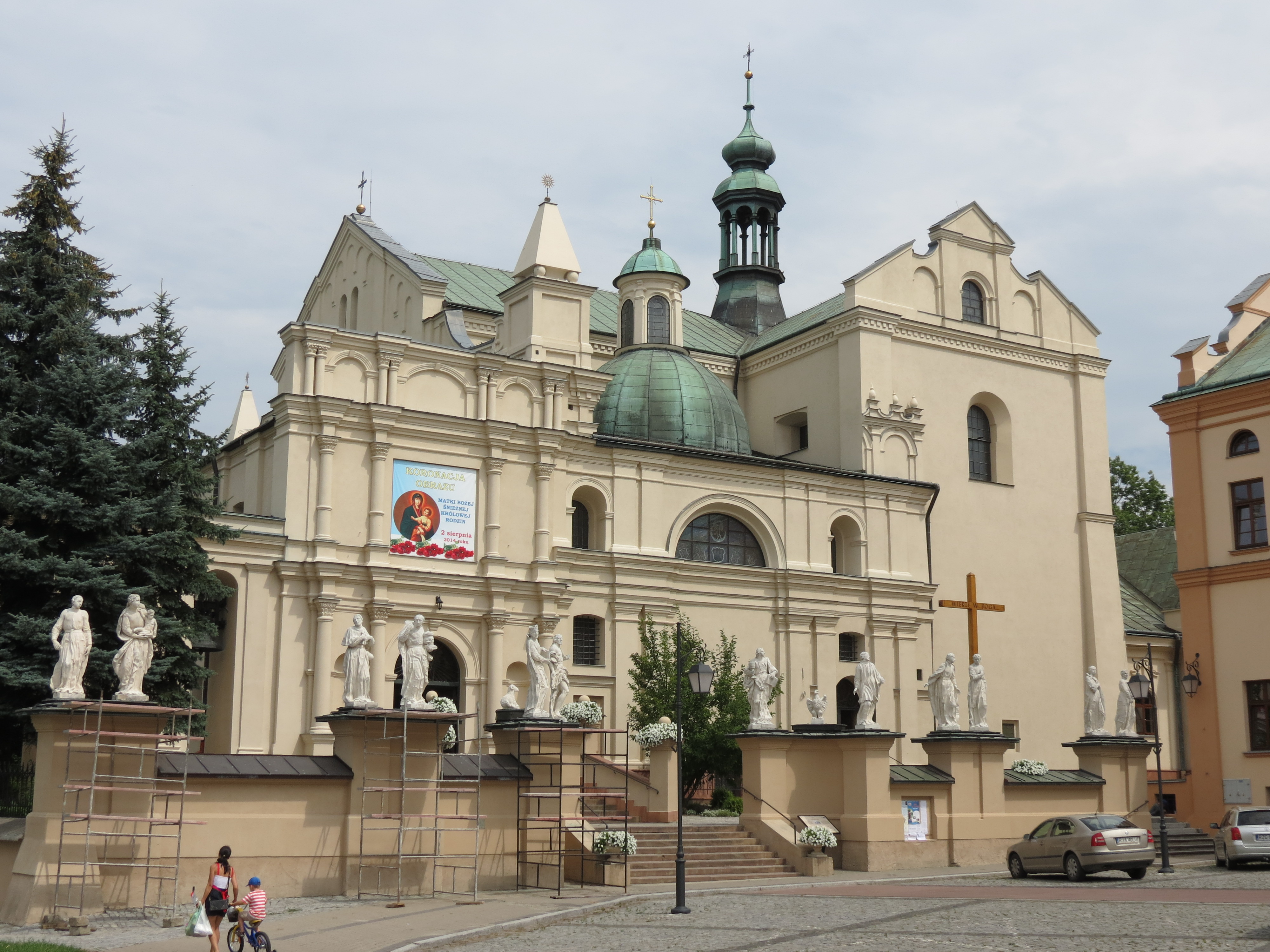
Colegiata de Corpus Christi en Jaroslaw (1591-1594), obra de Giuseppe Brizio
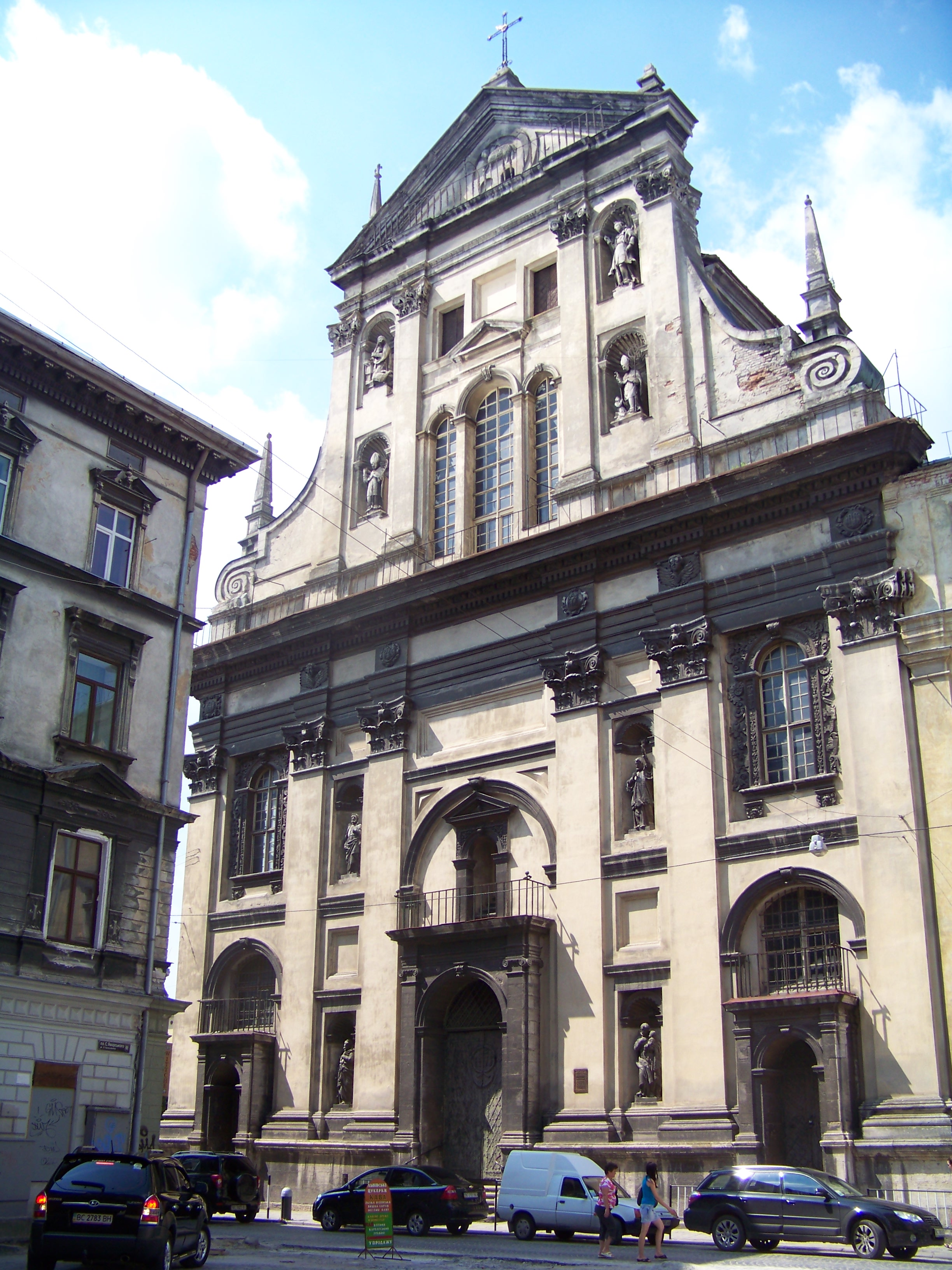
Iglesia de los Santos Pedro y Pablo (1610-1630), en Lviv
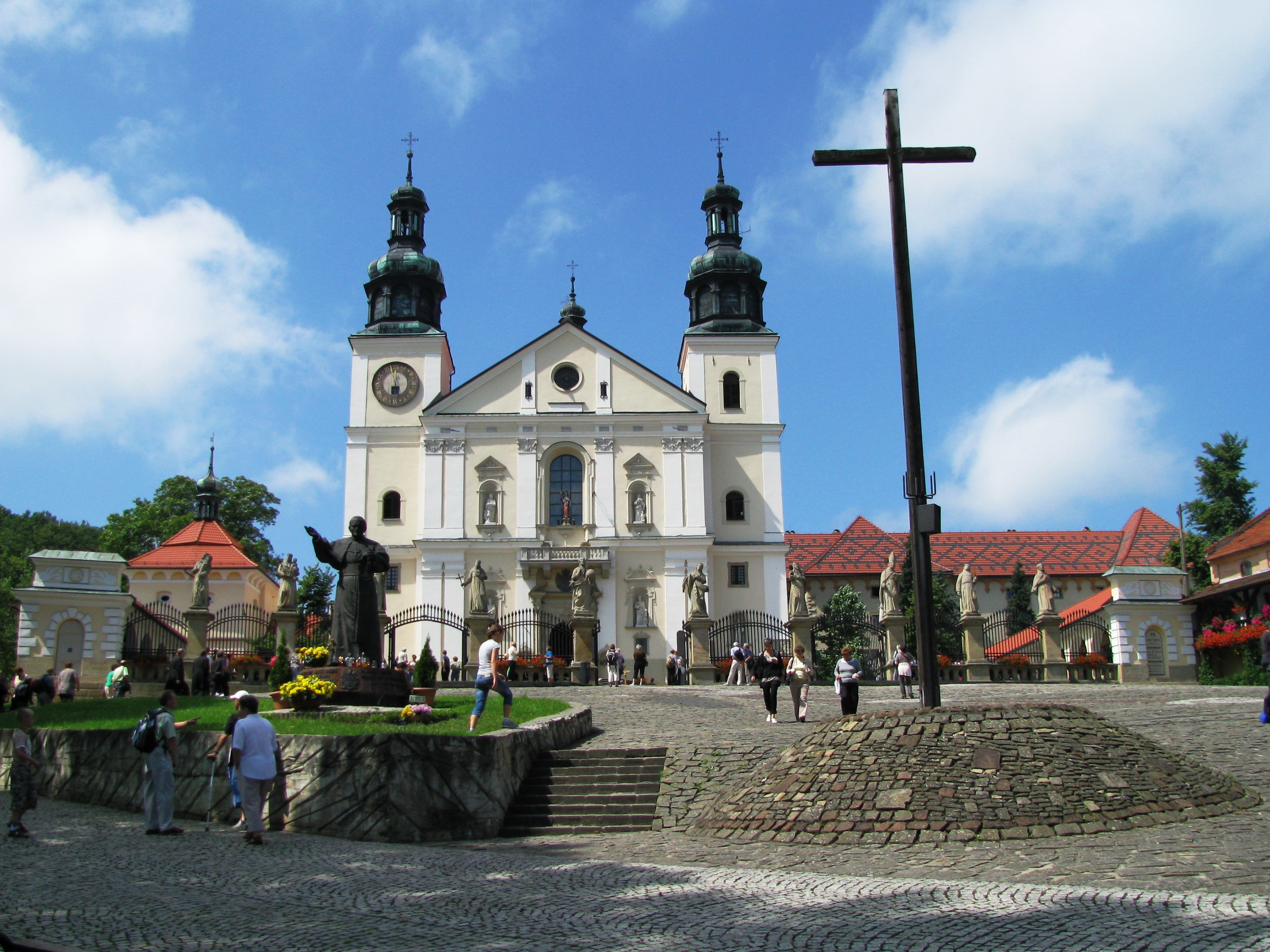
Santuario de Kalwaria Zebrzydowska ( Patrimonio de la Humanidad     (1999))
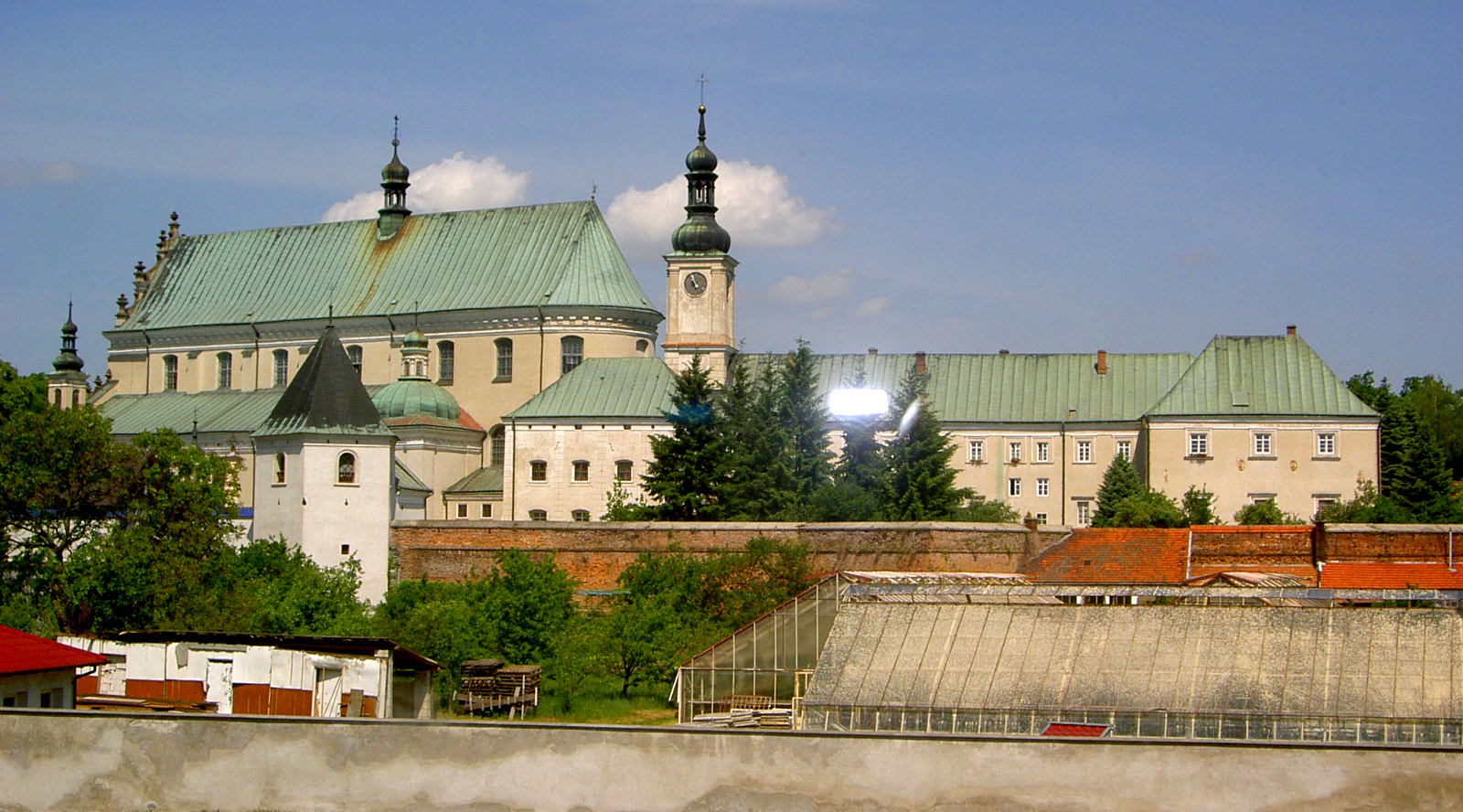
Monasterio y Basílica de la Anunciación de la Virgen María en Leżajsk
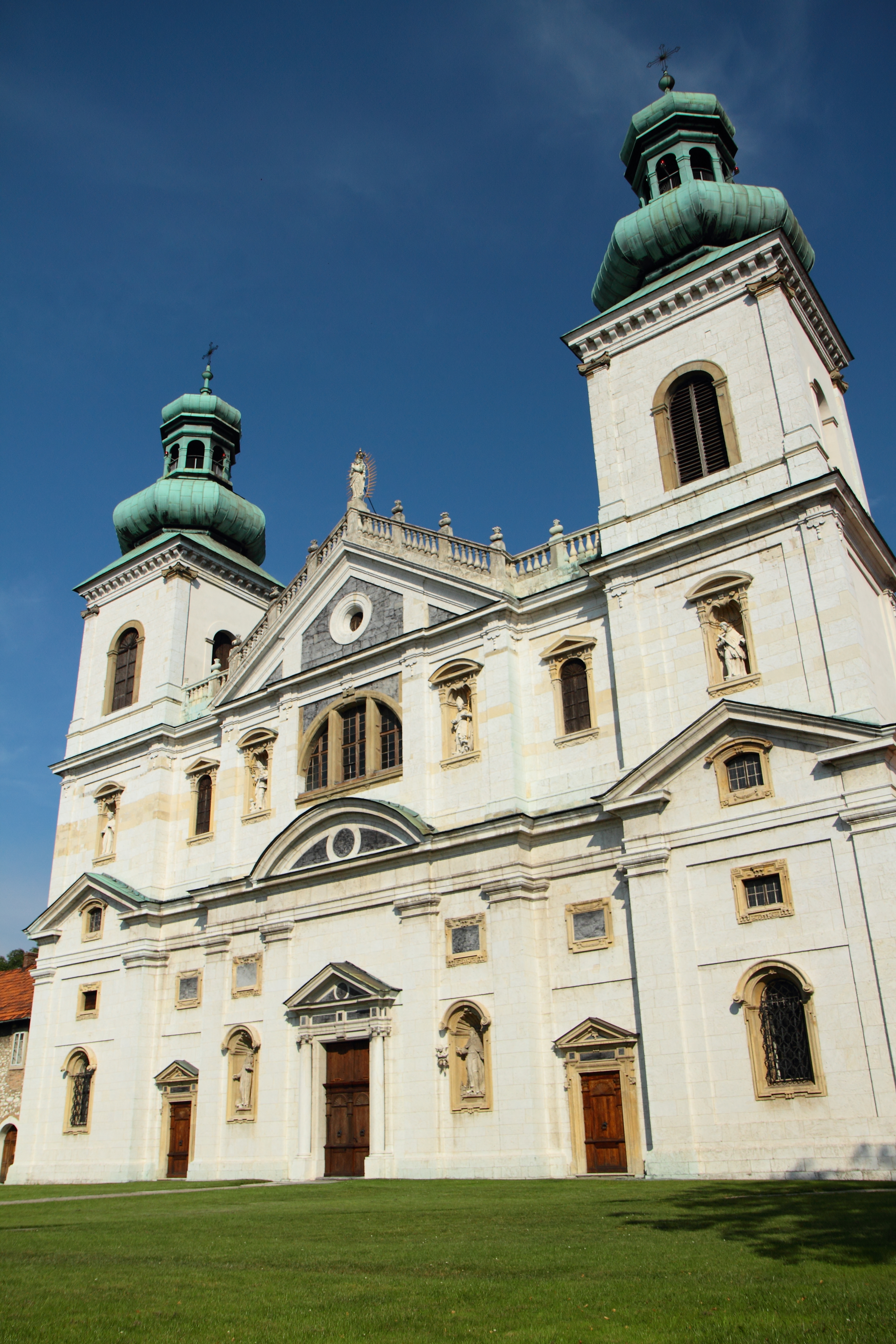
Iglesia Camaldulense en Bielany

Las capillas familiares, conocidas antes, también se construyen en el período barroco. Ejemplos de estos monumentos incluyen:
- capilla real de la familia Vasa en Wawel, construida en los años 1664-1676. Desde el exterior, sigue el modelo de la vecina capilla de Segismundo, or dentro está decorado con mármol negro y numerosos símbolos de la muerte que relatan el paso de la vida en la tierra y su insignificancia. El mausoleo, con su austera decoración, refleja bien la atmósfera de la Contrarreforma;
- capilla San Casimiro en Vilna, construido en los años 1623-1636 por Tencallę, en una planta cuadrada con una cúpula que descansa sobre un tambor.
- capilla Santa Catalina, el mausoleo de Zbaraskich en la iglesia dominica de St. Trinidad en Cracovia, construida sobre una planta rectangular con una cúpula elipsoidal de pechinas en 1627-1633. El diseño de la capilla se atribuye a Tencalli, los trabajos de construcción fueron supervisados por Andrea i Antonio Castelli.

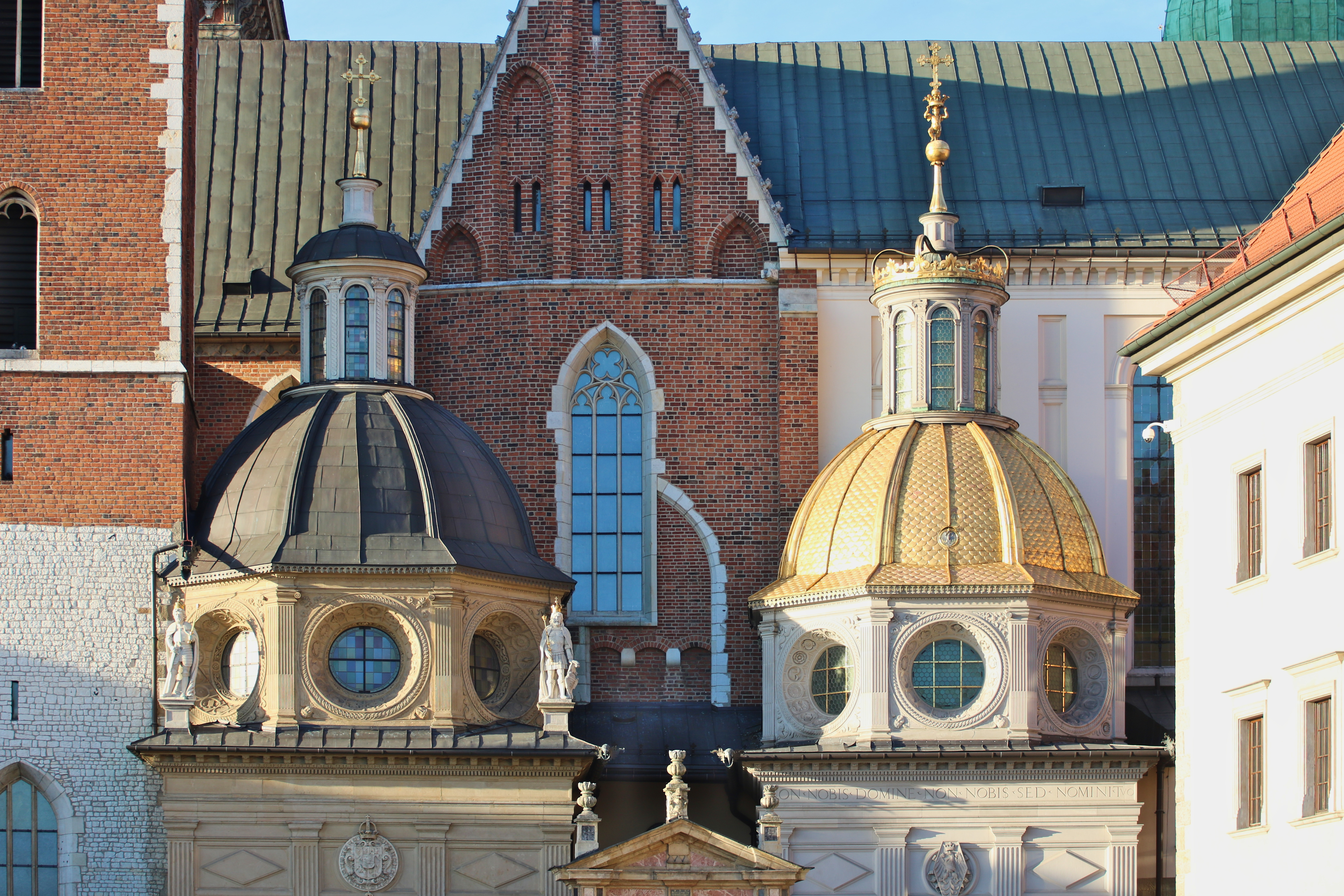
Las capillas Vasa y San Casimiro, en Wavel

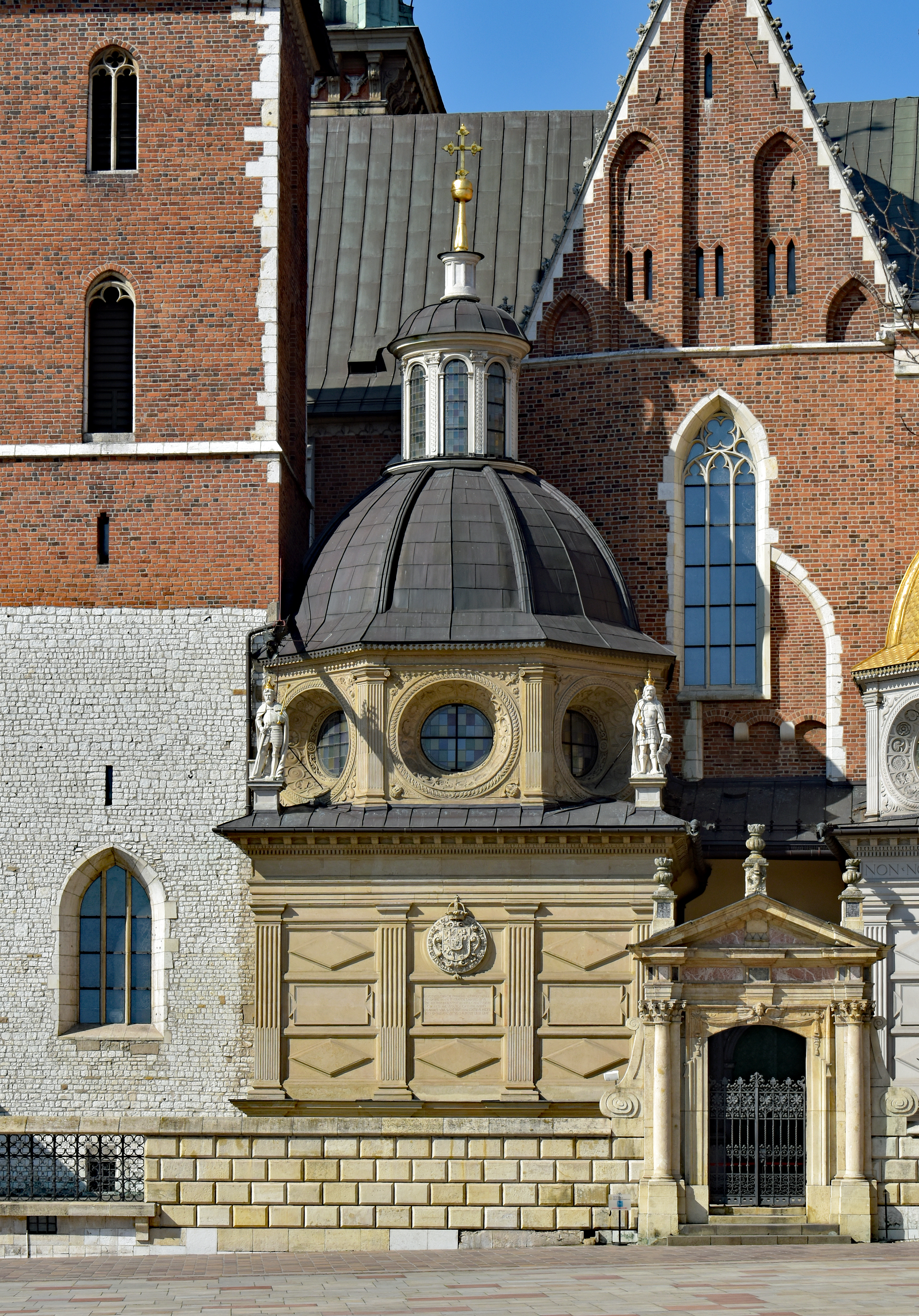
Capilla real de la familia Vasa en Wawel (1664-1676)
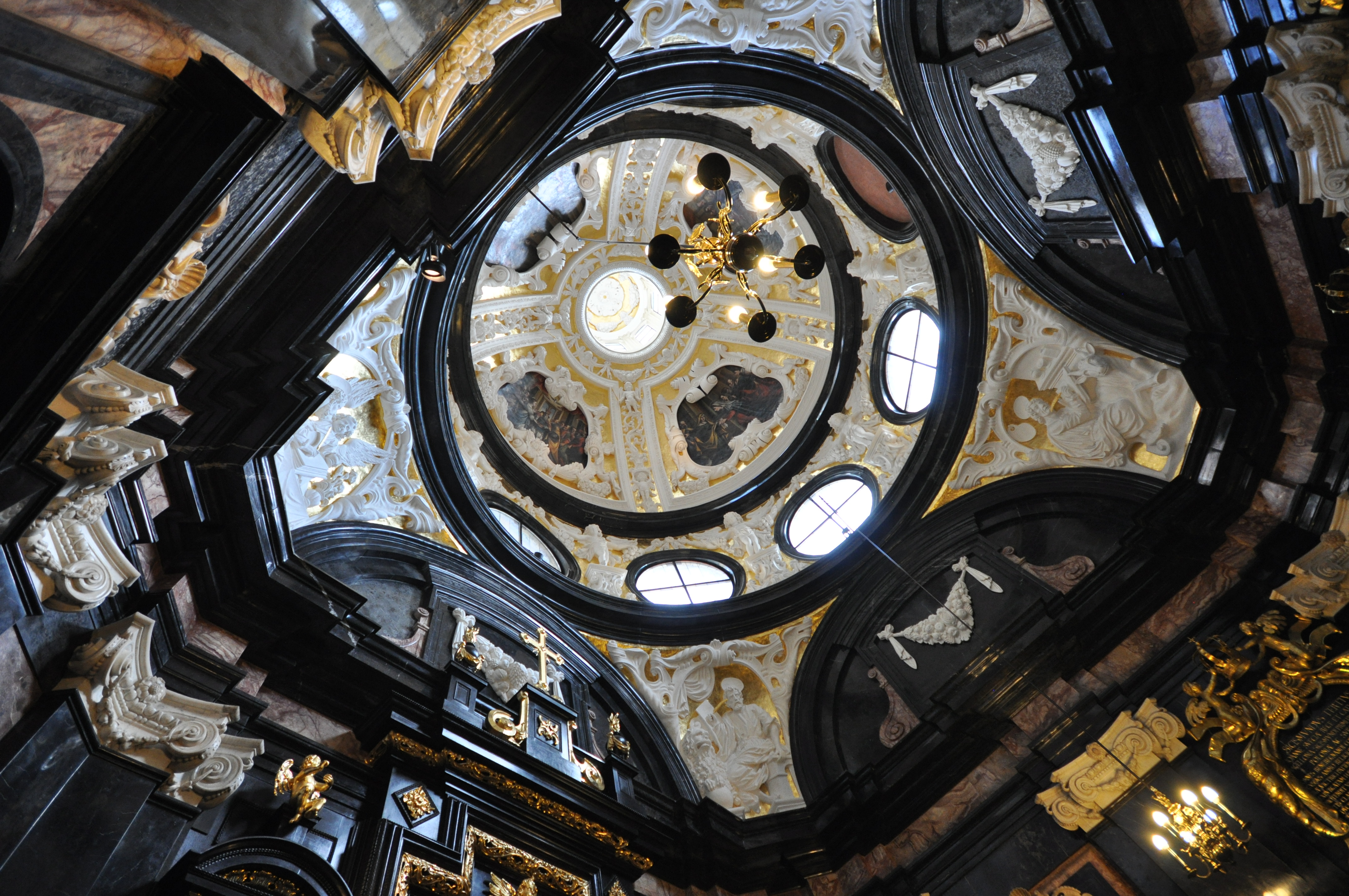
Interior de la cúpula de la capilla Vasa
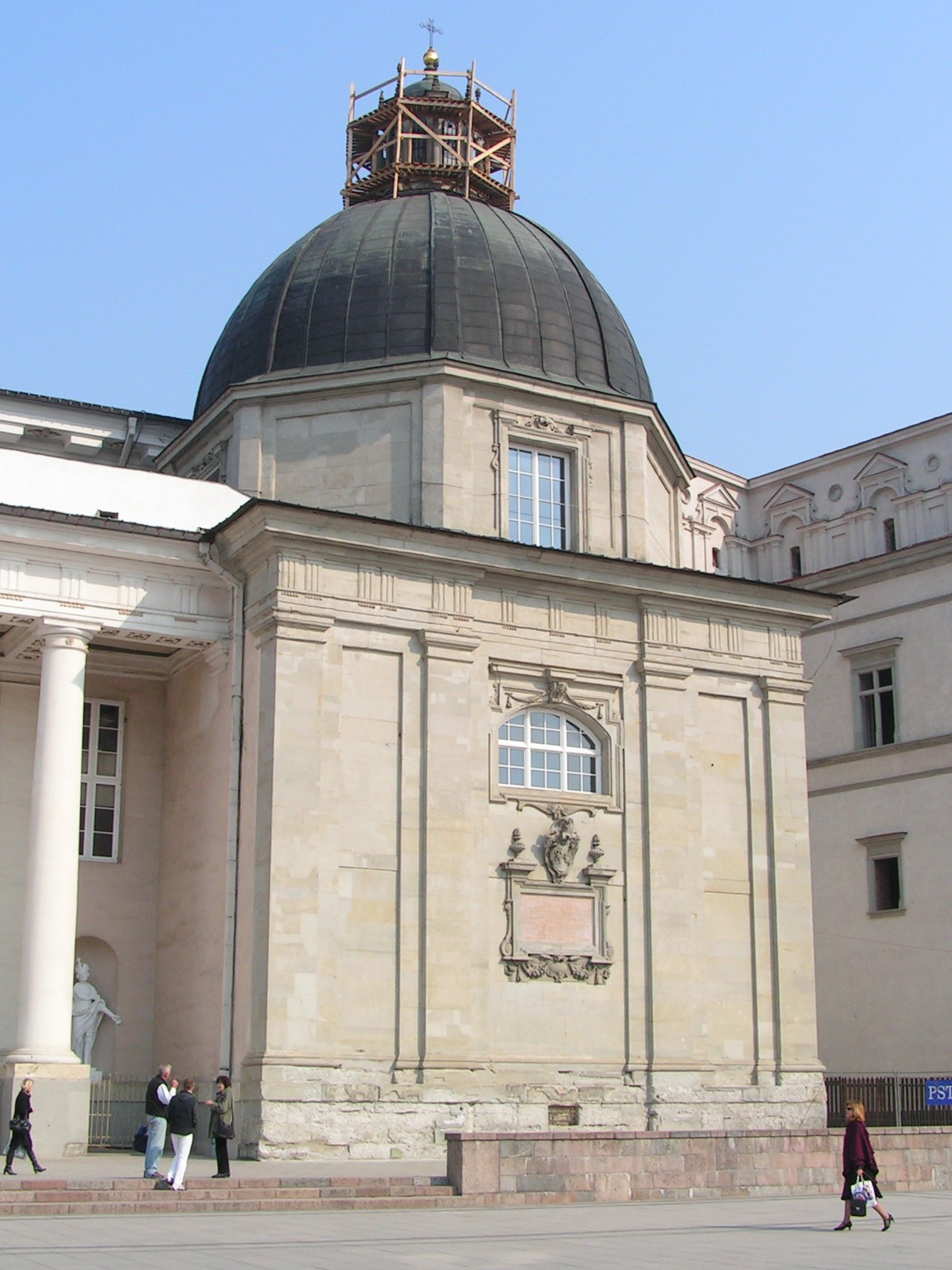
Capilla de San Casimiro
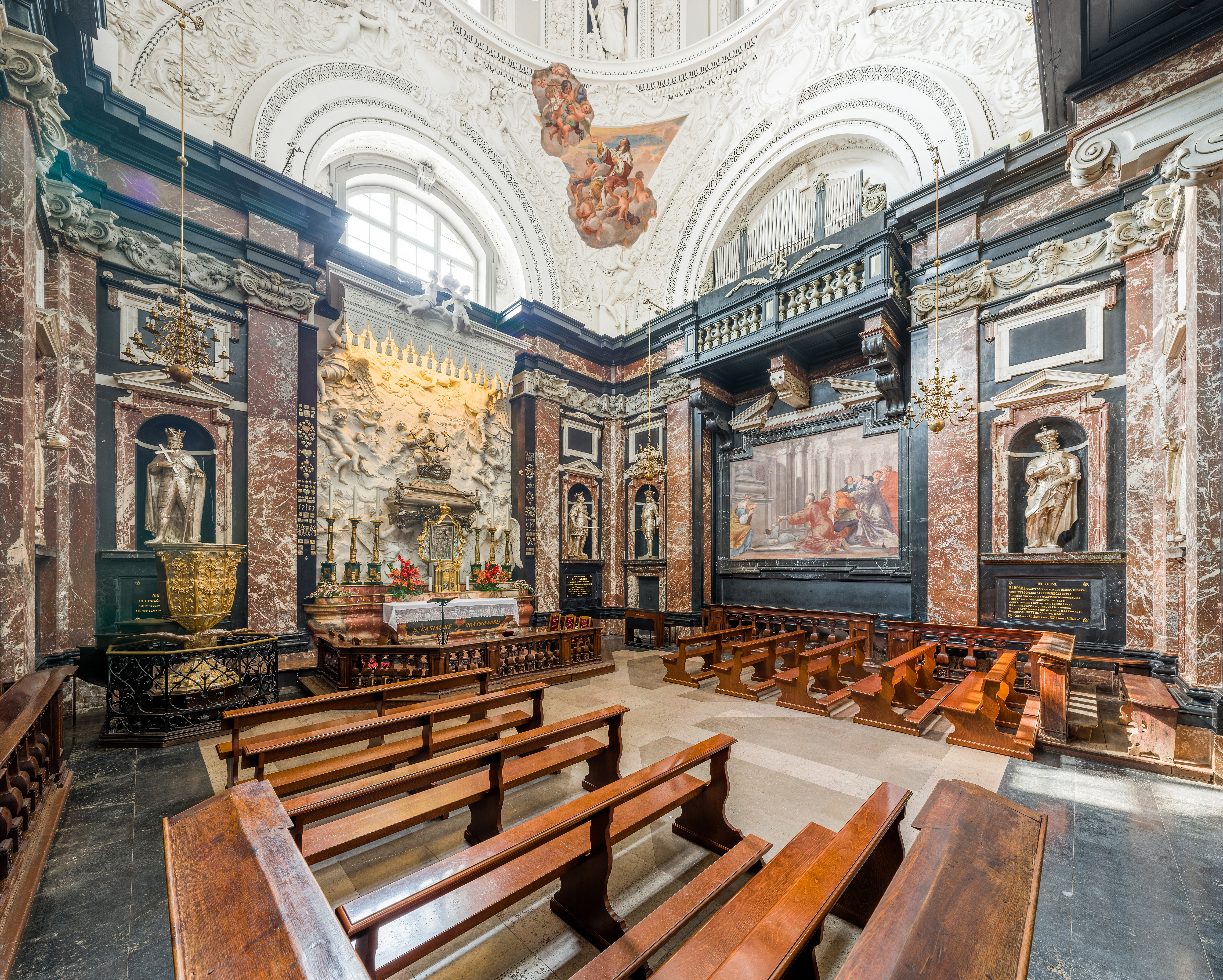
Interior de la capilla de San Casimiro
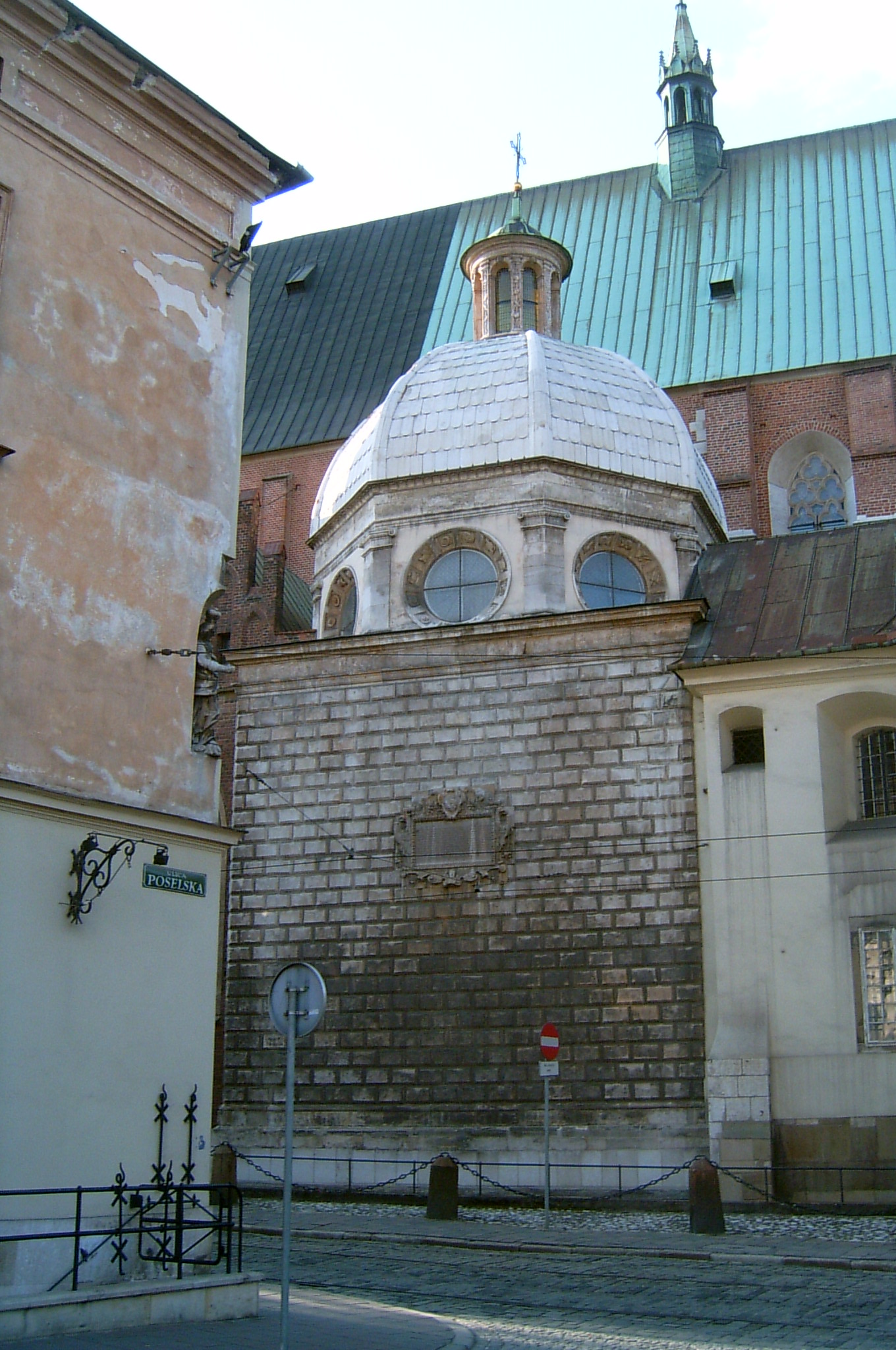
Capilla de la iglesia dominica de St. Trinidad en Cracovia

### Arquitectura secular

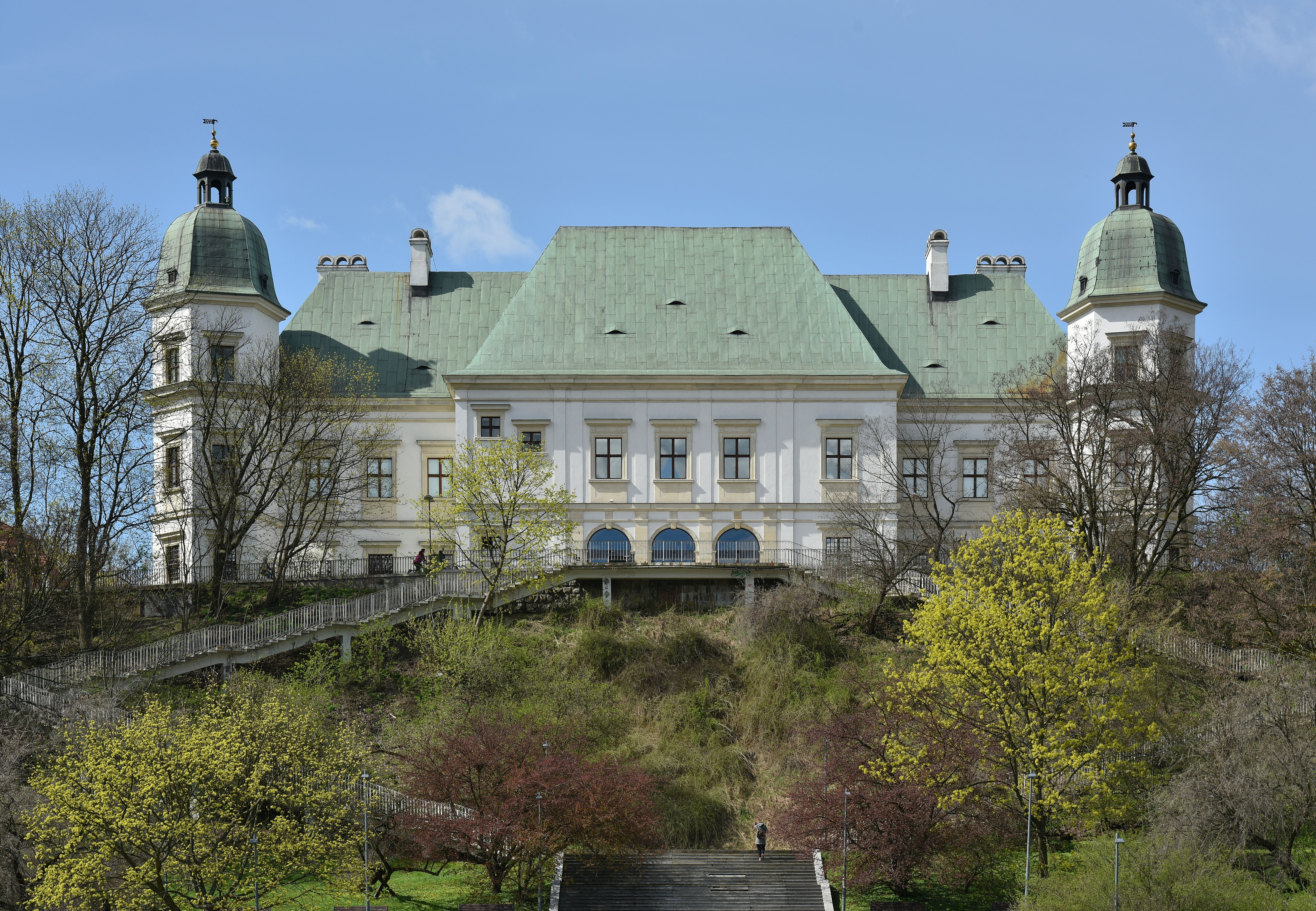
Castillo de Ujazdowski

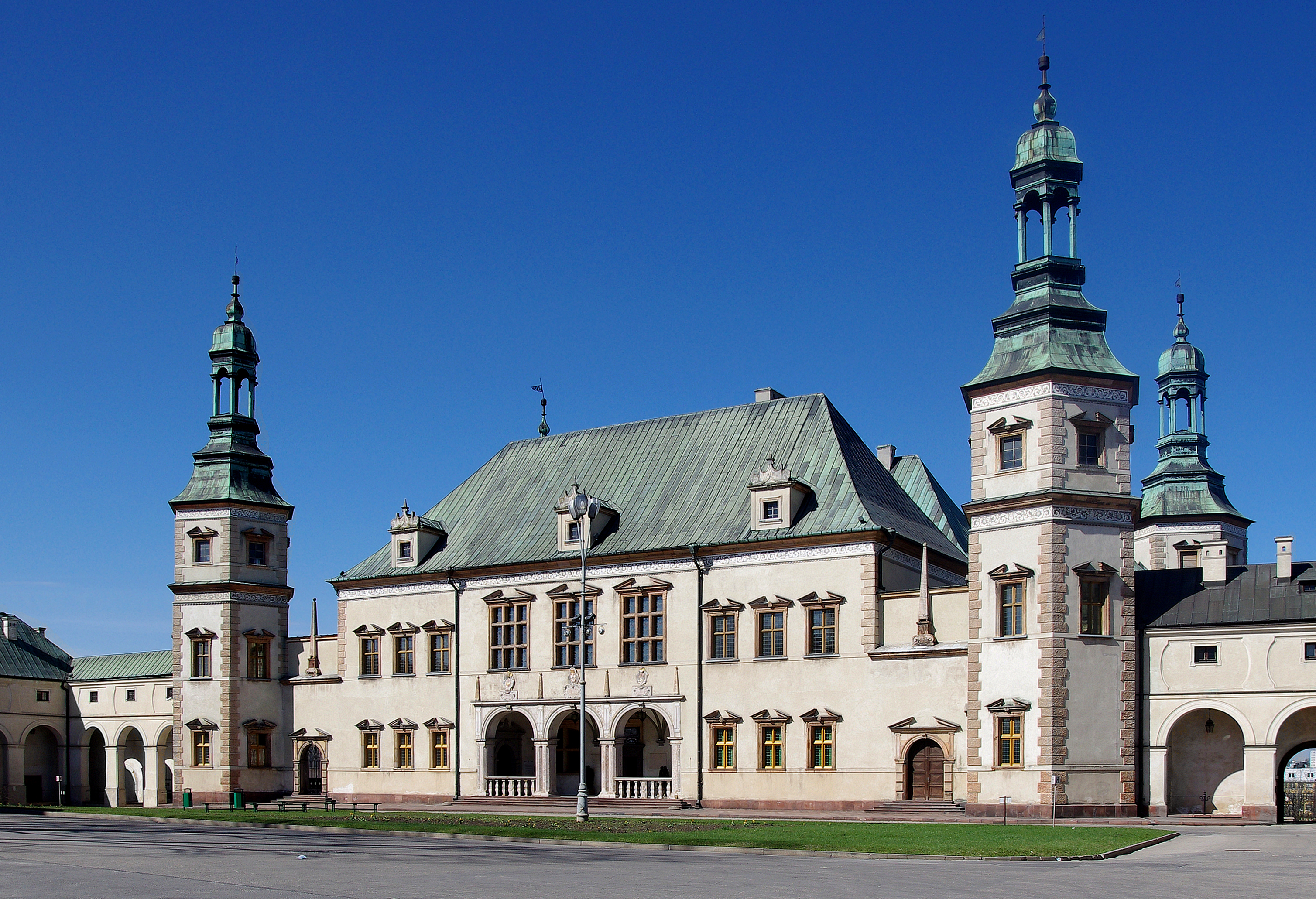
Palacio de los Obispos de Cracovia en Kielce (1637-1641), construido por Tomasza Poncino

En la arquitectura secular del barroco temprano en Polonia, las formas de manierismo se entrelazan con elementos del nuevo estilo. Las mayores diferencias son visibles en el programa funcional del edificio. Las fortificaciones del baluarte sustituyen definitivamente a las conocidas  murallas defensivas de siglos anteriores, las fachadas del palacio se diversifican por los avant-corps. Las primeras realizaciones en este período fueron:
- reconstrucción del ala norte del castillo de Wawel (desde 1602), bajo la dirección de Giovanni Trevano; los apartamentos de Segismundo III, ubicados en el ala, están precedidos por la Sala de los Pájaros con una chimenea decorada con el escudo de armas de los Vasa. Las habitaciones están precedidas por la monumental escalera del senador (1599-1602);
- reconstrucción del Castillo Real de Varsovia (1600-1619, Matteo Castello, Jakub Rotundo, Andrzej Wegner Abrahamowicz). El plan de reconstrucción incluyó la adición de tres alas al edificio existente, que separaban un patio pentagonal irregular. En la parte central de una de las alas se construyó una torre de reloj de altura (60 m). El castillo fue destruido durante la invasión sueca (1655);
- reconstrucción del castillo de Ujazdowski en Varsovia, una residencia real suburbana (1619-1624); edificio de dos pisos con patio interior porticado y esquinero, torres fortificadas de tres pisos en planta hexagonal ubicadas en las esquinas del complejo. La fachada oriental (desde el lado del río Vístula) estaba diversificada por una logia porticada;
- Palacio de los Obispos de Cracovia en Kielce (1637-1641), construido por Tomasza Poncino, un edificio de dos plantas con torres de seis caras superiores de una sola planta, sin un patio interior, con galerías porticadas en la parte delantera y elevaciones traseras;
- ampliación del castillo de Kmita en Stary Wiśnicz (1615-1621) por orden de Stanisława Lubomirskiego; el autor del proyecto fue probablemente Maciej Trapolla, que fortificó el castillo medieval con un nuevo contorno de bastión pentagonal; en el patio interior del castillo, colocó un claustro de tres pisos en el muro norte, en el lado sur-una escalera exterior, y en el lado este-una capilla mortuoria cubierta con una cúpula sostenida por pechinas. Se coloca la puerta de entrada en el este de la cortina del sistema de fortificación;
- castillo Ossolinskich Krzyżtopór en Ujazdem, construido en los años 1627-1644 por Wawrzyńca Senesa como palazzo in fortezza. Dentro del trazo pentagonal del baluarte, Senes ha incorporado una estructura con un patio trapezoidal que precede al palacio y situado más lejos de la puerta de entrada, un patio de desfiles elíptico con claustros. El castillo fue destruido durante la guerra (1650-1655) y nunca fue reconstruido;
- en los años 1635-1640 Wilhelm le Vasseur de Beauplan y Andrea dell’Aqua encargado por Stanisława Koniecpolskiego construyeron un Castillo Pidhirtsi (en polaco, Podhorce, en la actual Ucrania), un palacio fortificado similar a una residencia (el llamado palazzo in fortezza). El edificio fue diseñado en planta cuadrada con un lado de 55,0 m, con cuatro baluartes fuertemente salientes y un patio interior. El ala norte de tres pisos con avant-corps de tres lados que sobresalen en el eje de la fachada es una parte representativa. Las alas restantes de un piso en forma de casamatas albergaban almacenes y habitaciones para los sirvientes y los habitantes del castillo.

También es secular:
- la columna de Segismundo (1643-1644), en honor a Segismundo III Vasa, obra de Augustyn Locci y Constantino Tencalli

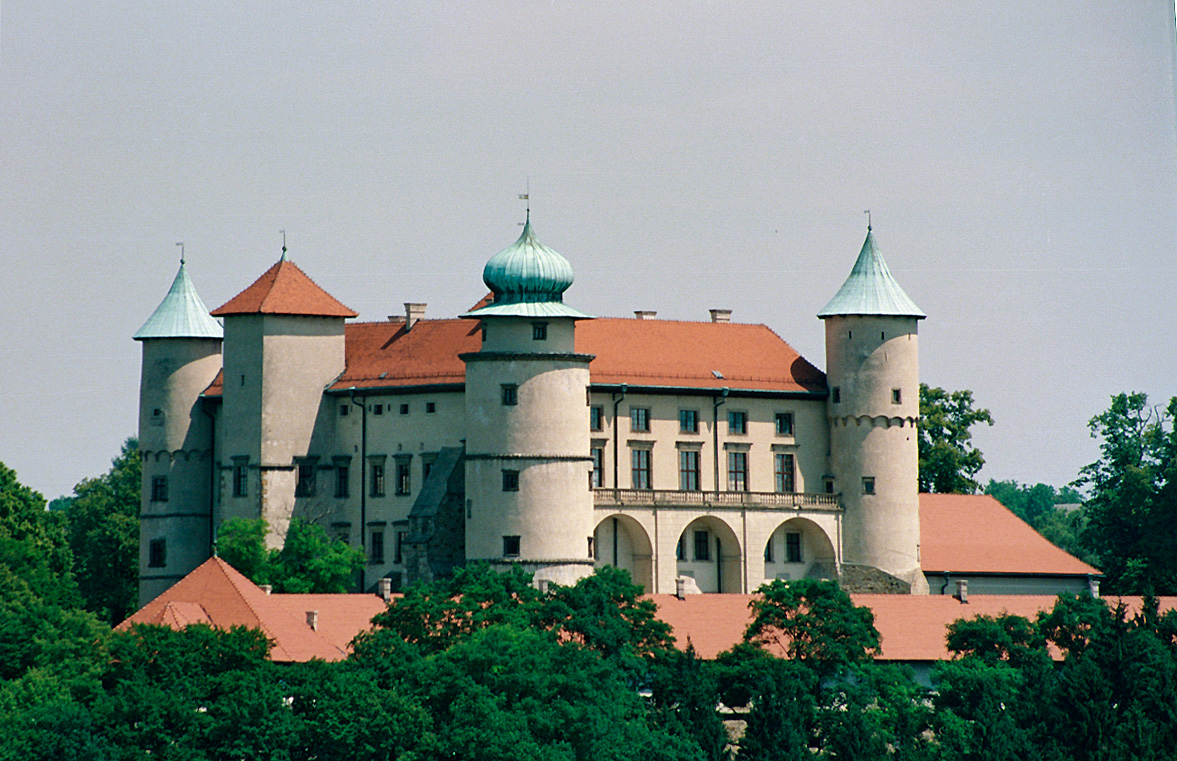
Ampliación del castillo de Kmita en Stary Wiśnicz (1615-1621)
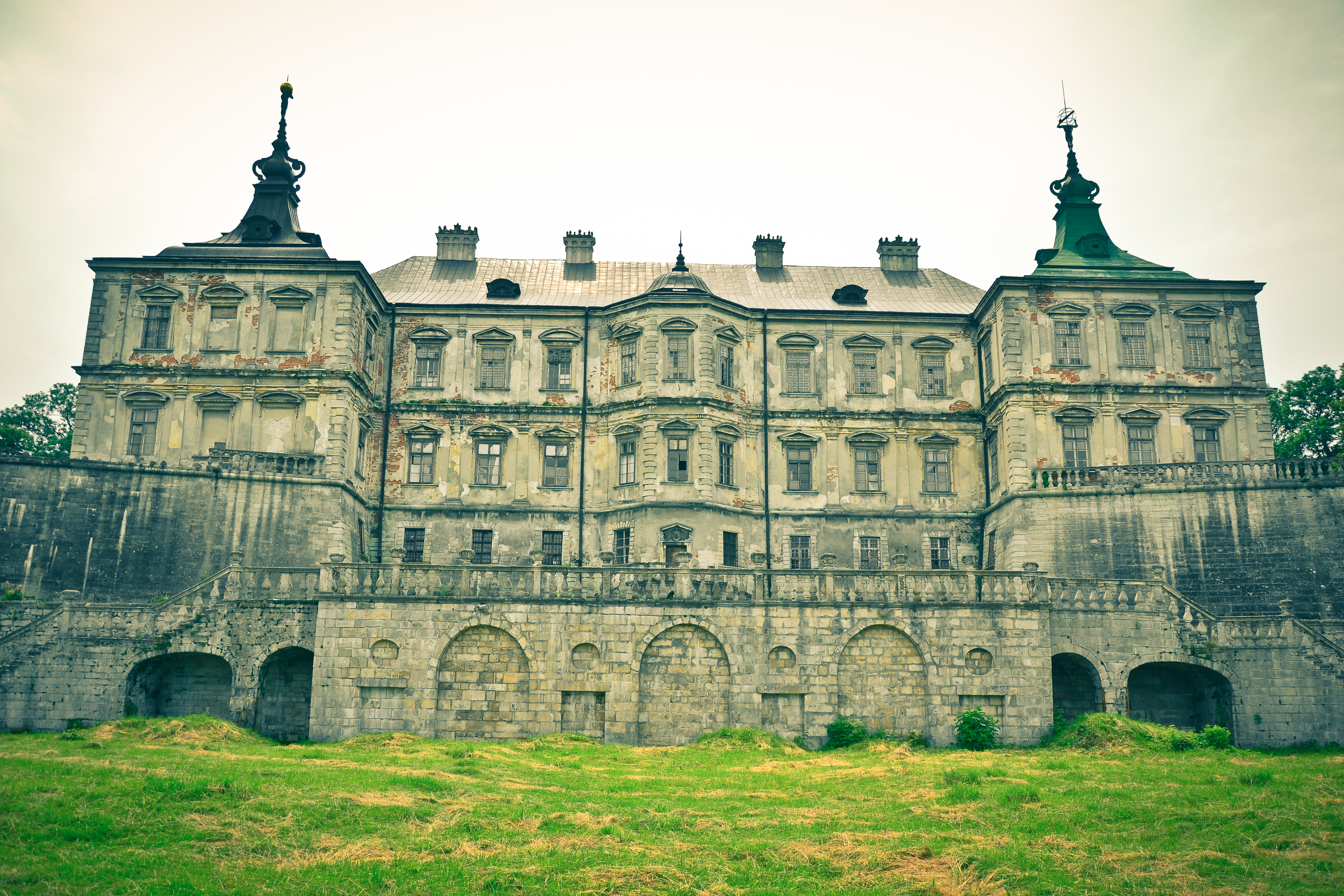
Castillo Pidhirtsi (1635-1640) (en polaco, Podhorce, en la actual Ucrania)
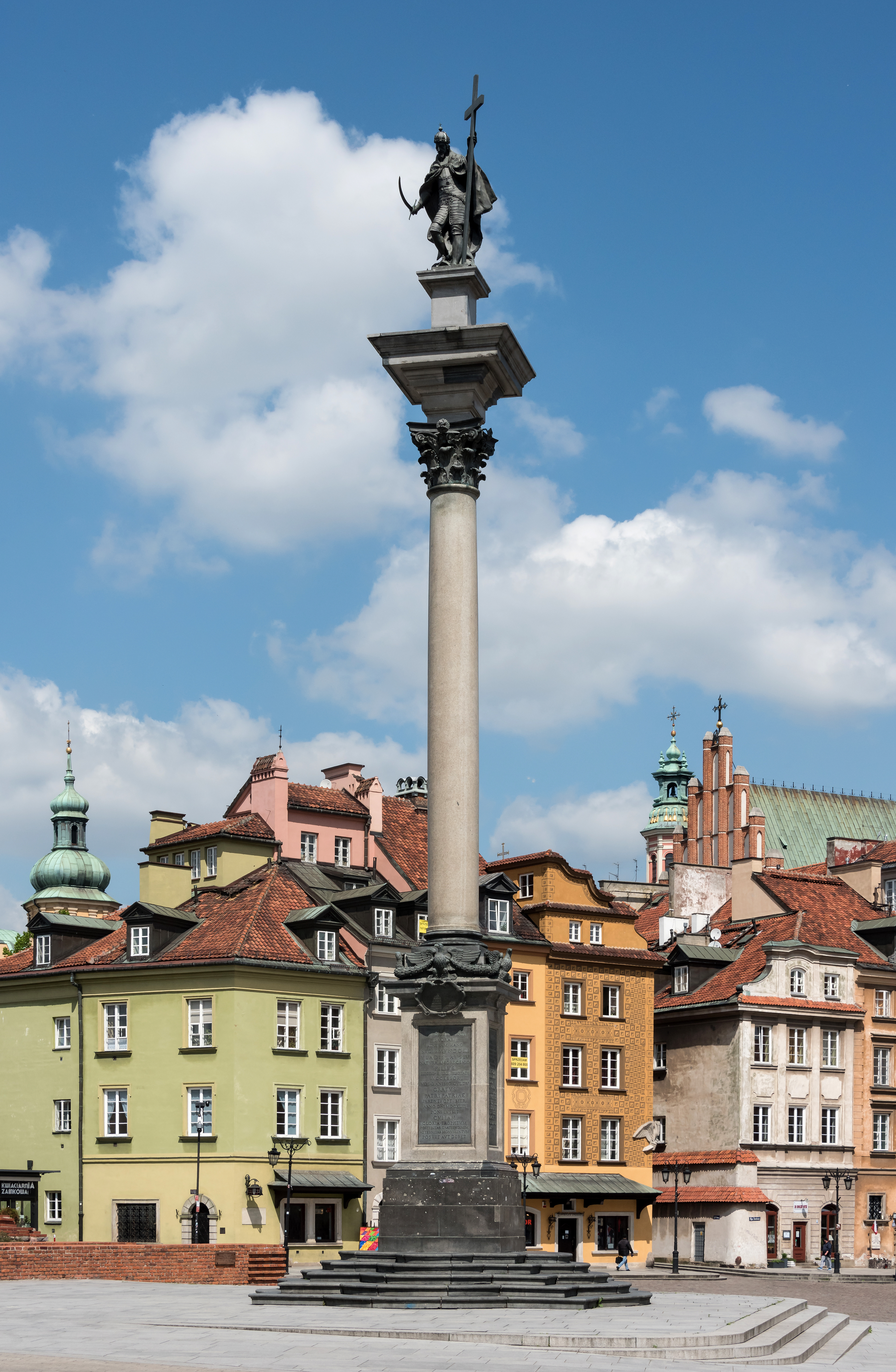
La columna de Segismundo (1643-1644), en honor a Segismundo III Vasa, obra de Augustyn Locci y Constantino Tencalli

## El apogeo del barroco
El final de la guerra sueca y la firma en 1660 del tratado de paz en Oliwa calmaron parcialmente la situación en la Mancomunidad polaco-lituana. Se vivió una mayor actividad constructiva solo después de que Jan III Sobieski (r. 1674-1696) ascendiese al trono. Los artistas más destacados de ese período fueron Tylman van Gameren, un neerlandés educado en Italia, Francesco Solari y Jan y Jerzy Catenazzi.

### Arquitectura religiosa

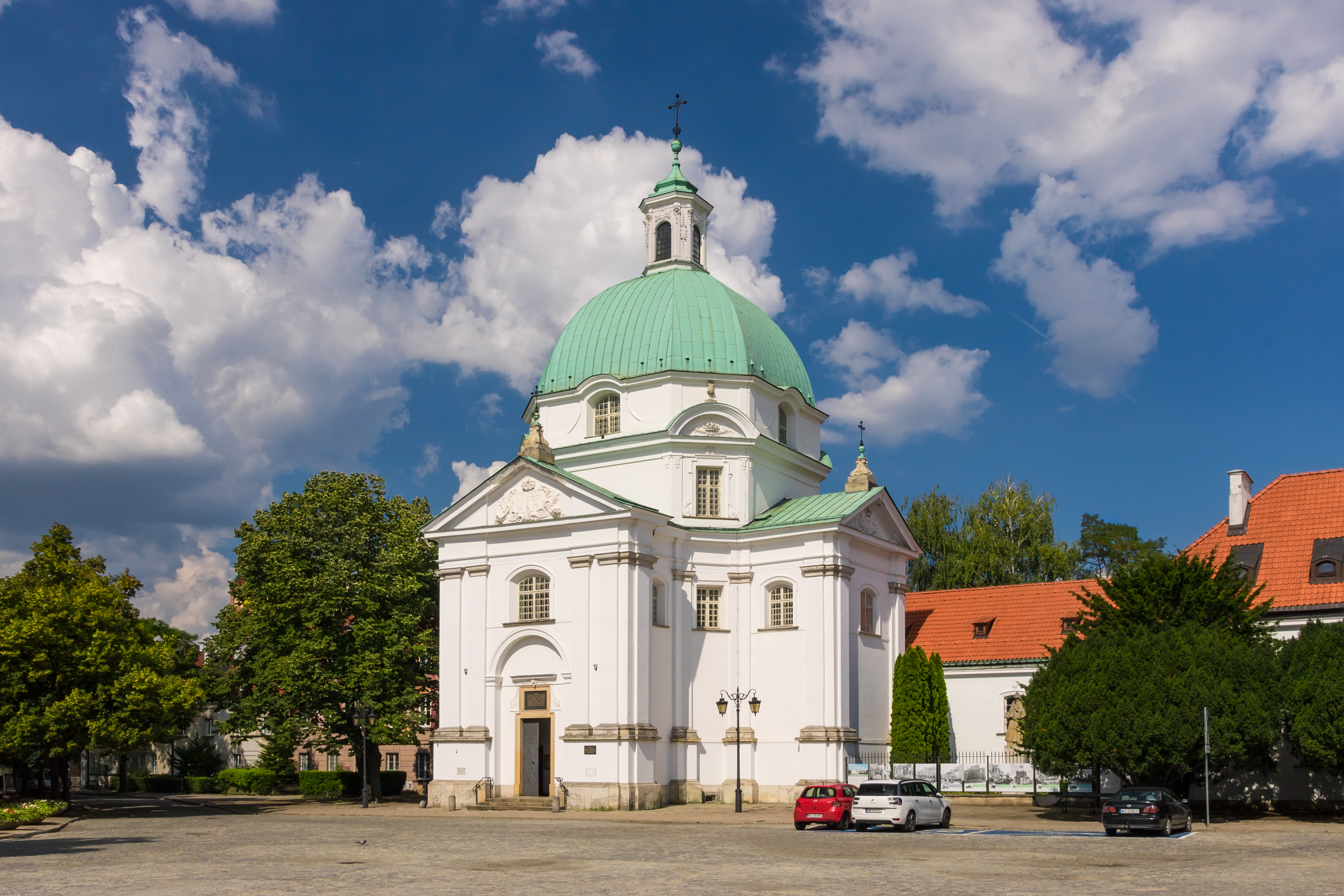
Iglesia de San Casimiro (1688-1692) en Varsovia

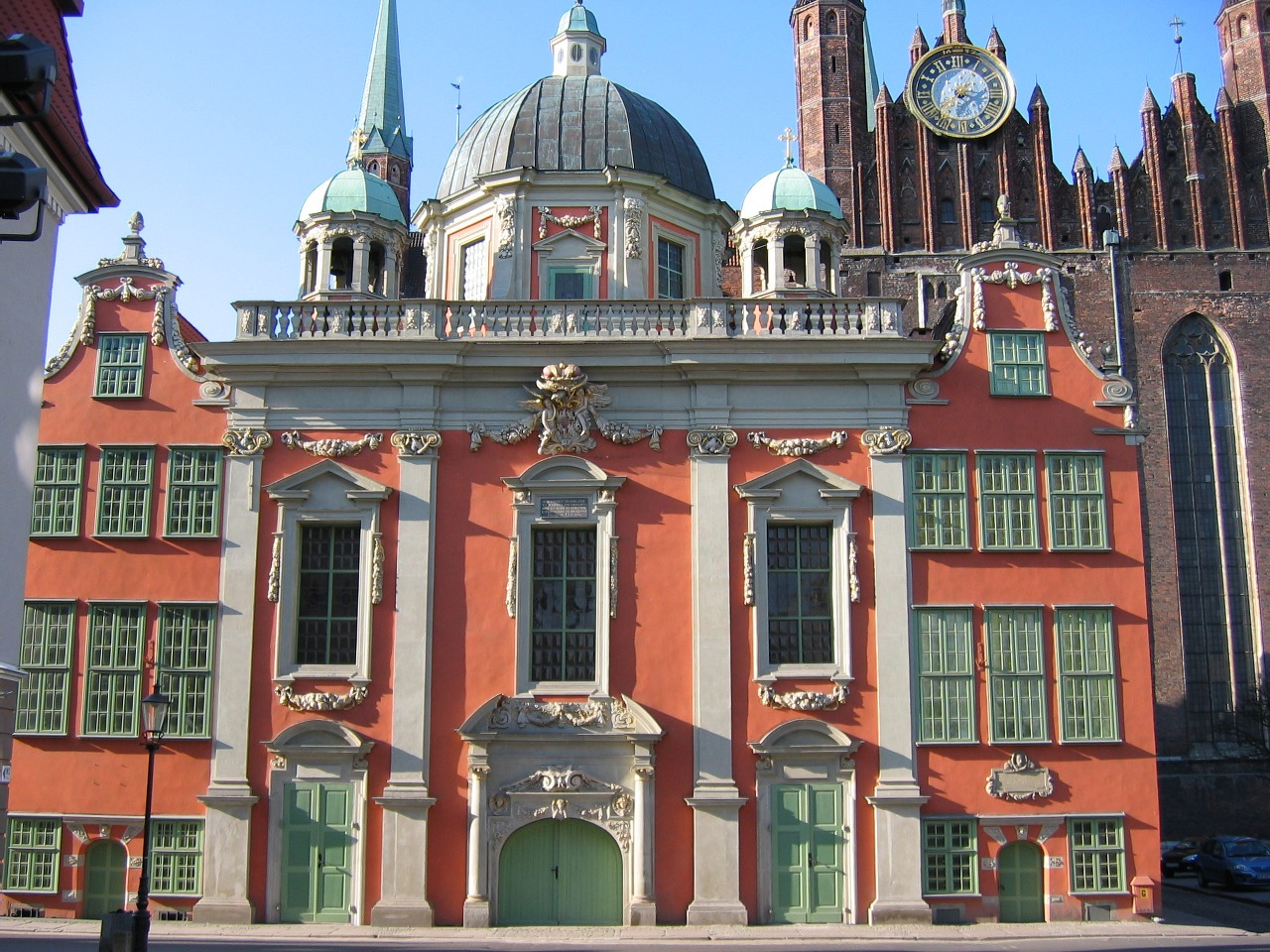
La Capilla Real de Gdańsk (1678-1681), obra de Tylman van Gameren

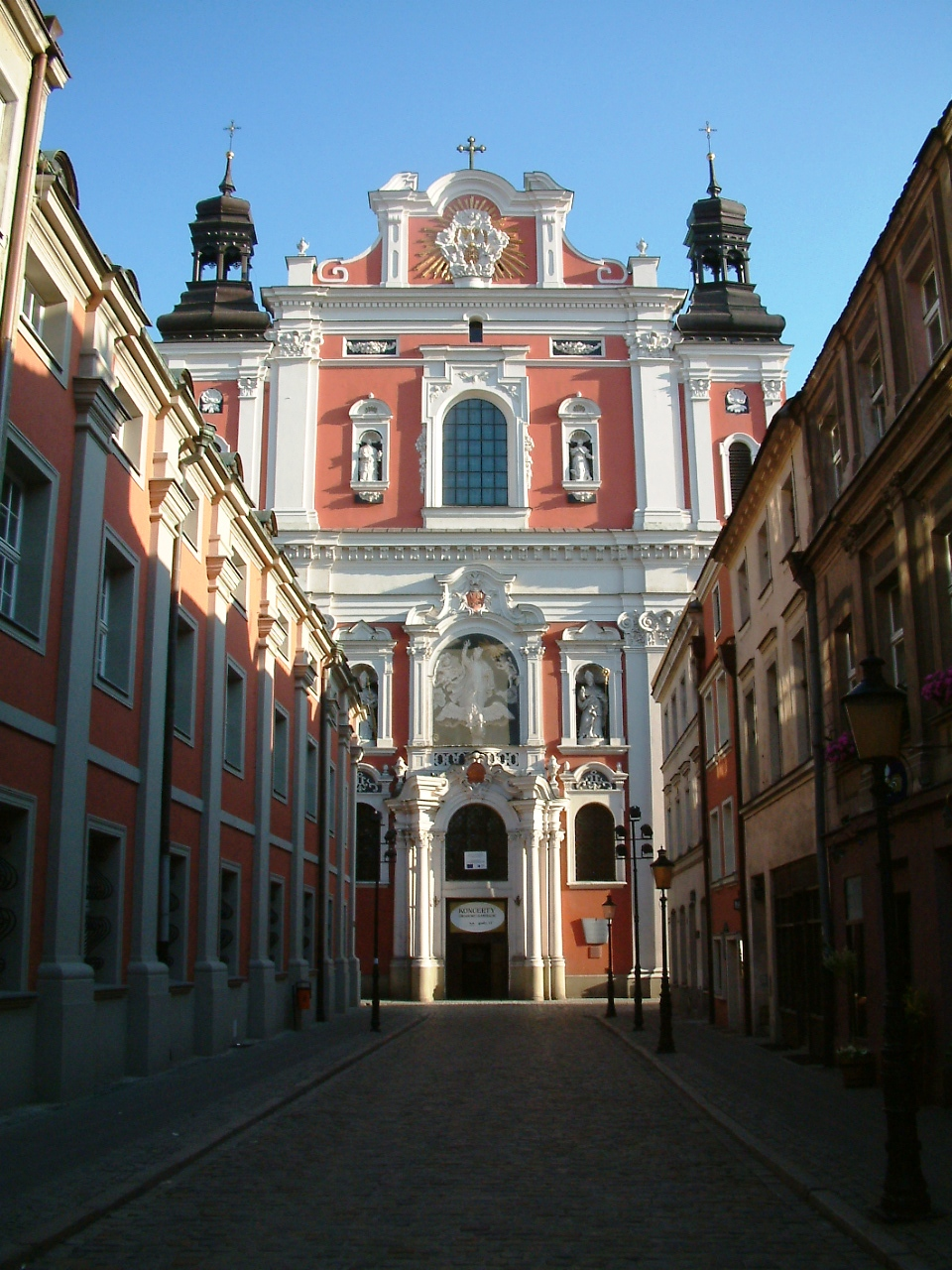
Parroquia de Poznań

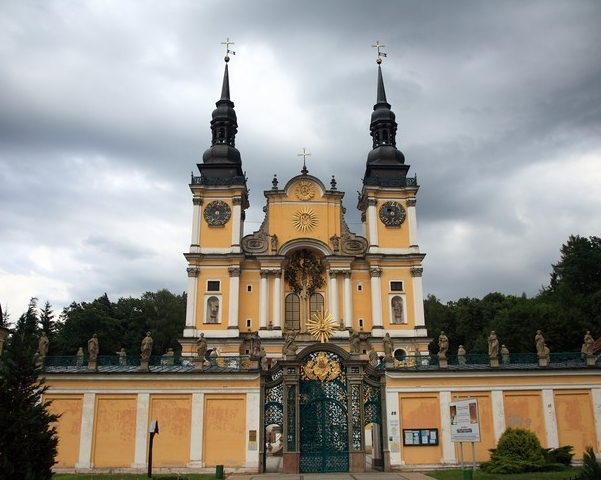
Basílica of the Blessed Virgin Mary, Święta Lipka

No hay un tipo de edificio característico de este período. Las iglesias se construyen con planta central o rectangular, generalmente con una cúpula dominante. En general, se refieren a obras italianas, que van desde el tipo de iglesia popularizada por los jesuitas hasta la arquitectura veneciana: Baldassare Longhena, la iglesia de Santa Maria della Salute. A menudo se encuentran soluciones de fachada con formas clasicistas, referentes a las obras de Palladio.
Tylman van Gameren tuvo la mayor influencia en la arquitectura de ese período, con trabajos como:
- Iglesia de los sacramentos de San Casimiro (1688-1692) en Varsovia fundada por la reina Marysieńka; compuesta por un cuerpo principal, de planta octogonal y cuatro brazos, que forman una cruz, de la misma longitud, uno de ellos está conectado con el edificio del convento. En el año 1692 Locci, cubrió la iglesia con una cúpula en la que incluso las monjas ayudaron a acabarla. En la década de 1690 la iglesia desnuda estaba prácticamente lista, pero la muerte del rey Juan III Sobieski, el viaje a Francia que realizó María Kazimiera y el despoblamiento de Varsovia debido a la plaga del siglo XVIII, lamentando la muerte de casi la totalidad del servicio del monasterio, retrasaron la consagración del templo hasta 1715.
- Iglesia Bernardine en Czerniaków en Varsovia; también diseñado en planta de cruz griega. La nave central en forma de cuadrado estaba coronada con una cúpula sostenida por velas y cerrada en el exterior con una pandereta octogonal. Adyacente a la iglesia hay un gran presbiterio octogonal con el relicario de St. Bonifacio, 1687-1692.
- Iglesia de Santa Ana en Cracovia (1689-1703). La iglesia fue construida por Francesco Solari. Tylman desarrolló un diseño para una estructura de tres naves con una cúpula sobre pechinas y un tambor ubicado sobre el crucero de las naves con el transepto. La fachada flanqueada por dos torres rematadas con cúpulas es obra del sacerdote Sebastián Sierakowski. La decoración escultórica del interior fue diseñada por Baltazar Fontana.
- Reconstrucción de la fachada de la iglesia de St. Cruz en Rzeszowie (1702-1707).
- Capilla real en Gdansk (1678-1681).
- Reconstrucción de la Iglesia de la Asunción de la Santísima Virgen María en Węgrowie (1703-1706), obra realizada con la participación de los arquitectos Carlo Ceroni y Jan Reisner.

Francesco Solari colaboró con Tylman en la construcción de la Iglesia de Santa Ana en Cracovia. Su obra independiente se construyó en los años 1682-1695 iglesia de una nave. Francisco de Sales en Cracovia (iglesia de la Visitación). Arquitectos polacos, como el jesuita Stanisław Solski y Ludwik Grabiański, también participaron en la construcción de la iglesia, iniciada por el obispo Jan Małachowski.
Jerzy y Jan Catenazzi también estuvieron activos en el mismo período. La salida de Jan incluye:
- Iglesia de la Santísima Virgen María (filipina) en Święta Góra cerca de Gostyń, construida sobre el modelo de la iglesia veneciana de Santa Maria della Salute. De todos modos, el diseño de la basílica fue desarrollado por el creador del prototipo veneciano, Baldassare Longhena. Es una estructura central coronada con una cúpula montada sobre un tambor. Las obras de su construcción estuvieron a cargo de Jerzy Catenazzi, inicialmente solo, luego trabajó junto a su sobrino Jan (1675-1698. En los años 1726-1728 bla basílica fue terminada por Pompeo Ferrari, quien colocó una cúpula rematada con una linterna en el tambor..
- iglesia de st. Nicolás en Leszno, construido alrededor de 1680. Es un edificio de una sola nave con capillas laterales altas adyacentes a la nave. El conjunto crea la impresión de una iglesia de salón. El trabajo de Catenazzi fue completado por Pompeo Ferrari.
- Colegiata de Nuestra Señora del Perpetuo Socorro y St. María Magdalena  en Poznan (Catenazzi trabajó en este proyecto en los años 1696-1701), una iglesia previamente construido por Bartłomiej Wąsowski y completado por Pompeo Ferrari..
- Colegio de los Jesuitas en Poznan (1701-1733).
- iglesia de San Juan Bautista, post-cisterciense en Przemęcie (1651-1690).
- Iglesia reformada en Woźnikach (1706), obra continuada por Pompeo Ferrari.
- iglesia cisterciense de Obrze (1701-1707).
- reconstrucción del convento cisterciense de Owińska (ca. 1703).
- iglesia parroquial en el Antiguo Białczu (1696-1717).

Hay arquitectos polacos o polonizados activos en Vilnius, entre ellos Jan Zaor, que pasan a primer plano. La obra más importante de este arquitecto es el proyecto de la iglesia de los Santos Pedro y Pablo en Antakalnis en Vilnius, construida en los años 1668-1675. La rica decoración de estuco es obra de Pietro Perti y Giovanniego Gallego.
Otras obras importantes de arquitectura sacra incluyen:
- Iglesia de los jesuitas en Pinsk desde 1647-1651
- Iglesia y monasterio de Camaldule en Pożajście cerca de Kaunas (1667-1690),
- Basílica en Święta Lipka en Masuria (1688-1693),
- Complejo del monasterio Camaldulense en Bielany en Varsovia
- Santuario de Nuestra Señora de los Dolores en Jarosław
- Catedral Basílica de San Francisco Javier en Grodno establecida desde 1679
- Basílica de Jasna Góra en Częstochowa de finales del siglo XVII,
- Iglesia escolapia en Łowicz (1672-1680), ampliada y consagrada en 1749.

### Arquitectura secular

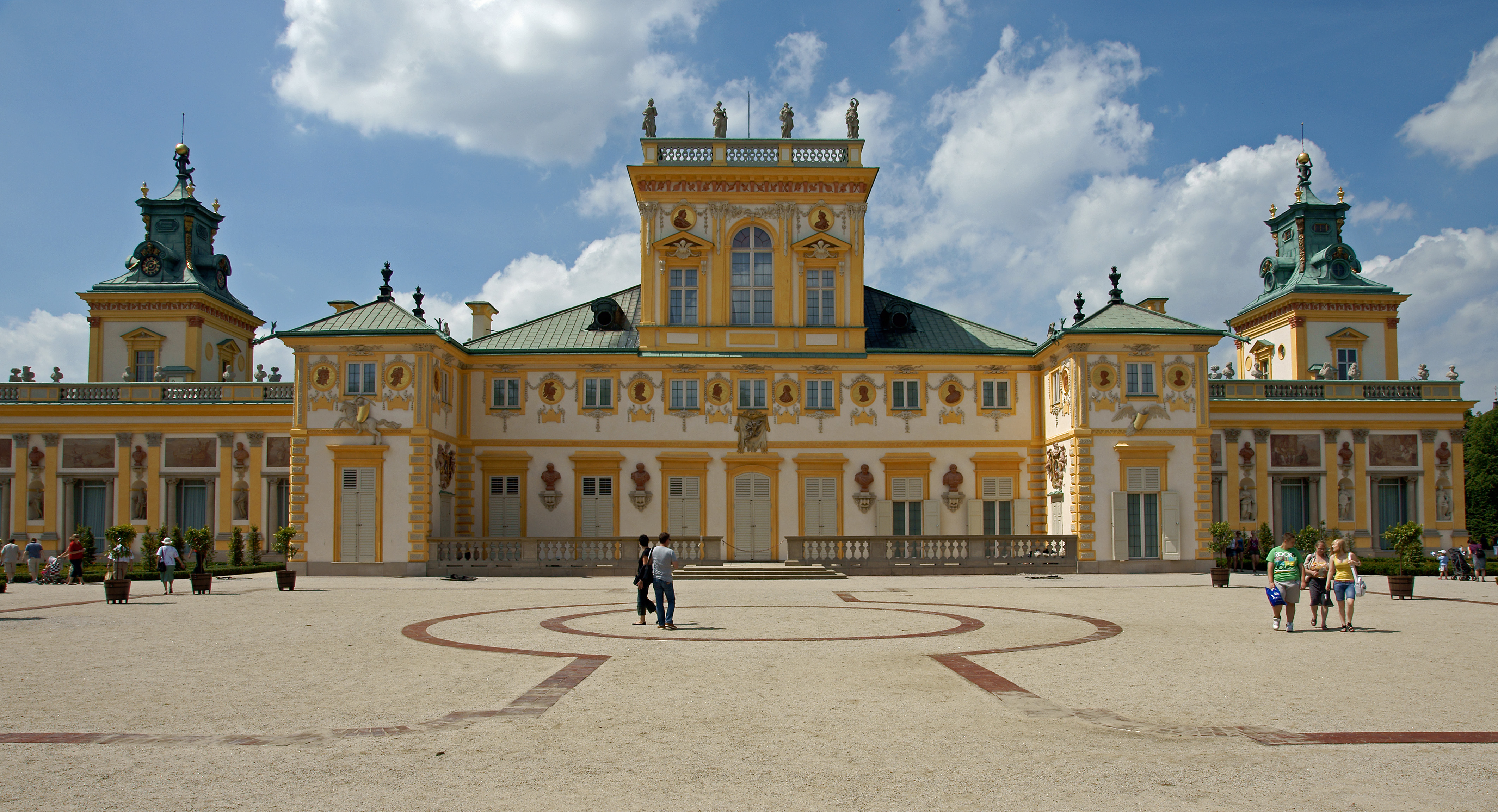
Palacio de Wilanów (1677-1696), Varsovia, conocido como el «Versalles polaco», una residencia palaciega del rey Juan III Sobieski

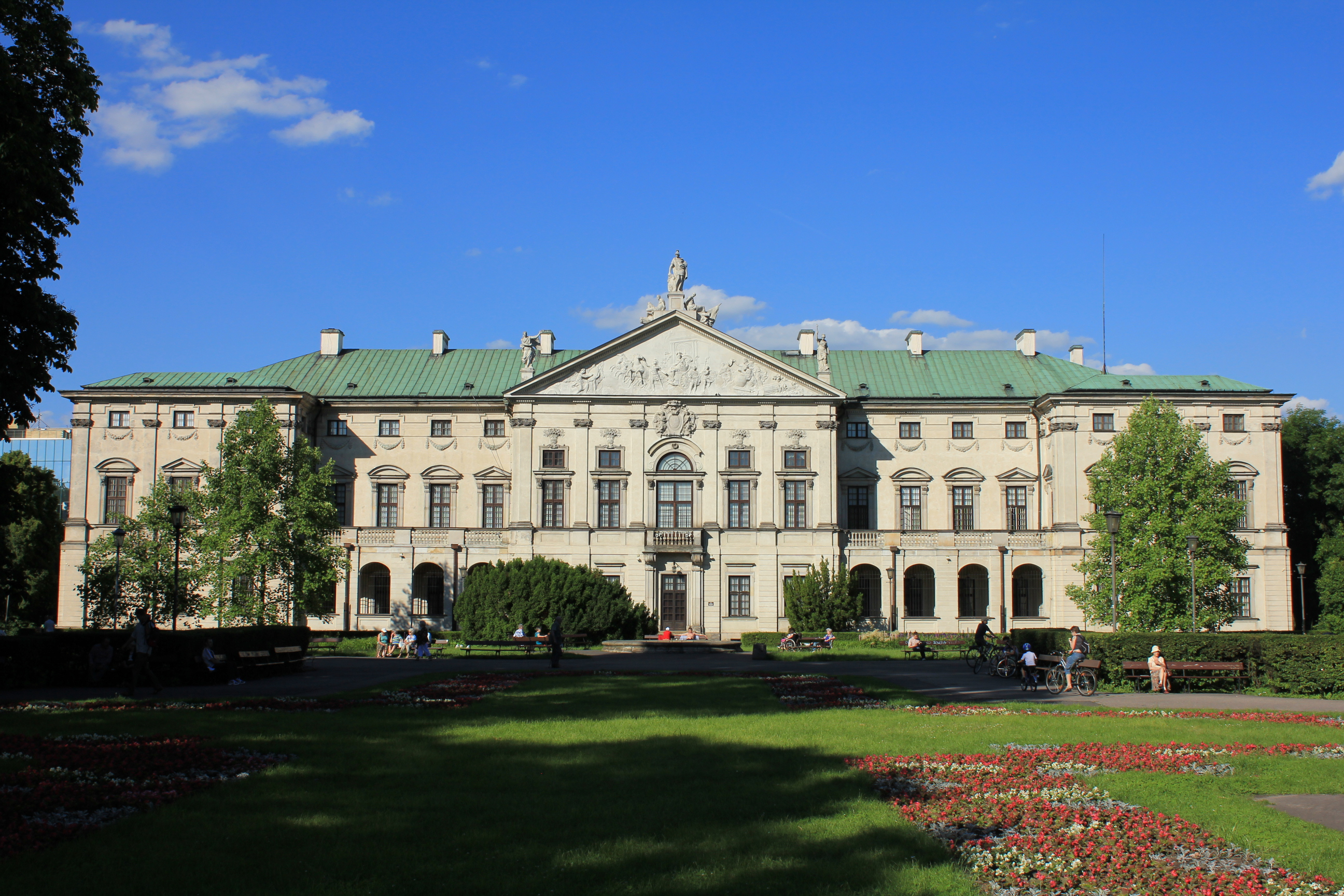
Palacio Krasiński (1677-1683), Varsovia, para el voivoda de Płock, Jan Dobrogost Krasiński, según el diseño de Tylman van Gameren

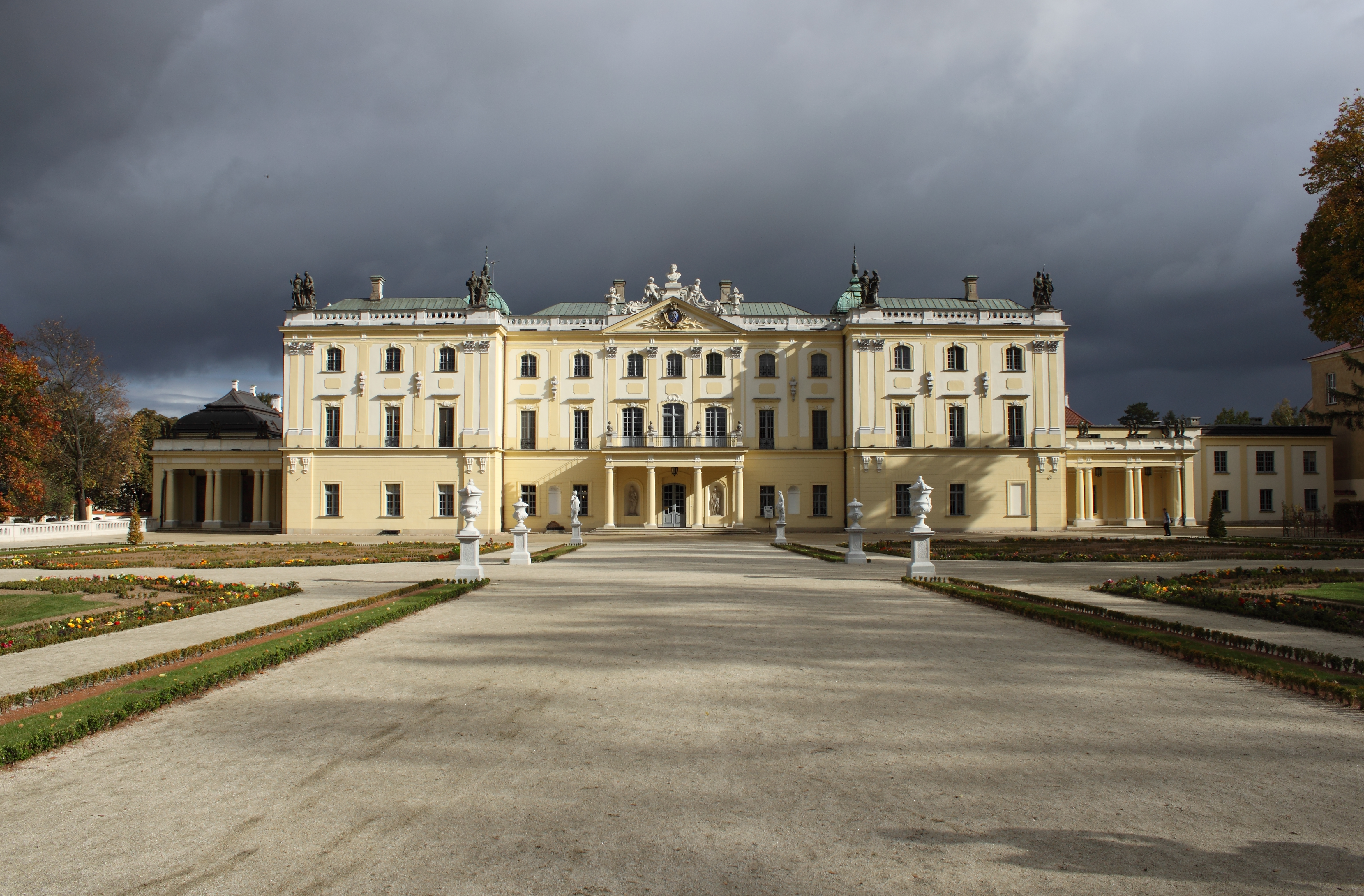
Palacio Branicki (1691-1697) en Białystok, residencia del conde Jan Klemens Branicki, destruido en la II Guerra Mundial y luego reconstruido

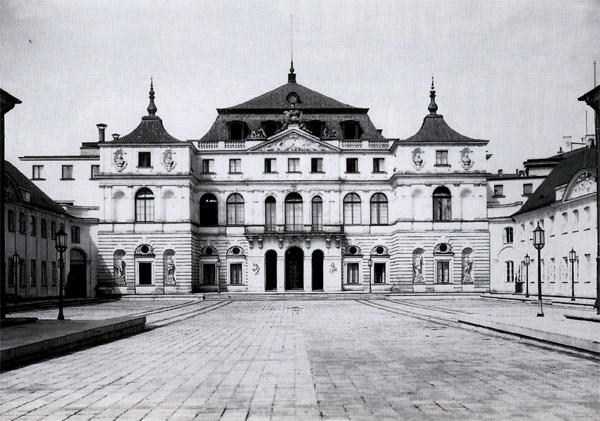
Palacio de Brühl en Varsovia

A petición de los magnates y de la familia real, se construyen y reconstruyen nuevos castillos y palacios. Algunos de ellos han sobrevivido hasta nuestros días, otros han sido demolidos o reconstruidos. En 1677, Jan III Sobieski inició la construcción del palacio de Wilanów (1677-1696). Las tareas fueron realizadas por Augustyn Wincenty Locci. En los años 1681-1682, se añadió el primer piso y se amplió la fachada, agregando galerías con torres bajas. Diez años después, se colocó una gran sala representativa en la parte central. Las alas laterales se agregaron después del año 1720. las obras de decoración interior corresponden a Claude Callot, Jerzy Eleuter Szymonowicz Siemiginowski, Jan Reisner, Michelangelo Palloniy Martino Altomonte.
Una de las figuras más importantes de la arquitectura secular en este período, como en la arquitectura religiosa, fue Tylman van Gameren. Dejó atrás muchos proyectos y obras que tuvieron un impacto significativo en el desarrollo de la arquitectura barroca de ese período. Su estilo se caracteriza por la elegancia de las formas clasificatorias y la economía de los detalles. Solo en las pequeñas formas arquitectónicas diseñadas por él, como epitafios y catafalcos, se permite una mayor acumulación de detalles con una gran mezcla de patrones neerlandeses. Sus primeros trabajos estuvieron relacionados con la arquitectura defensiva. Trabajó en la construcción de fortalezas y fortificaciones para el Field Hetman of the Crown, Jerzy Sebastian Lubomirski. Fue famoso por los diseños de mansiones y palacios magnates del tipo entre cour et jardin (entre el patio y el jardín). Por lo general, eran edificios de forma rectangular. La simetría de las fachadas se enfatizaba con torres bajas adyacentes a los lados más cortos de los edificios. En el eje de simetría había un gran salón que conectaba las entradas del frente y del jardín: era un lugar representativo donde se conectaban las vías de comunicación que llevaban al resto de salas.
Alguna de las obras más importantes de arquitectura secular son:
- Palacio Krasiński (1677-1683), en Varsovia, para el voivoda de Płock, Jan Dobrogost Krasiński, según el diseño de Tylman van Gameren con una forma simétrica y monumental, acentuada por un gran orden de la fachada con decoraciones de Schlüter;
- Palacio Branicki (1691-1697) en Białystok, residencia del conde Jan Klemens Branicki, destruido en la II Guerra Mundial y luego reconstruido;
- palacio en Nieborów (1690-1696), ordenada por el arzobispo de Gniezno Michał Radziejowski,;
- reconstrucción del Palacio Lubomirski en Dąbrowie Tarnowskiej;
- Palacio Czapski (1686-1705) en Varsovia, obra de Tylman van Gameren;
- Palacio Lubomirski en Lublin, obra de Tylman van Gameren;
- Palacio Pac-Radziwiłł (1681-1687) en Varsovia, a instancias de Dominik Mikołaj Radziwiłł según el diseño de Tylman de Gameren. Fue propiedad de la familia Radziwiłł hasta principios del siglo XIX.
- Palacio de Brühl en Varsovia (reconstruido en el siglo XVIII, demolido en 1944);
- ampliación del palacio de los primados en Varsovia;
- Palacio Bielinski en Otwock Wielki (1693-1703);
- Marywil, conjunto urbano centrado alrededor de una plaza pentagonal, alrededor de la cual se ha construido una serie de edificios residenciales con partes comerciales. Frente a la entrada a la plaza hay una capilla de Nuestra Señora de la Victoria. El diseño de la capilla se refería a la iglesia de St. Kazimierz (Sakramentek) en Varsovia. Esta ubicación enfatizó la composición axial de todo el diseño,
- Castillo Ostrogski  (palacio Gnińskich) en Varsovia;
- reconstrucción del castillo de Rzeszów (posteriormente reconstruido);
- reconstrucción de las fortificaciones del castillo de Łańcut (1667) y adición de cascos a las torres occidentales.

Un capítulo aparte en la historia de la arquitectura de ese período es la configuración final de la silueta de la casa solariega polaca, que es característica del paisaje polaco. Un edificio de un piso con techo abuhardillado en planta, cuya simetría se enfatizaba mediante proyecciones y el porche de entrada, sobrevivió en esta forma hasta el siglo XX. Solo se modificaron el mobiliario y la decoración de interiores, en función de las tendencias actuales en el arte.

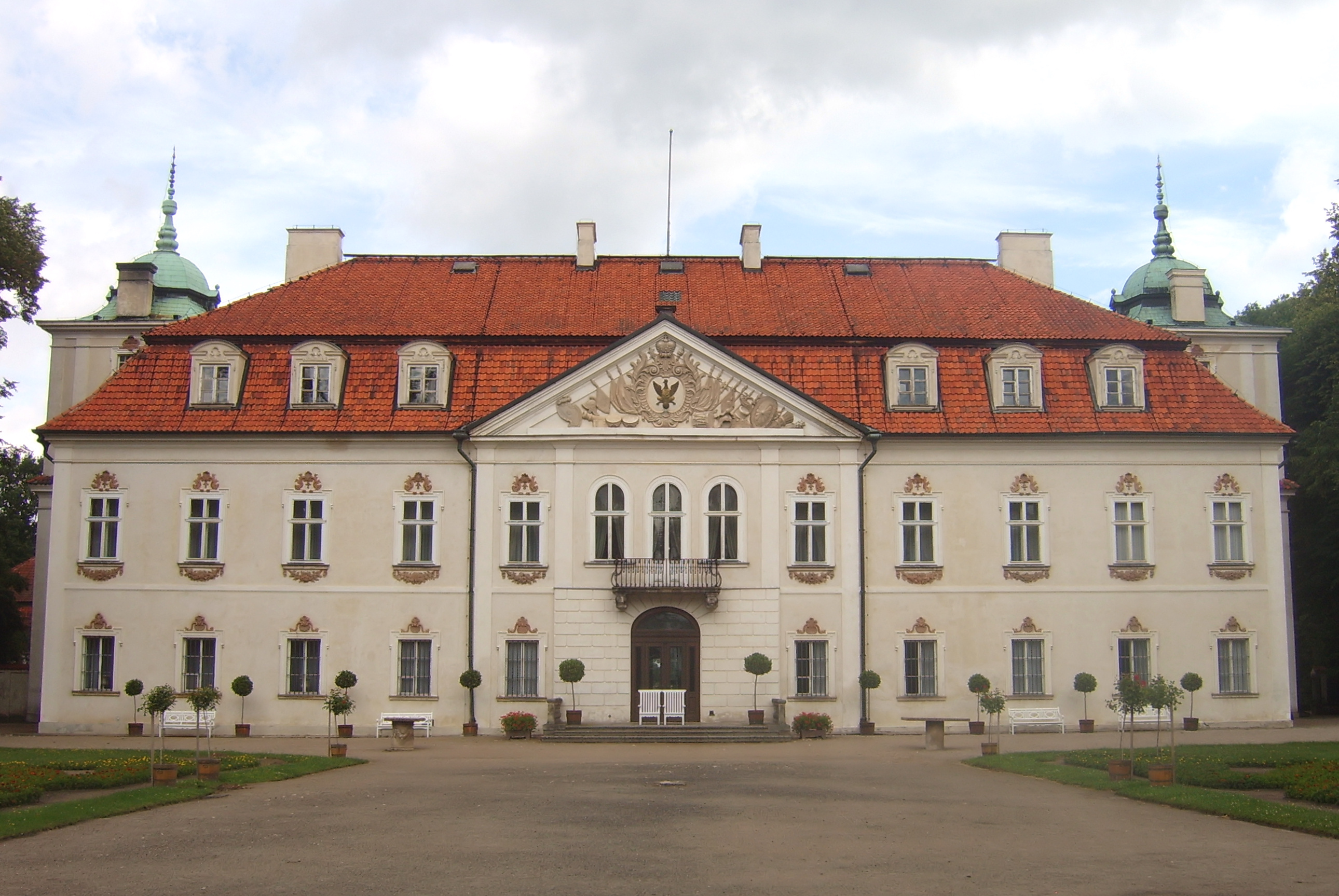
Palacio en Nieborów (1690-1696)
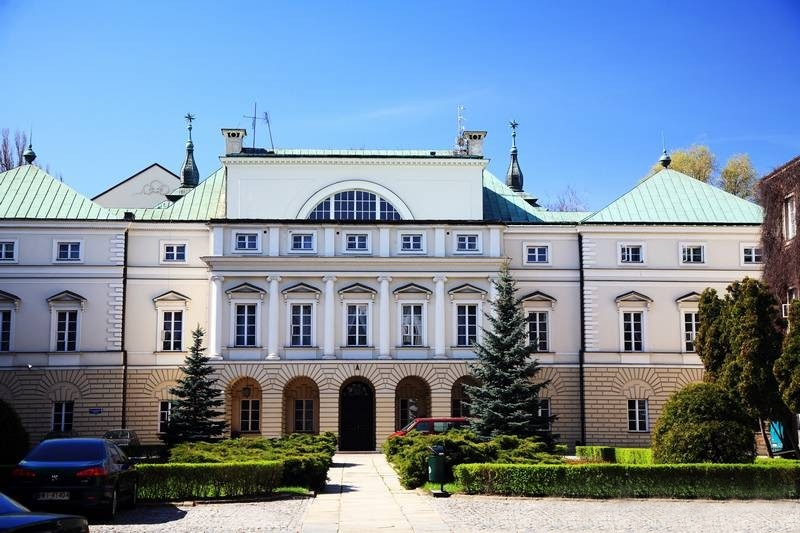
Palacio Pac-Radziwiłł (1681-1687) en Varsovia, de Tylman de Gameren
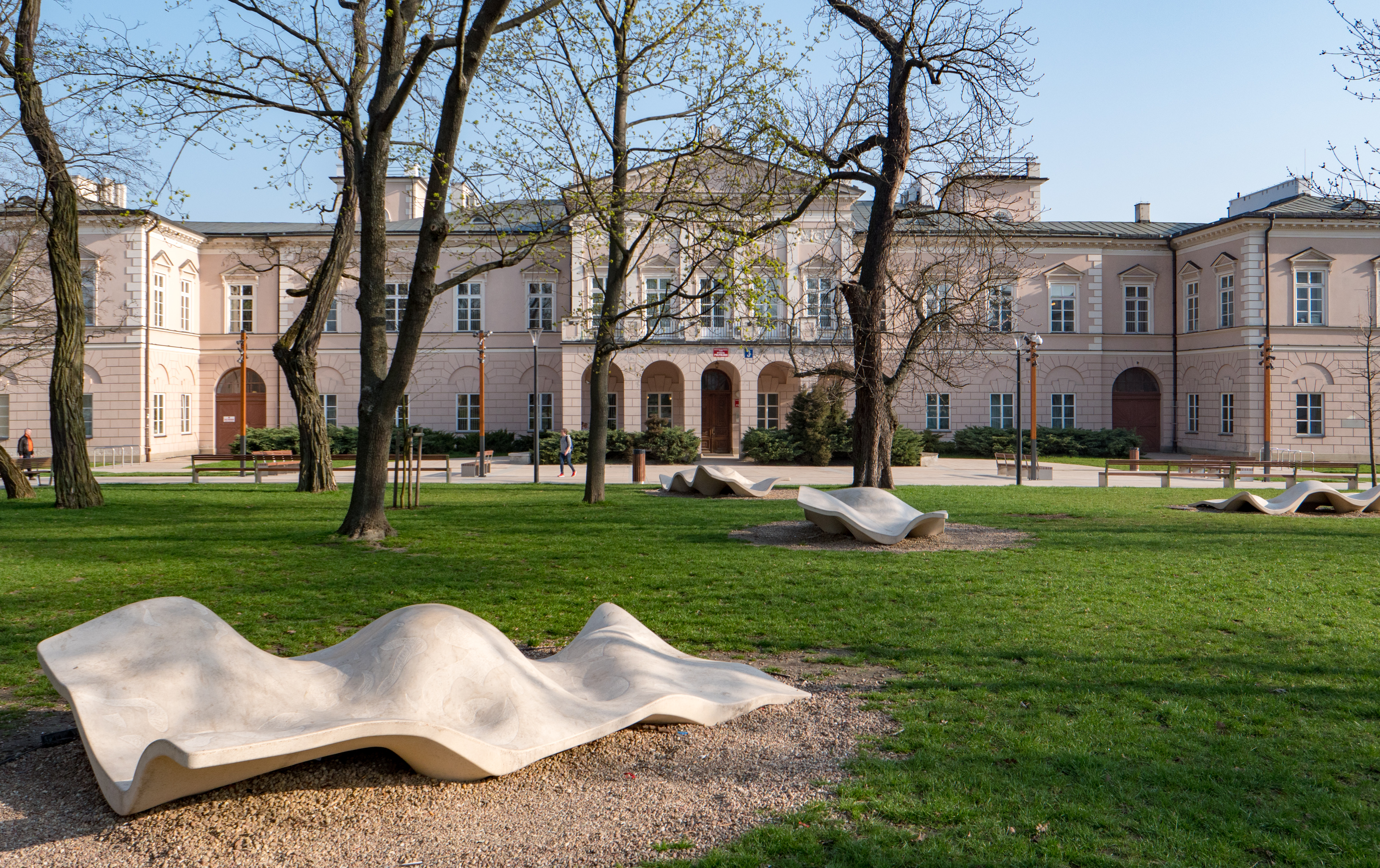
Palacio Lubomirski en Lublin, obra de Tylman van Gameren
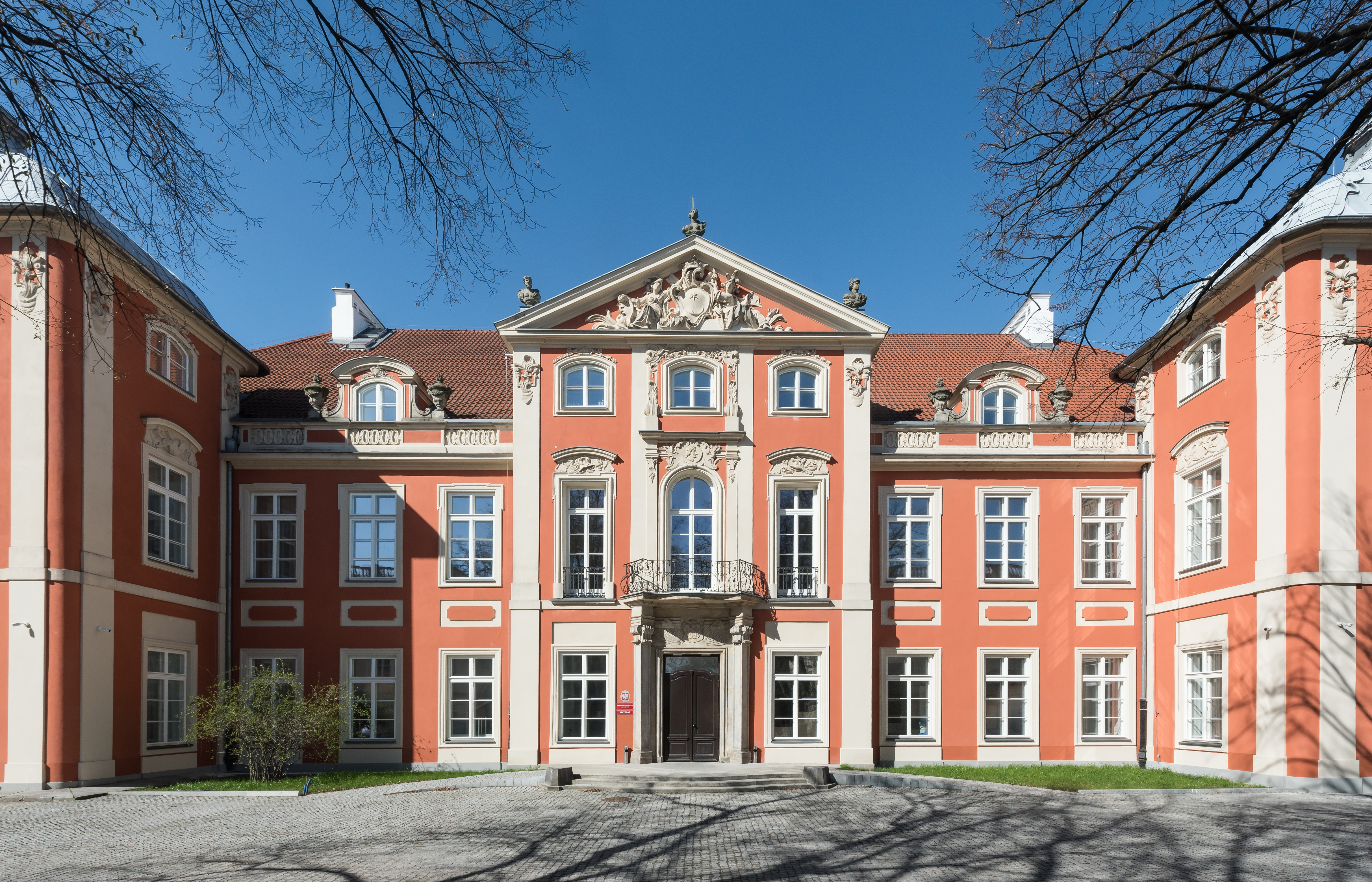
Palacio Czapski (1686-1705) en Varsovia, obra de Tylman van Gameren
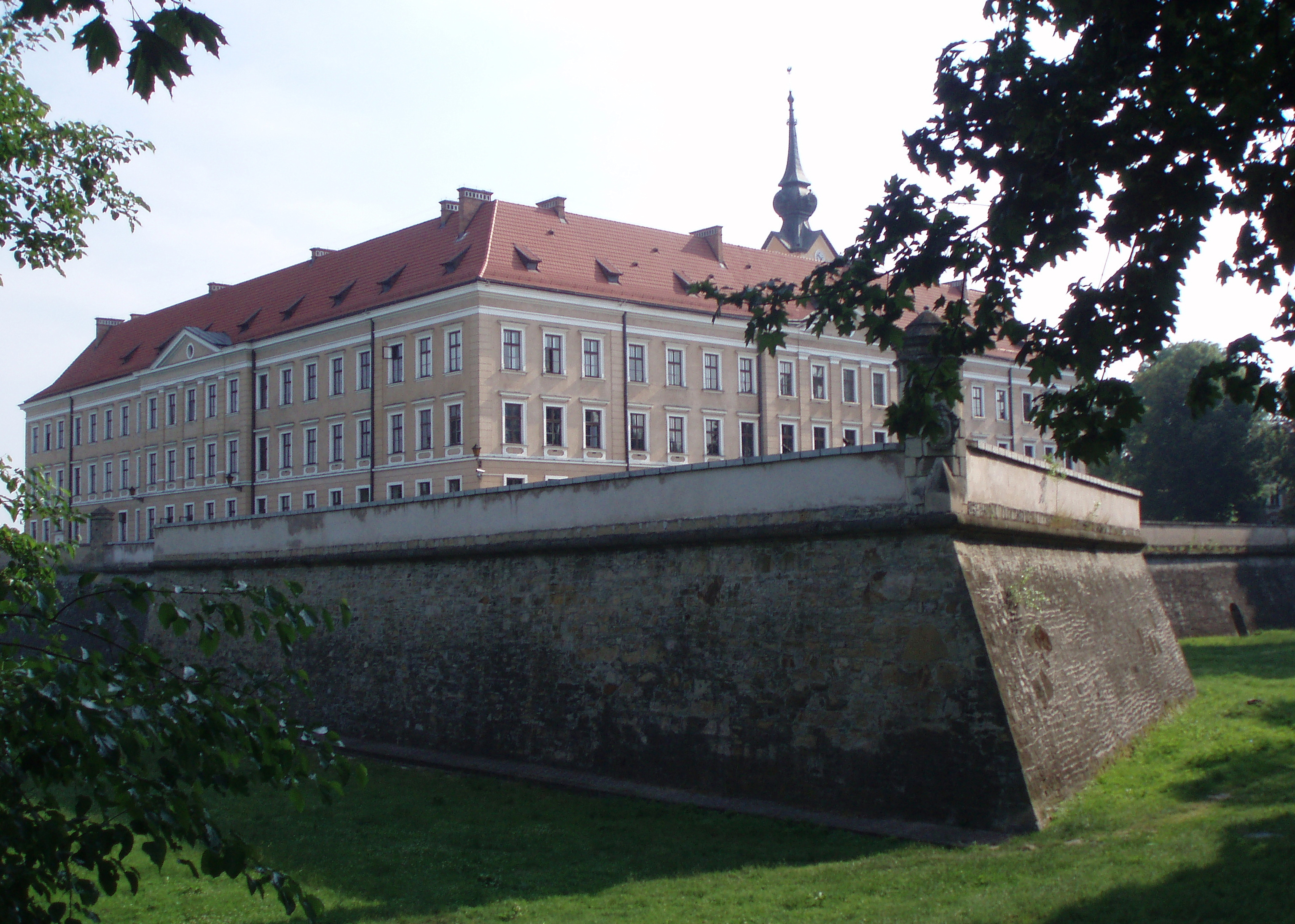
Reconstrucción del castillo de Rzeszów
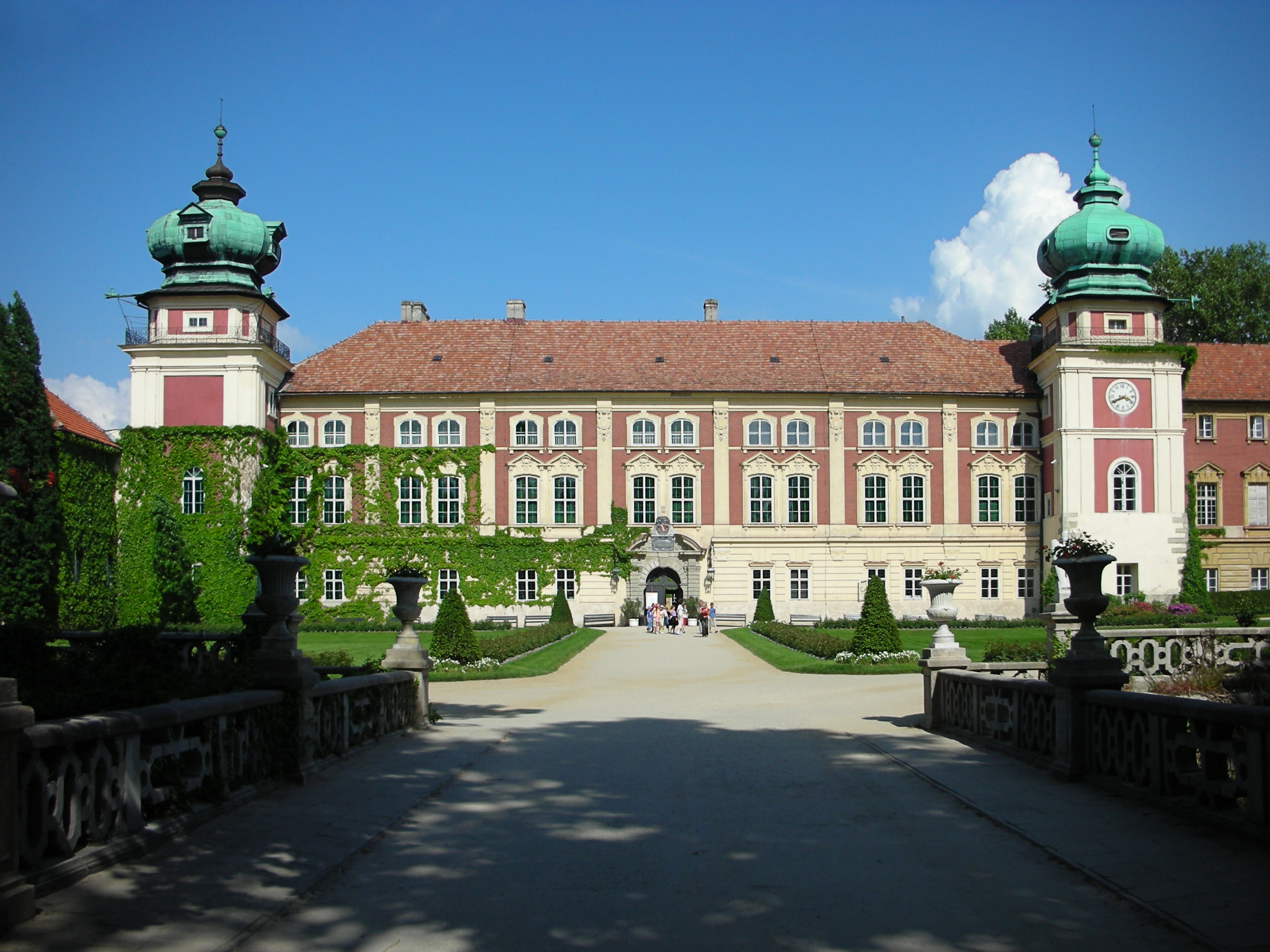
reconstrucción de las fortificaciones del castillo de Łańcut (1667)

## Período barroco tardío

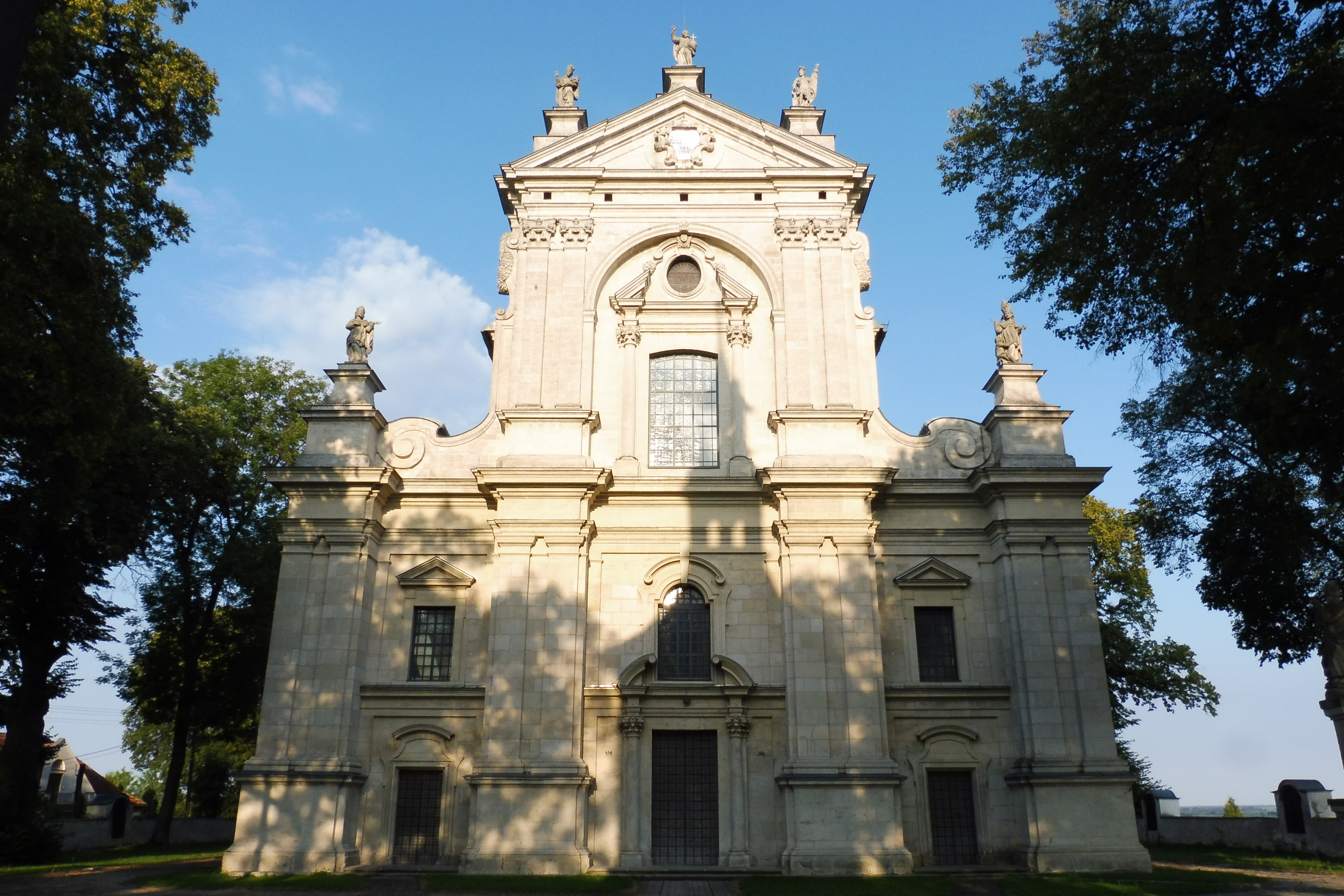
Iglesia Santo Espíritu y Nuestra Señora de los Dolores en Młodzawy Małe (1716-1720)

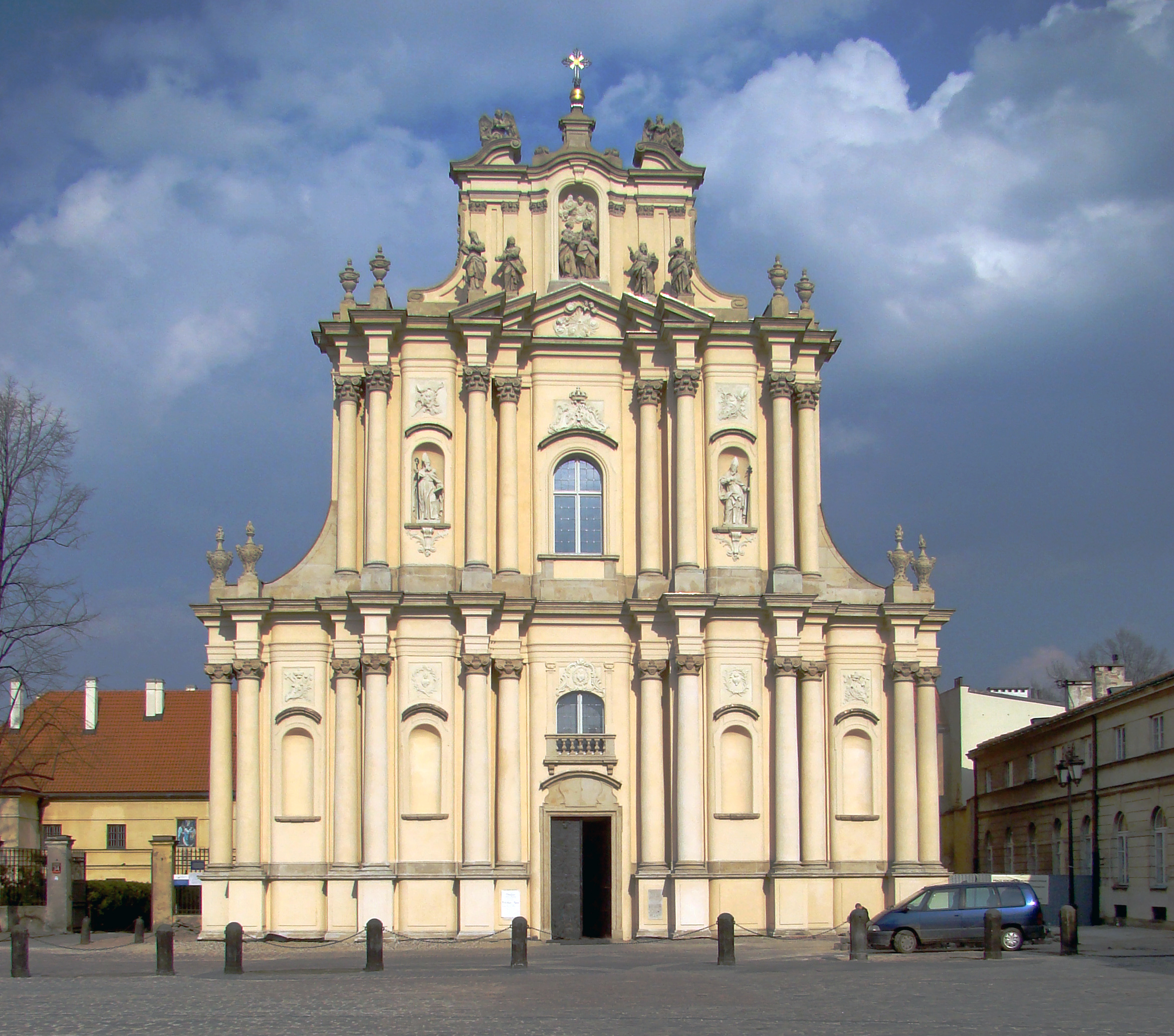
Iglesia visitacionista (1728-1761) en Varsovia, encargada al arquitecto Karol Antoni Bay por Elżbieta Sieniawska, prominente aristócrata.

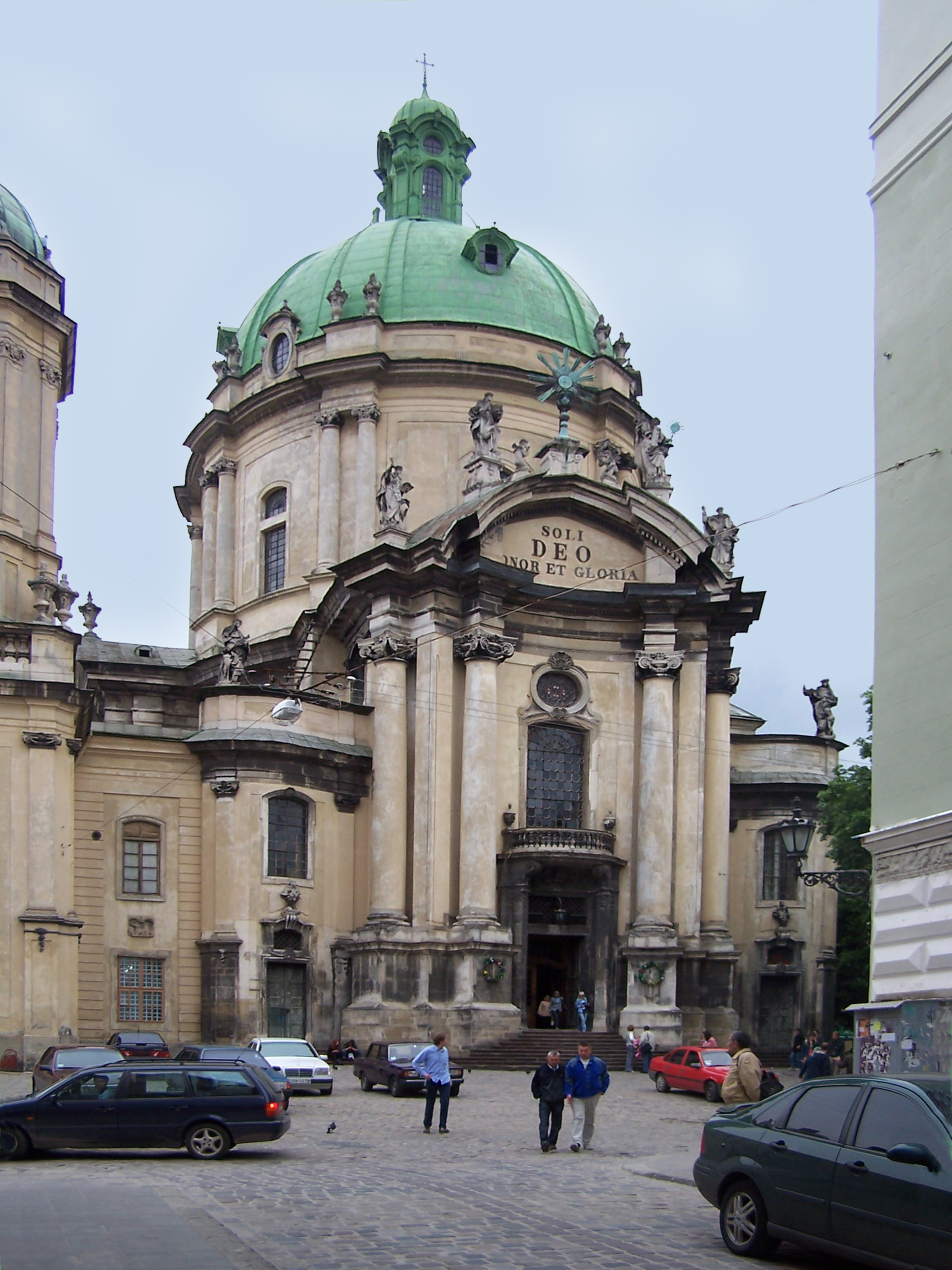
Iglesia dominica en Lviv (1749-1764), diseño atribuido a Jan de Witte

Después de la muerte de Jan III Sobieski, los problemas internos eran cada vez más visibles en Polonia. La anarquía, la privatización de las familias nobles, la subordinación a las monarquías de los países vecinos y el torpedo efectivo de los intentos de reforma fueron las causas del colapso gradual del Estado. En ese momento, Stanisław Leszczyński y los reyes sajones ejercían el poder en el país, Augusto II (r. 1697-1733) y Augusto III (r. 1734-1763). La arquitectura de ese período muestra un retroceso, en el que, sin embargo, destacan especialmente las obras de Kacpra Bażanki y Pompeo Ferrari. La arquitectura de ese período estuvo más influenciada por los diseños sajones, desarrollados sobre la base de las escuelas italiana y francesa.
El último florecimiento de la arquitectura barroca se observó a partir de la década de 1840 en centros ubicados en la parte oriental de la Mancomunidad polaco-lituana, donde se desarrolló un estilo original, conocido como el barroco de Vilna (Jan Krzysztof Glaubitz). El centro artístico establecido en Lviv también fue significativo en ese momento (Bernard Meretyn, Jan de Witte, Jan Gottfryd Hoffmann, Paweł Antoni Fontana). Esta tendencia estuvo presente en la arquitectura de la República de Polonia junto con el estilo clasicista cada vez más popular, cuyos elementos también son visibles en las obras del barroco tardío (por ejemplo, en Jakub Fontana).
Las obras más importantes creadas durante este período en la arquitectura sacra fueron:
- Iglesia y convento de los dominicos de Tarnobrzeg (1703-1706), donde hay una pintura milagrosa de la Virgen María;
- Iglesia del Espíritu Santo en Vilnius, de los dominicos, consagrada en 1688;
- Iglesia y monasterio basiliano en Berezwecz (inexistente), fundada en 1637 por Joseph Korsak, el voivoda de Mścisław;
- Iglesia de San ignacio de Loyola en Krzemieniec (1731-1745), diseñada por Paweł Giżycki;
- Iglesia de Santa Catalina en Vilnius (1739-1753), obra de Johann Christoph Glaubitz;
- Iglesia de San Andrés en Słonim;
- Iglesia agustina en Vilnius (1746-1768);
- Iglesia misionera de Vilnius (1751-1756), reconstruida por Antonio Paracca;
- Iglesia Basiliana en Minsk Litewski;
- Catedral de Santa Sofía en Polotsk, obra de Johann Christoph Glaubitz, reconstruida en 1738-1765;
- Iglesia de la Transfiguración del Señor o de los Piaristas en Cracovia, de estilo barroco tardío (en realidad rococó),  diseñada por Kacper Bażanka y erigida en 1718-1728, y con fachada diseñada por Franciszek Placidi en 1759-1761. Hay claras referencias a la iglesia del tipo Il Gesù;
- Iglesia Trinitaria (ahora Bonifrateros) en Cracovia (1741-1758), con fachada fue realizada en estilo barroco tardío por Francesco Placidi;
- Iglesia Santo Espíritu y Nuestra Señora de los Dolores en Młodzawy Małe (1716-1720);
- Iglesia Bernardina en Zbaraż (1746-1752);
- Catedral de la Dormición de la Madre de Dios en Pochayiv;
- Iglesia del Castillo de St. Józef en Podhorcach (1752-1766), según los planos de Romanus con decoración de S. Fesinger.
- Iglesia San José el Esposo en Zasławiu (1747-1755);
- Iglesia benedictina Todos los santos en Drohiczyn (1734-1738) (Jakub Fontana);
- Catedral de San Jorge (1744-1760) en Leópolis, obra de Bernhard Meretyn;
- Iglesia dominica en Lviv (1749-1764), diseño atribuido a Jan de Witte;
- Basílica de la Natividad de la Santísima Virgen María en Chełm (1735-1756), obra de Paweł Antoni Fontana;
- Iglesia de la Inmaculada Concepción de la Santísima Virgen María (1739-1743) en Berdyczów (santuario de Nuestra Señora de Berdyczów),  una iglesia carmelita del arquitecto general polaco Jan de Witte;
- Iglesia bernardina en Budsław (1740-1755) (J. Fontana);
- Iglesia de la Santísima Trinidad en Beresteczek (1711-1733);
- Iglesia visitacionista (1728-1761) en Varsovia, encargada al arquitecto Karol Antoni Bay por Elżbieta Sieniawska, prominente aristócrata;
- Basílica de la Santa Cruz en Varsovia (1679-1696), del arquitecto de la corte real, el italiano Józef Szymon Bellotti; las torres, cubiertas con cúpulas del barroco tardío, fueron diseñadas por Józef Fontana  La fachada (1756) fue diseñada por su hijo Jakub Fontana y está decorada con figuras de Jan Jerzy Plersch.
- Basílica de la Santísima Trinidad en Kobyłka  (1736-1740), obra del arquitecto lombardo Guido Antonio Longhi. En 1944, los alemanes en retirada volaron por completo la torre occidental, que fue reconstruida en 1947-1949 y en 1971-1973, se completó la torre este, similar a la occidental.
- Iglesia dominica en Ternopil, ahora catedral de la Inmaculada Concepción (1773-1778).

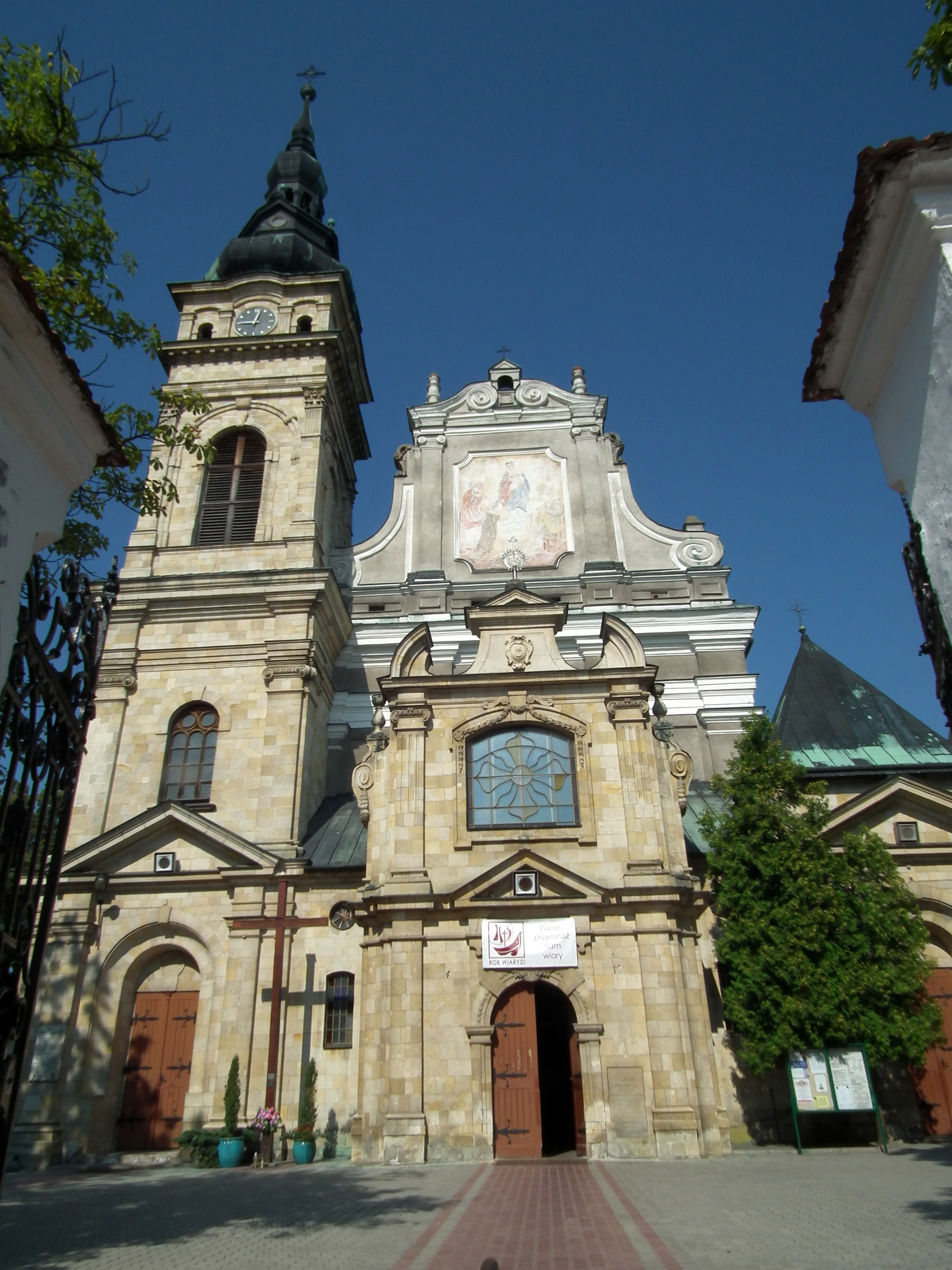
Iglesia y convento de los dominicos de Tarnobrzeg (1703-1706)
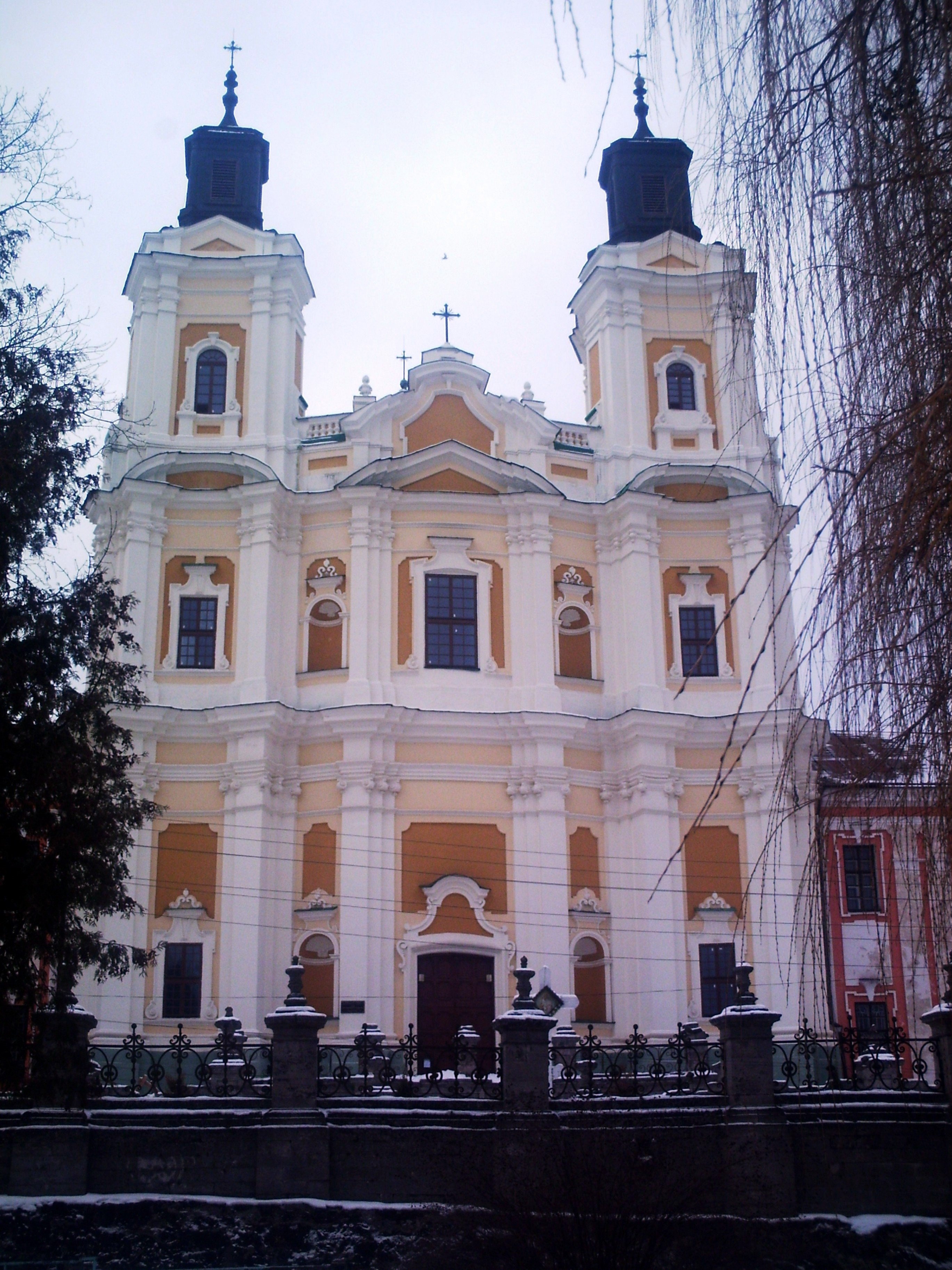
Iglesia de San ignacio de Loyola en Krzemieniec (1731-1745), obra de Paweł Giżycki
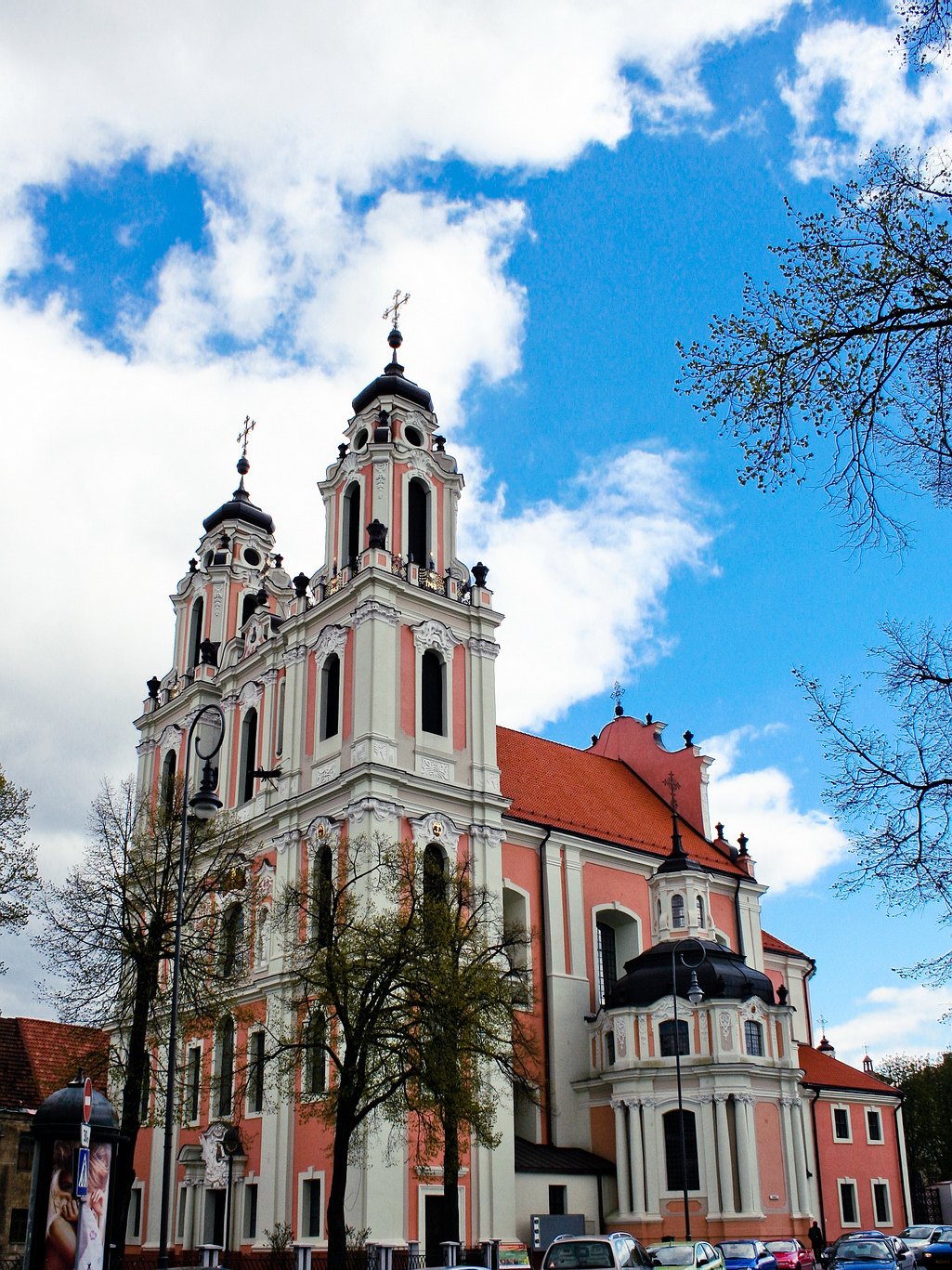
Iglesia de Santa Catalina en Vilnius (1739-1753), obra de Johann Christoph Glaubitz
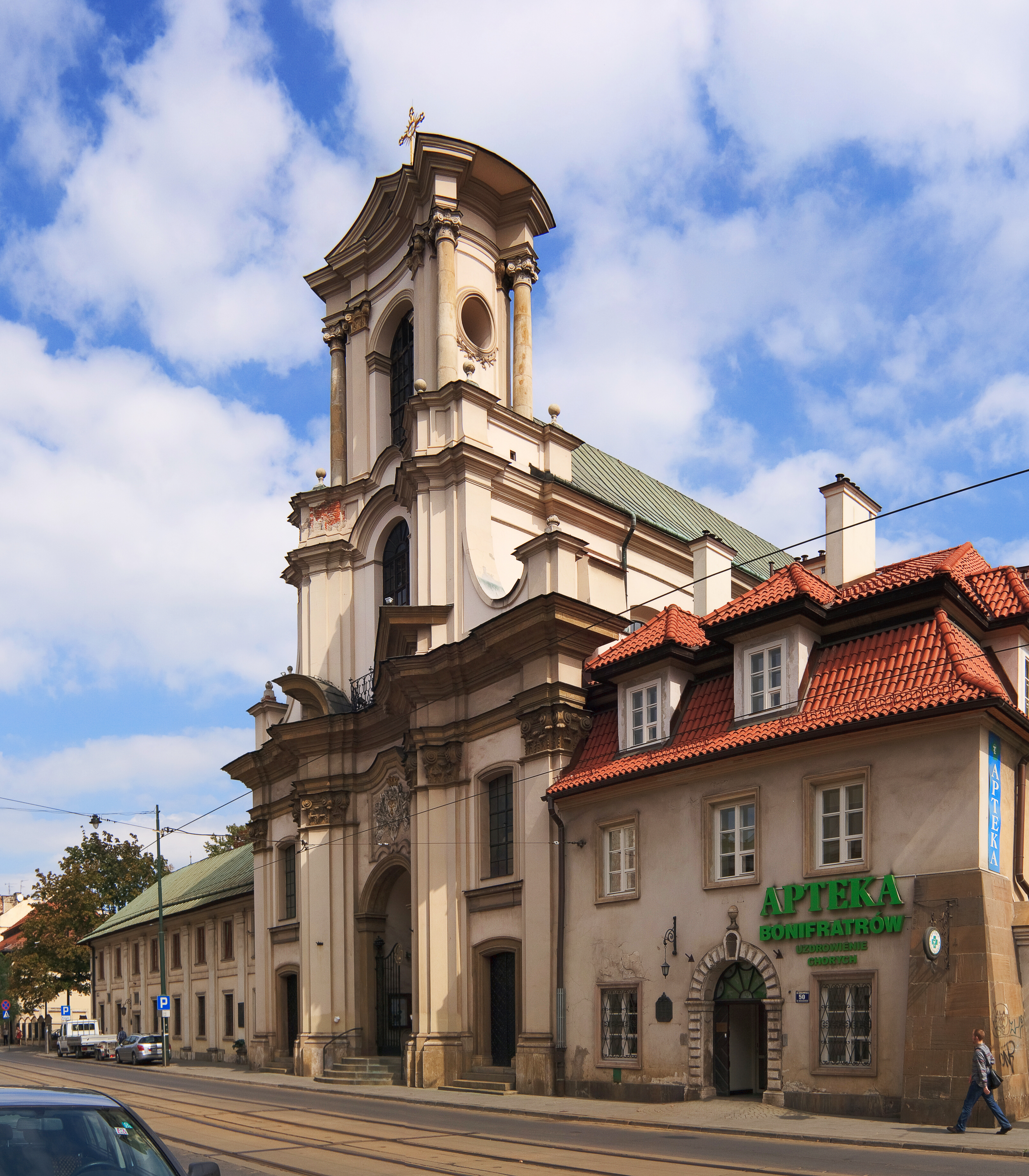
Iglesia Trinitaria (ahora Bonifrateros) en Cracovia (1741-1758)
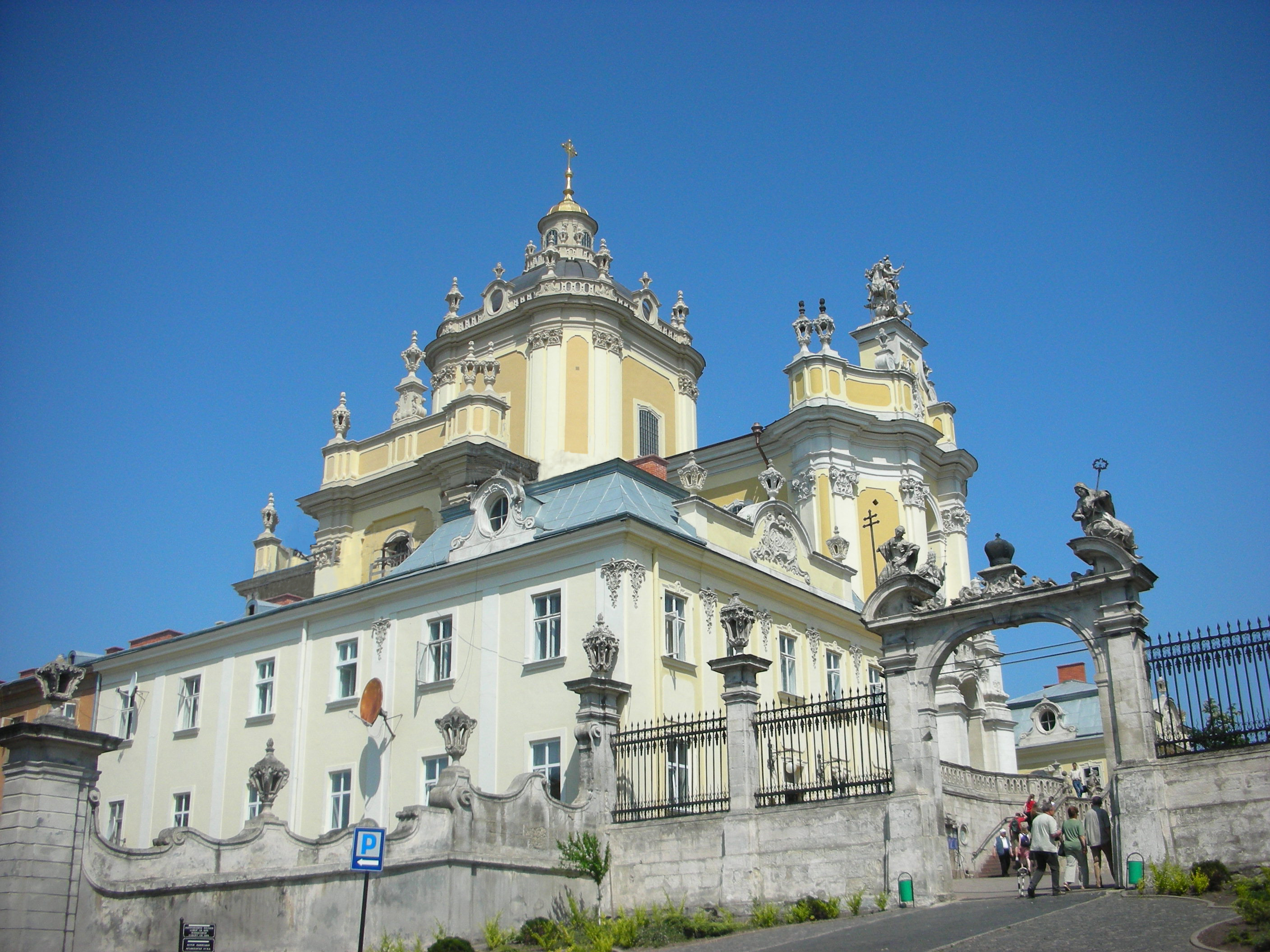
Catedral de San Jorge (1744-1760) en Leópolis, obra de Bernhard Meretyn
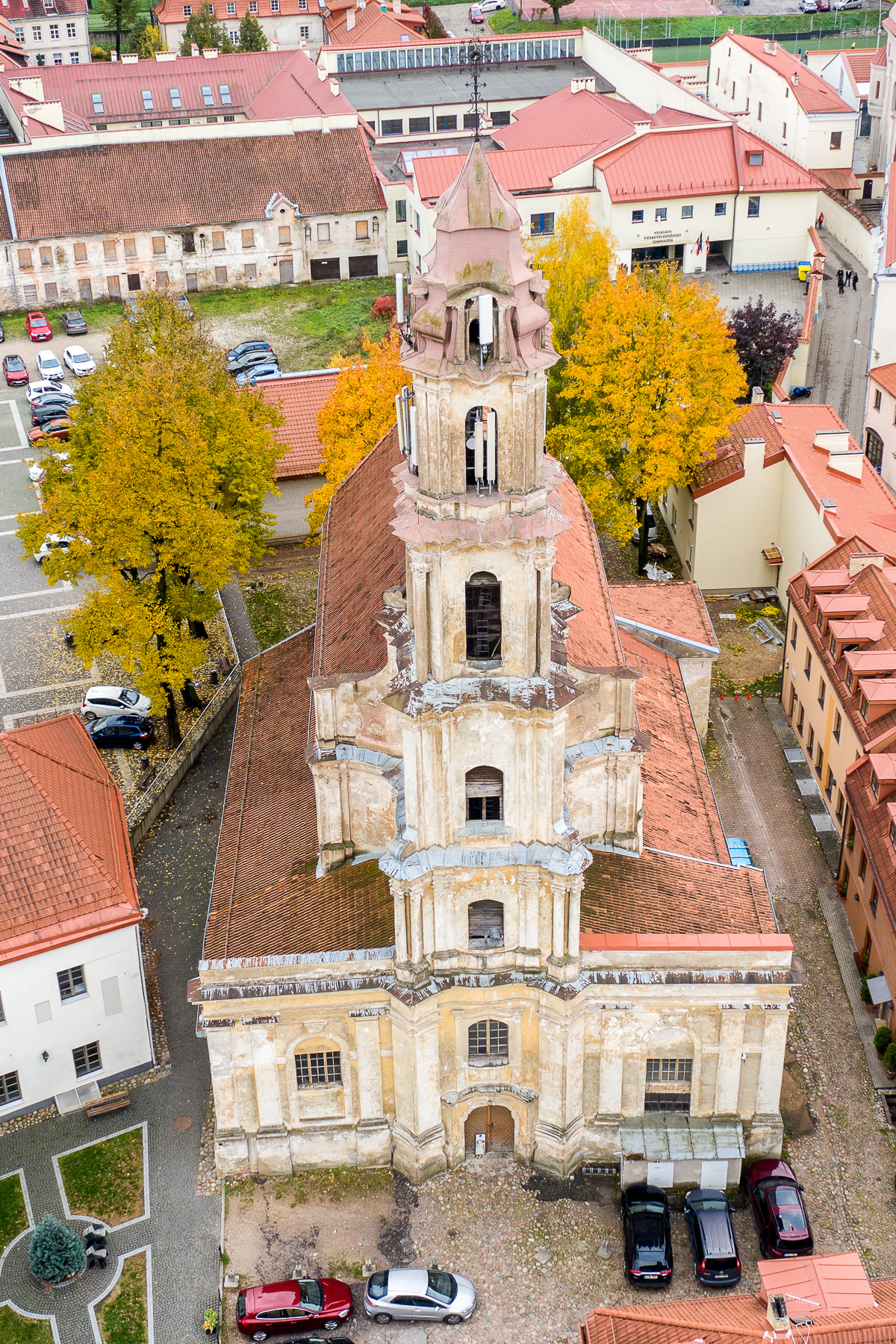
Iglesia agustina en Vilnius (1746-1768)
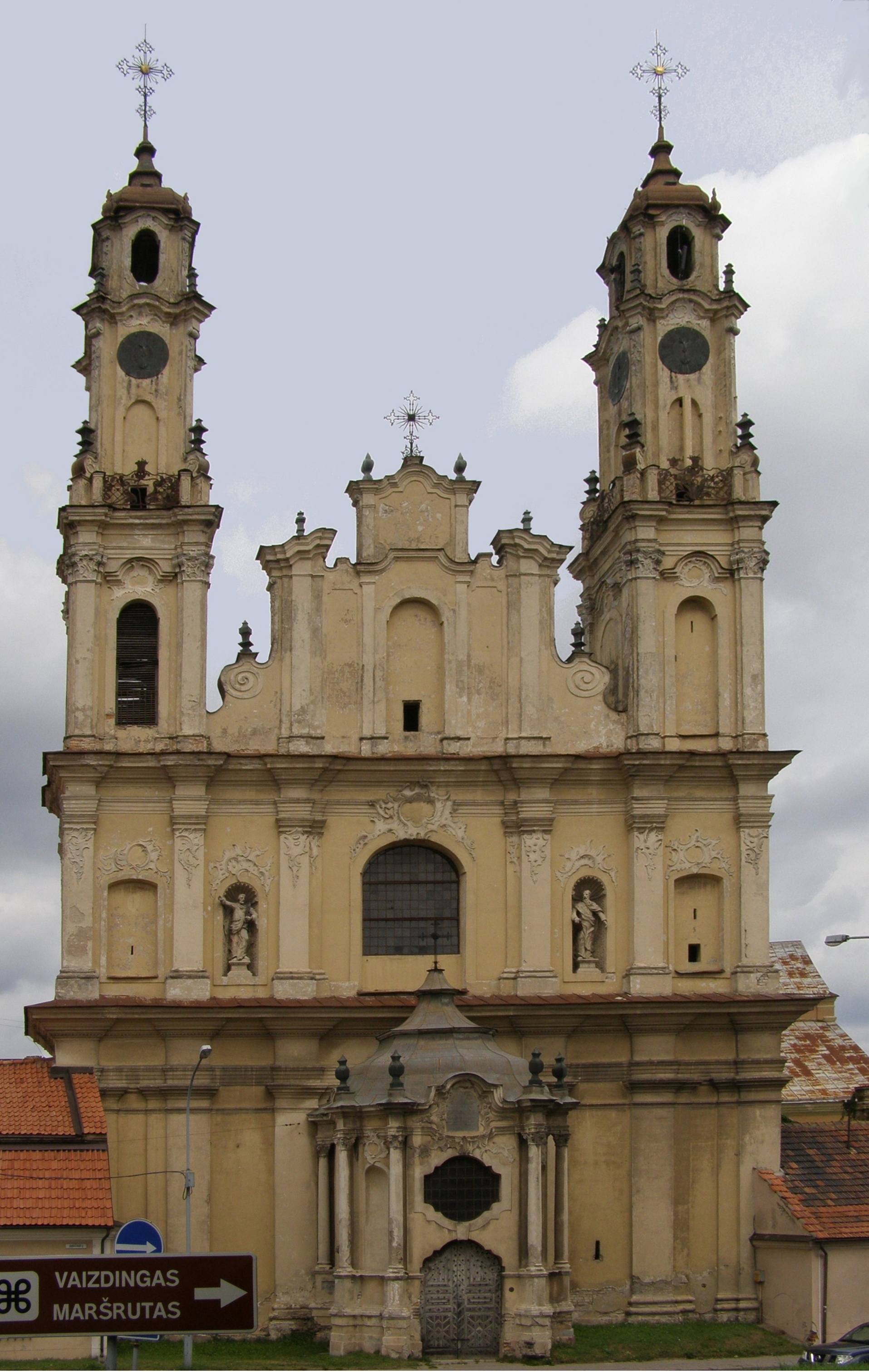
Iglesia misionera de Vilnius, reconstruida en 1751-1756 por Antonio Paracca
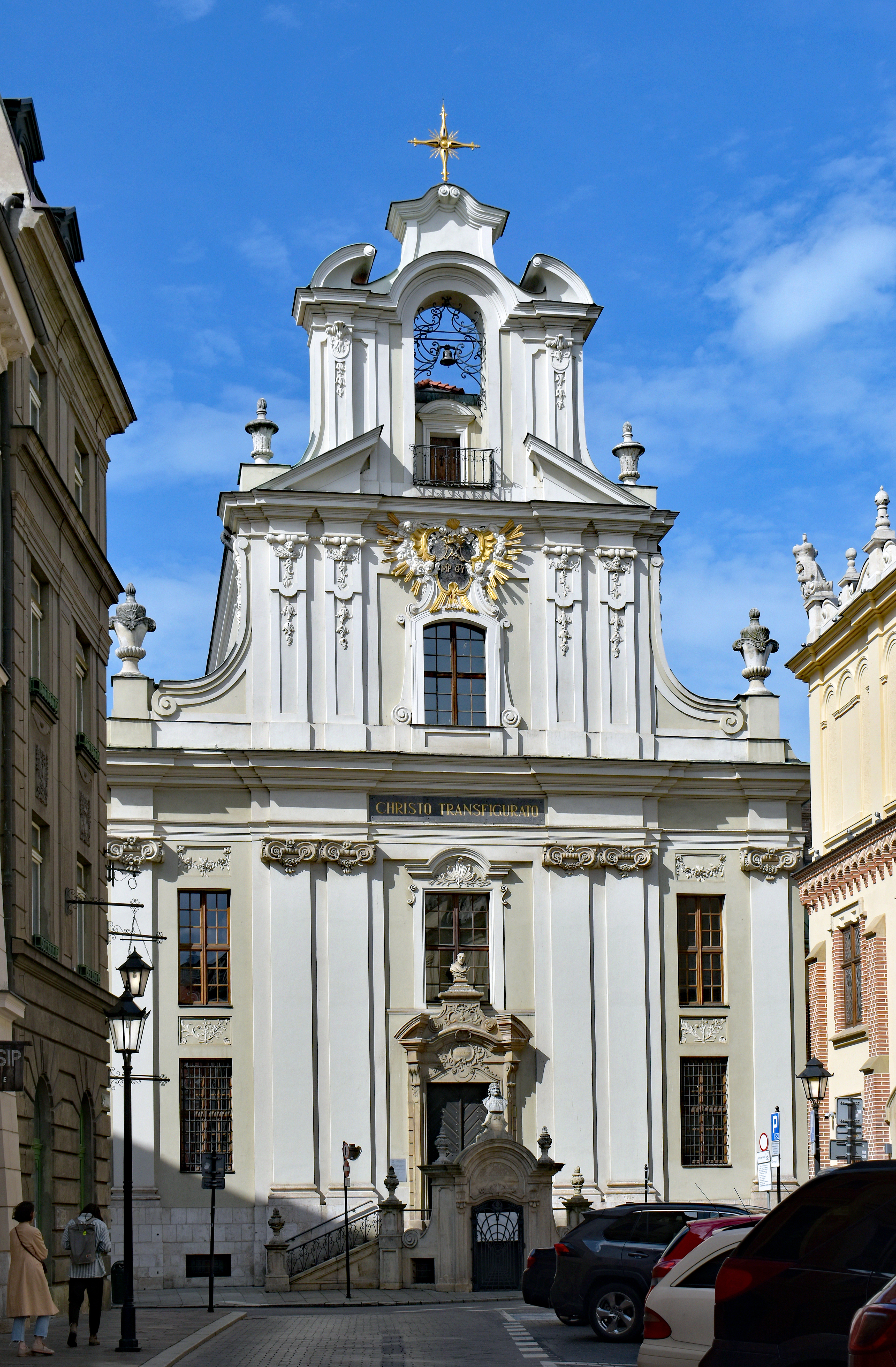
Iglesia de la Transfiguración del Señor o de los Piaristas en Cracovia

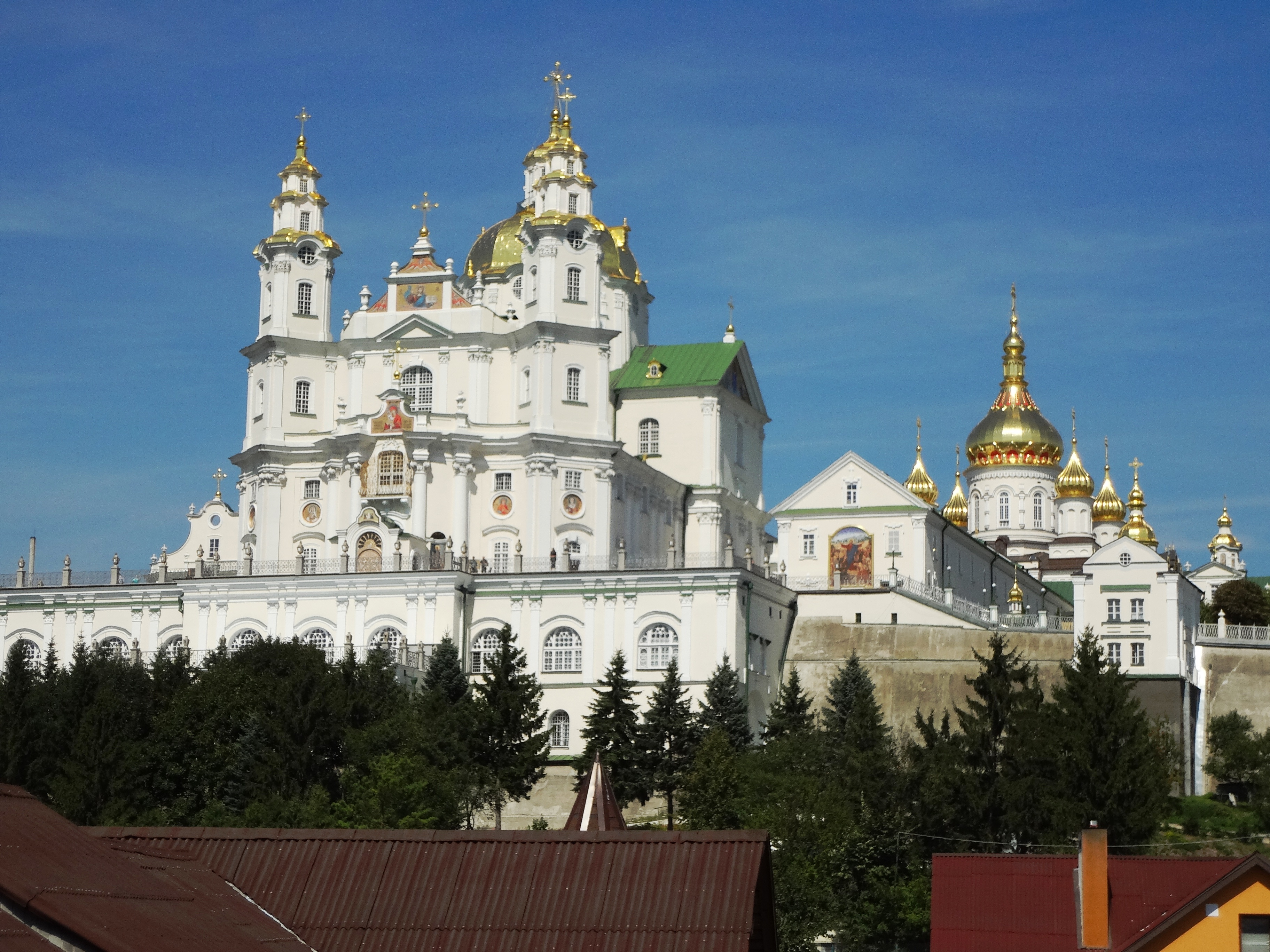
Catedral de la Dormición de la Madre de Dios en Pochayiv
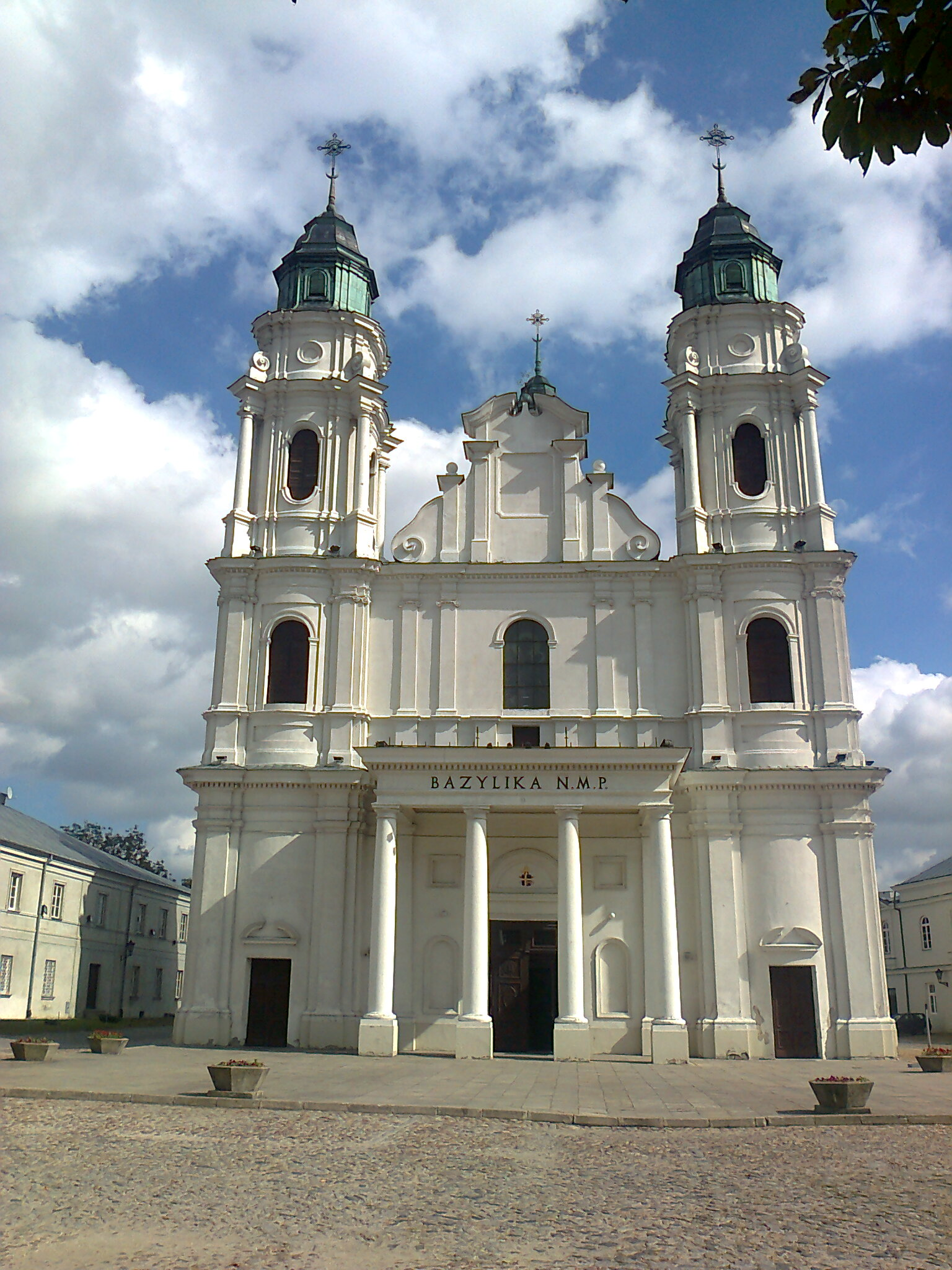
Basílica de la Natividad de la Santísima Virgen María en Chełm (1735-1756), obra de Paweł Antoni Fontana
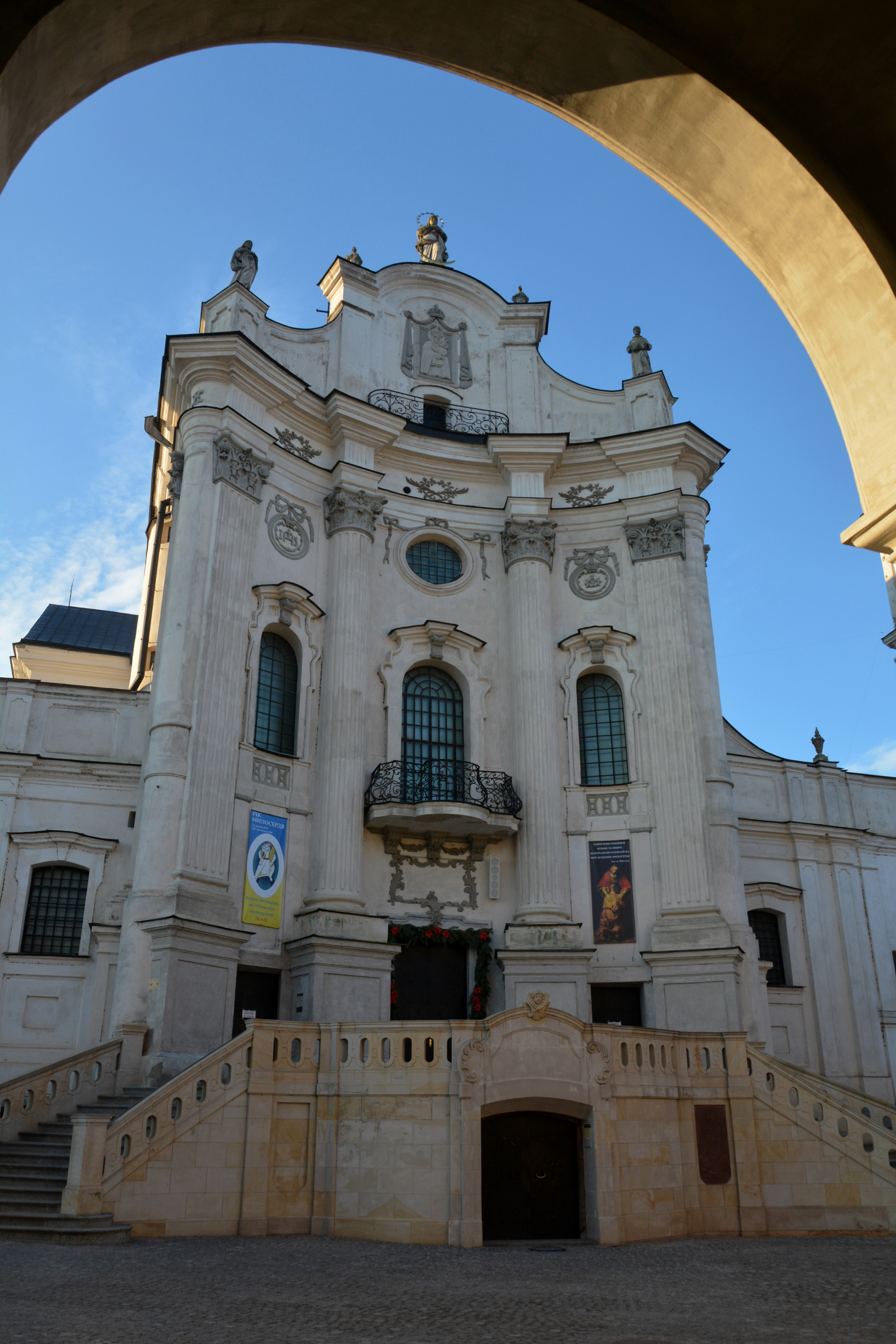
Iglesia de la Inmaculada Concepción (1739-1743) en Berdyczów, iglesia carmelita de Jan de Witte;
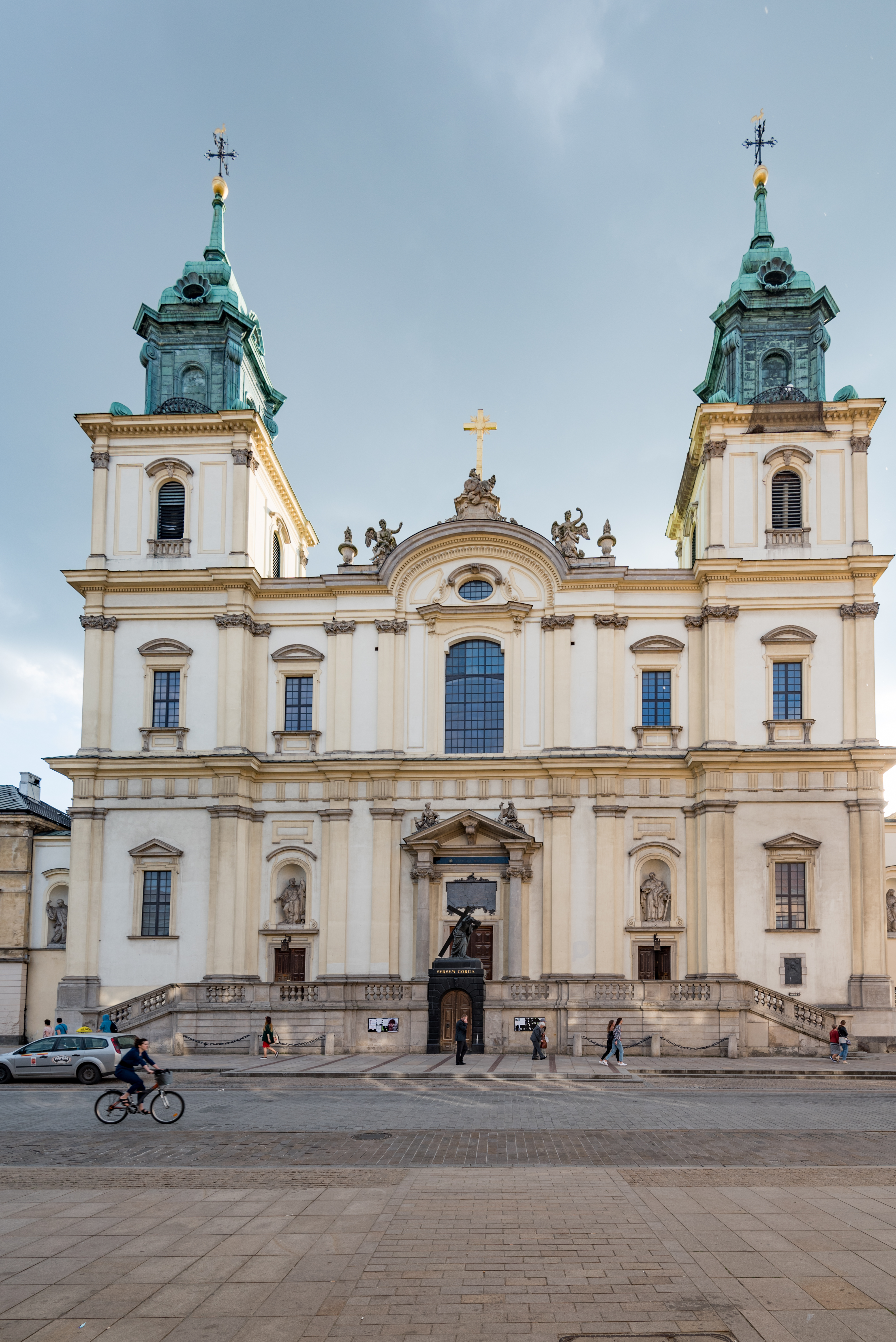
Basílica de la Santa Cruz en Varsovia (1679-1696)
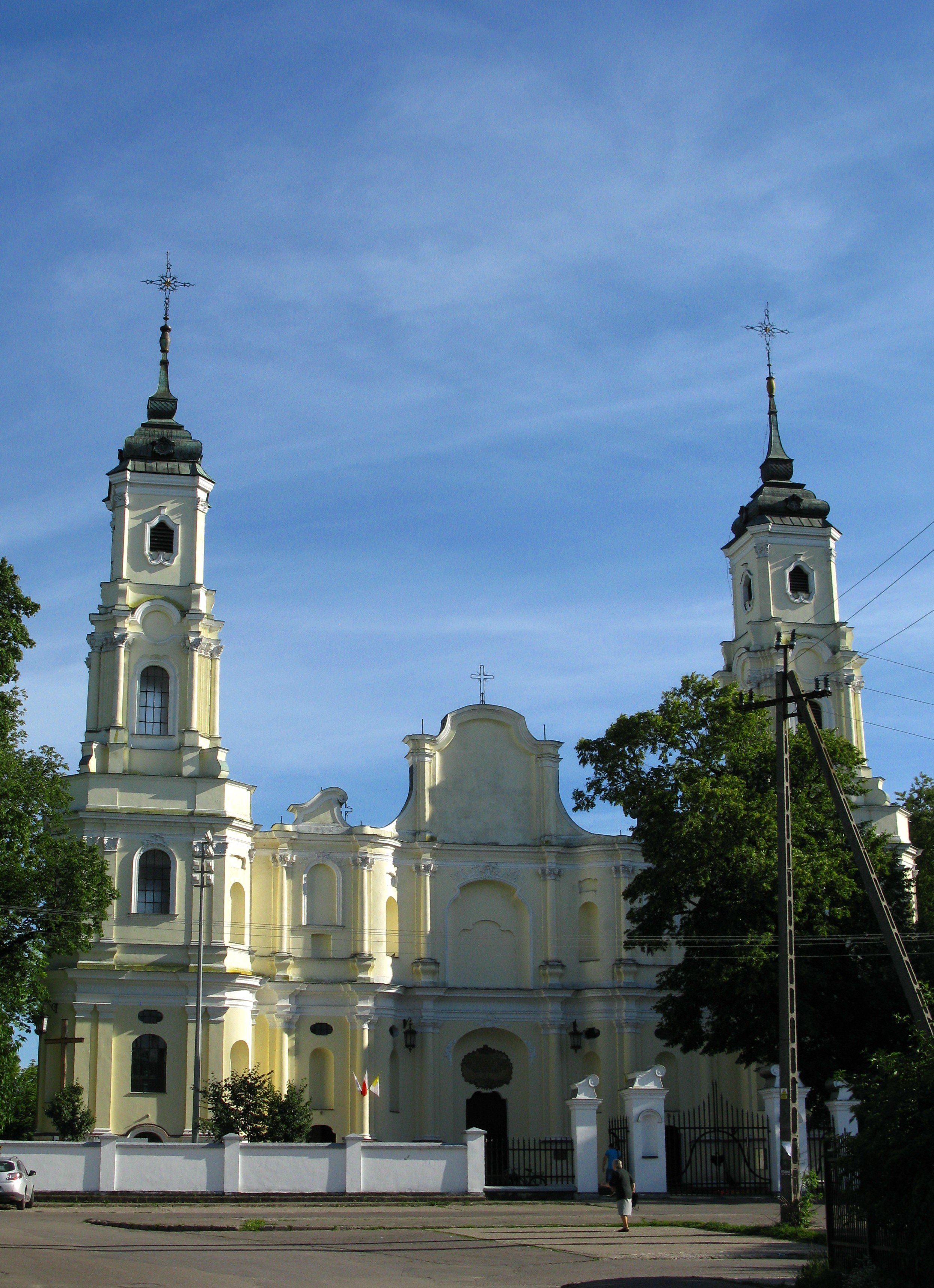
Basílica de la Santísima Trinidad en Kobyłka  (1736-1740), obra de Guido Antonio Longhi
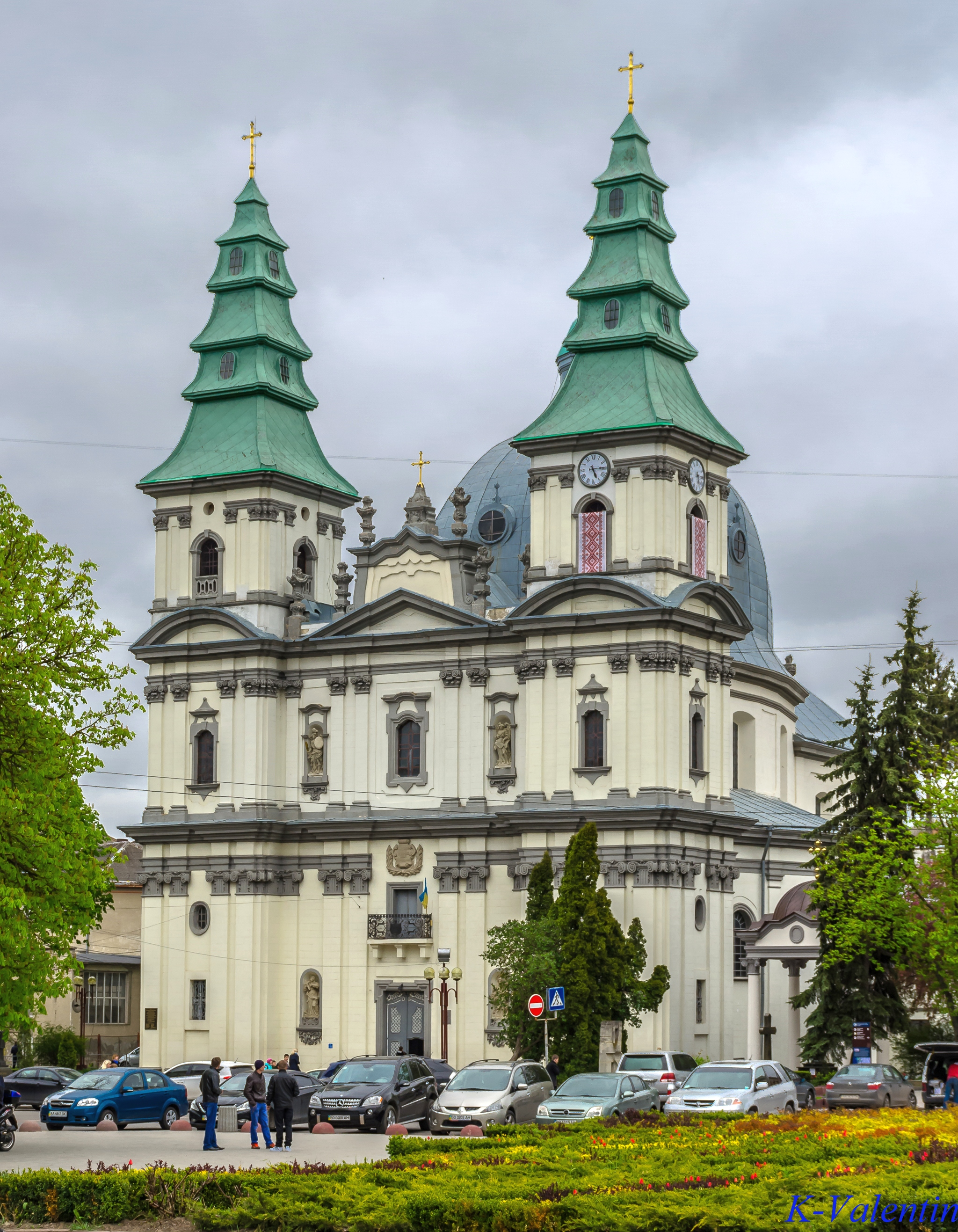
Iglesia dominica en Ternopil, ahora catedral de la Inmaculada Concepción (1773–1778)

En arquitectura secular:

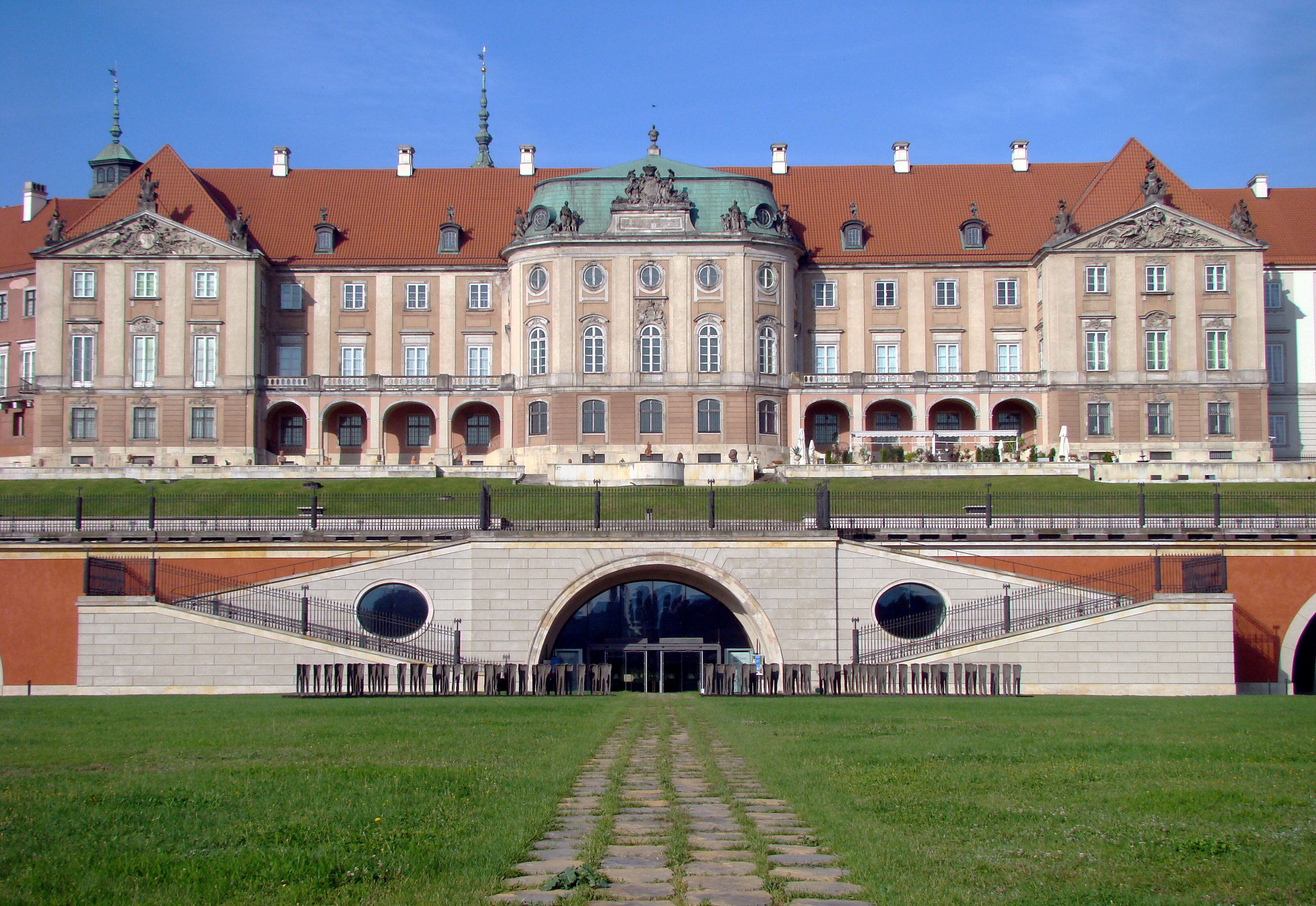
Arcadas de Kubicki en el Castillo de Varsovia, vistas desde el lado del río Vístula

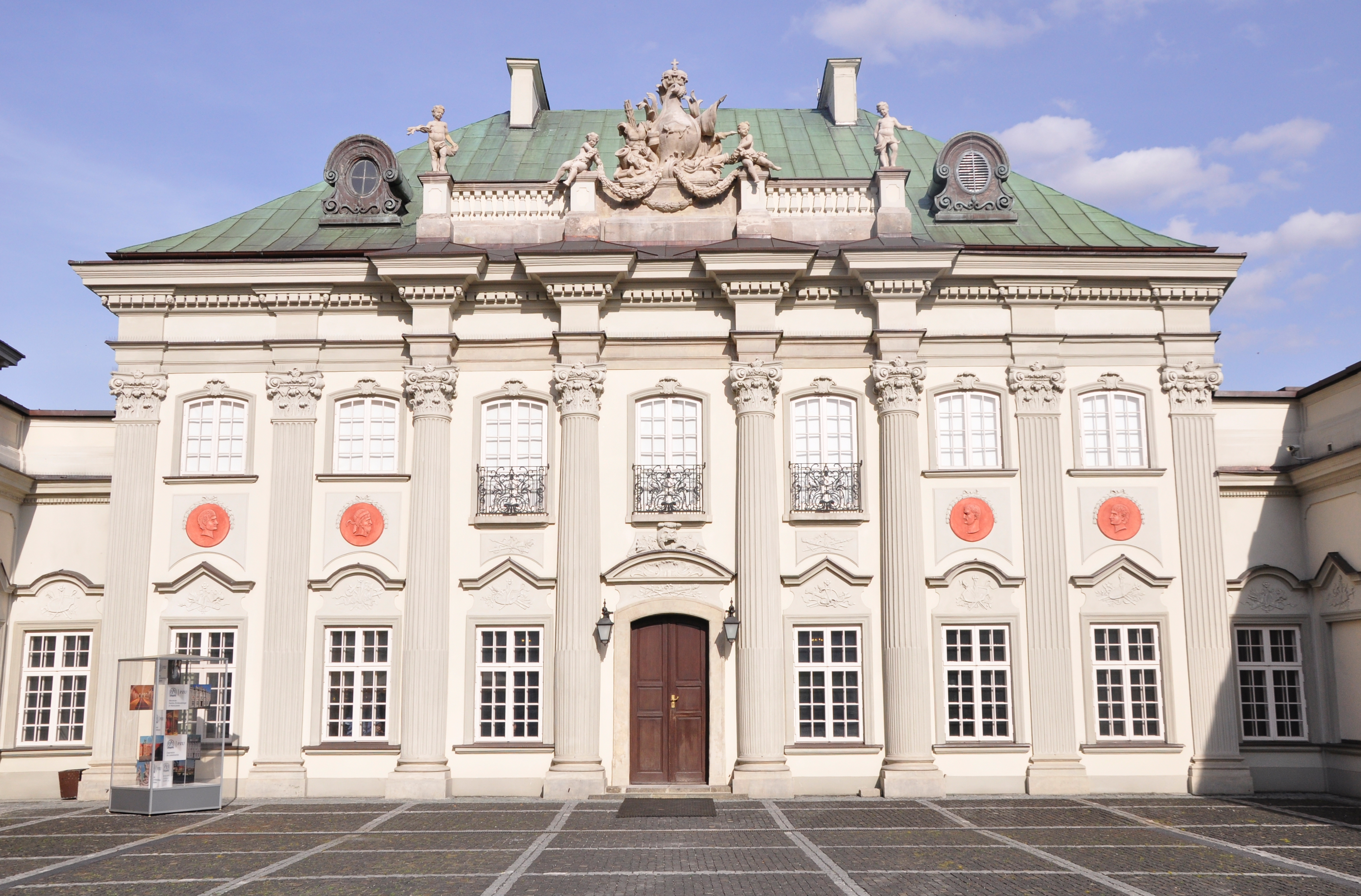
Palacio del Techo de Cobre (1698-1701), Varsovia, completamente remodelado para Jerzy Dominik Lubomirski ya en estilo rococó

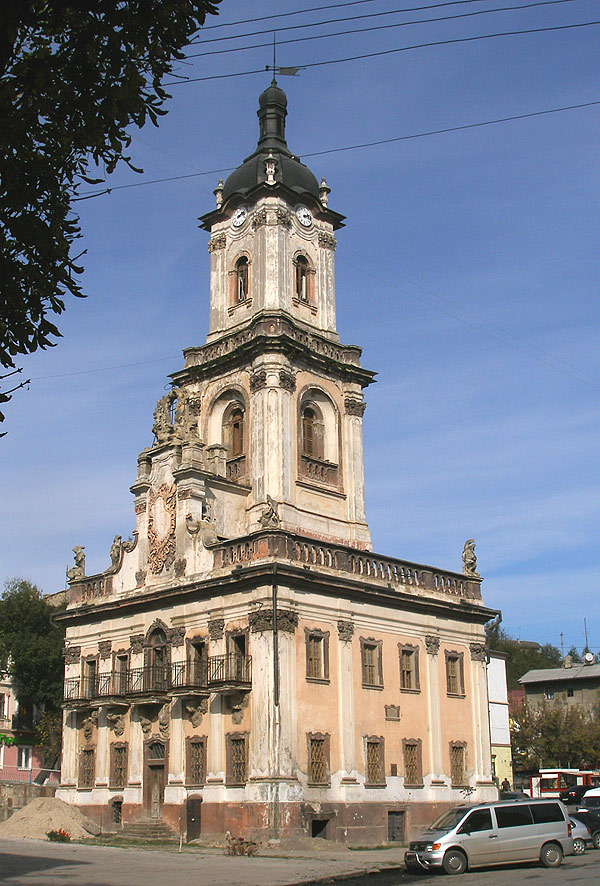
Ayuntamiento de Buczacz (1750-1751)

- Fachada del lado del Vístula del castillo de Varsovia (Gaetano Chiaveri, Carl Friedrich Pöppelmann)
- Palacio en Radzyniu Podlaskim (Jakub Fontana)
- Palacio Sajón en Varsovia (Carl Friedrich Pöppelmann iy Joachim Daniel Jauch, reconstruido en el siglo XIX y destruido por el ejército alemán después de la caída del Levantamiento de Varsovia en diciembre de 1944)
- Palacio Brühl en Varsovia (1681-1697, reconstruido en 1754-1759), obra de Joachim Daniel Jauch y Johann Friedrich Knöbel, destruido en 1944
- Palacio en Otwock Wielki (1682-1689) (Jakub Fontana)
- Palacio Sapieha en Varsovia (Jan Zygmunt Deybel)
- Palacio de Krystynopolu ca. 1756 (Ricaud de Tirregaille)
- Palacio Czartoryskich en Puławy (1671-1679), para el gran mariscal de la Corona, Stanisław Herakliusz Lubomirski. El palacio fue diseñado por Tylman van Gameren. En 1706, cuando Puławy pasó a ser propiedad de la familia Sieniawski, el ejército sueco destruyó el palacio y sus alrededores durante la Guerra del Norte. De esta fase del edificio se conserva el vestíbulo barroco del siglo XVII con la columnata original, así como la forma y decoración de la bóveda, en un estado similar al original. La reconstrucción del palacio fue iniciada en 1722 por Elżbieta Helena Sieniawska. Poco después de que Zofia Sieniawska se casara con August Czartoryski sobre los restos del palacio quemado, se construyó un nuevo palacio rococó en 1731-1736. El autor del diseño fue Jan Zygmunt Deybel.
- Palacio Lubomirski en Lviv (Jan de Witte)
- Palacio Błękitny (palacio Azul) de Varsovia reconstruido en la primera mitad del siglo XIX)
- Palacio de los obispos de Cracovia en Varsovia (Jakub Fontana), destruido en la II Guerra Mundial y luego reconstruido
- Palacio Sanguszków en Zasław
- Palacio de los abades en Oliwa, recibió su forma definitiva durante la reconstrucción en los años 1754-1756, a partir de la fundación del último abad del monasterio de Oliwa, Jacek Rybiński. Es de estilo rococó.
- Palacio Branicki en Choroszcz (1757-1759)
- Ayuntamiento de Buczaczu (1750-1751) (Bernard Meretyn)
- Palacio del Techo de Cobre (Pod Blachą) en Varsovia
- Palacio obispal en Ciążeń (1758-1768)
- casa de vecindad Prażmowskich en Varsovia
- Palacio en Rydzyna (1685-1695)

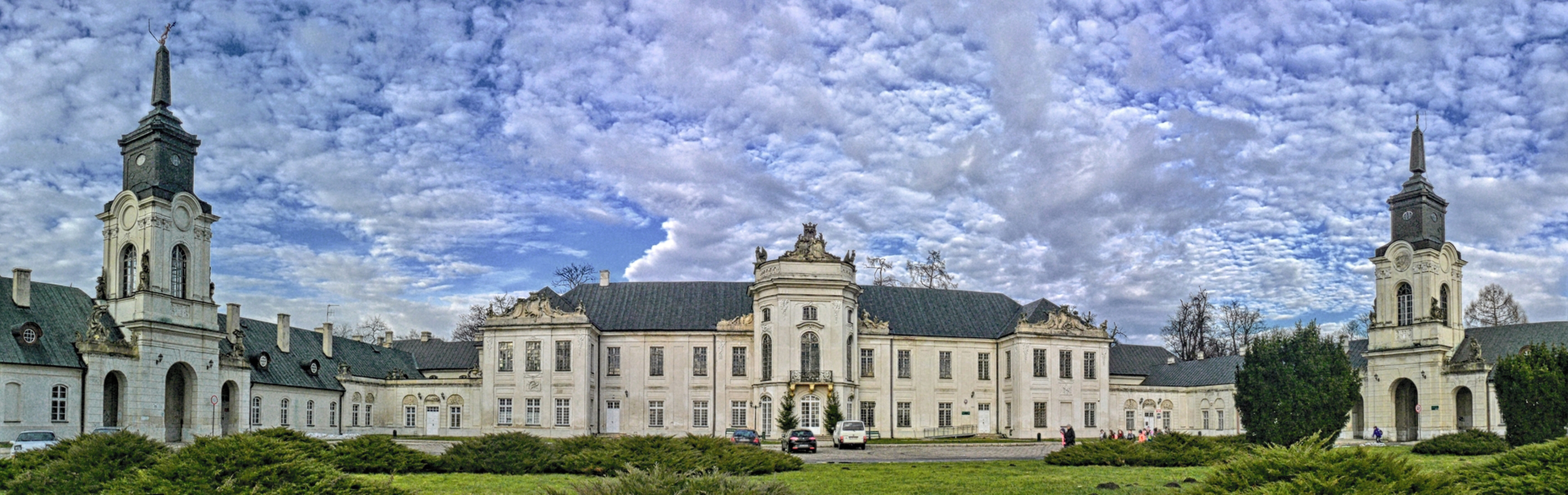
Palacio en Radzyniu Podlaskim (1685-1709), obra de Jakub Fontana reconstruido en los años 1750-1759 en estilo rococó
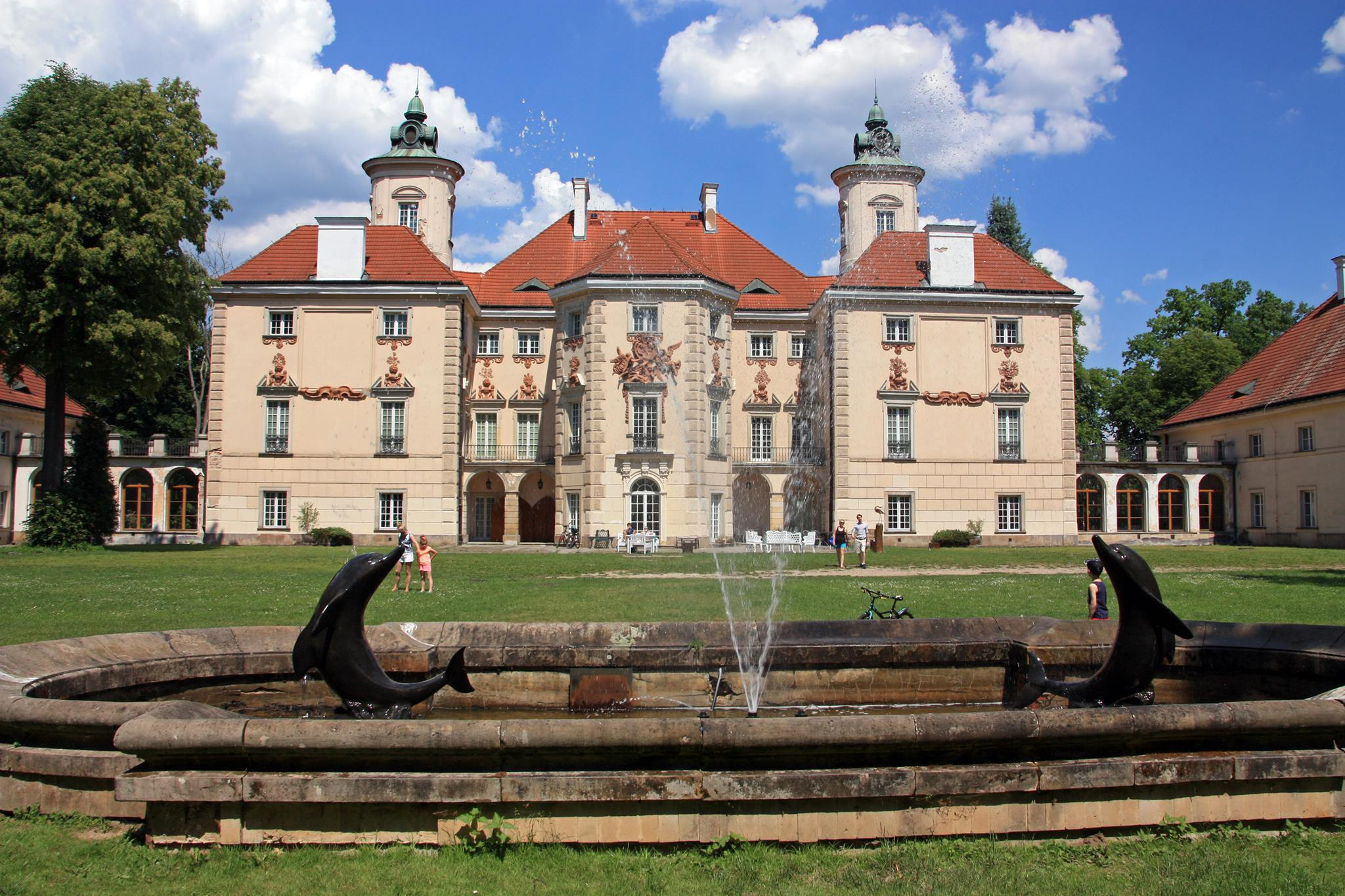
Palacio en Otwock Wielki (1682-1689) (Jakub Fontana)
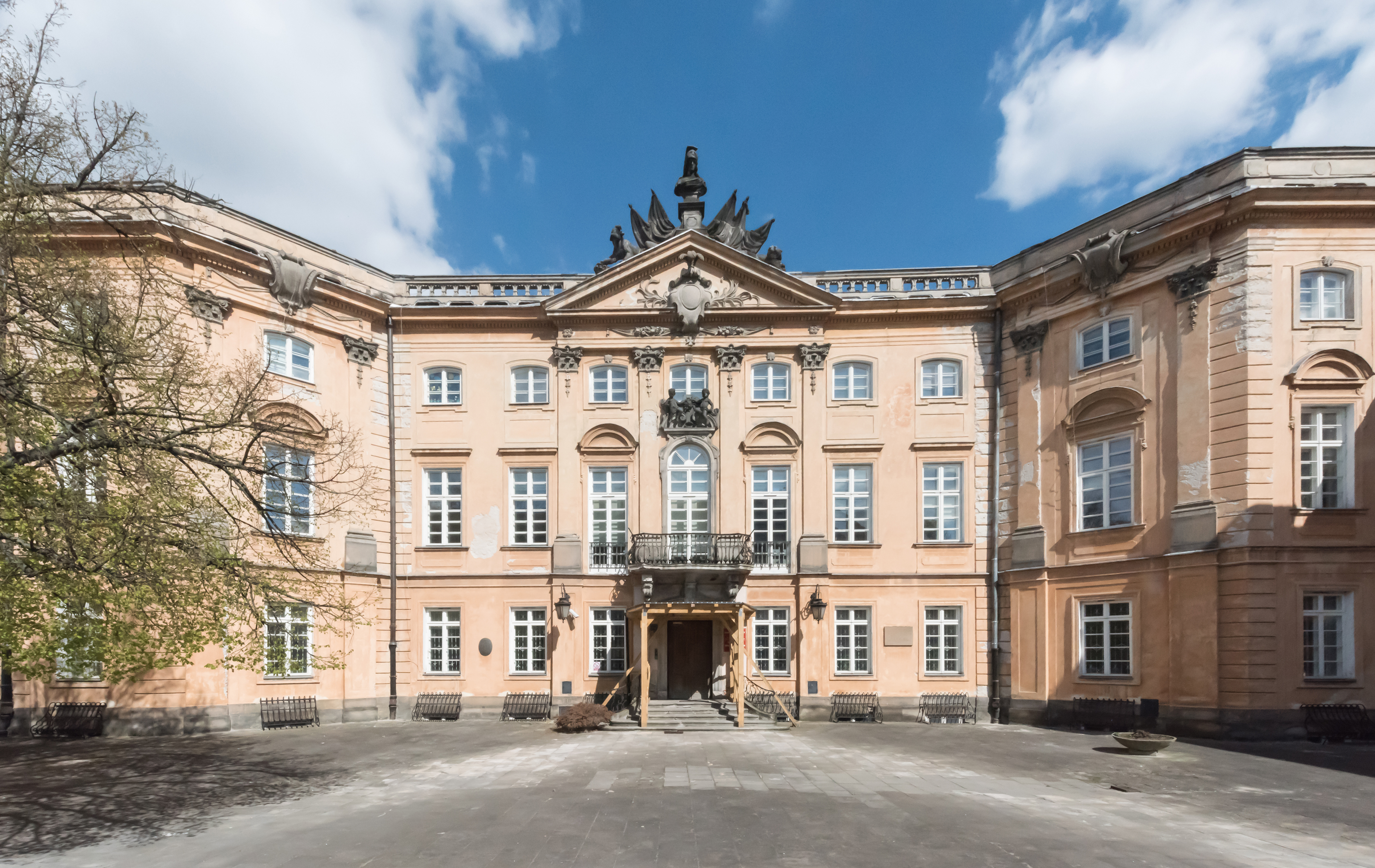
Palacio Sapieha en Varsovia (1731-1746) (Jan Zygmunt Deybel)
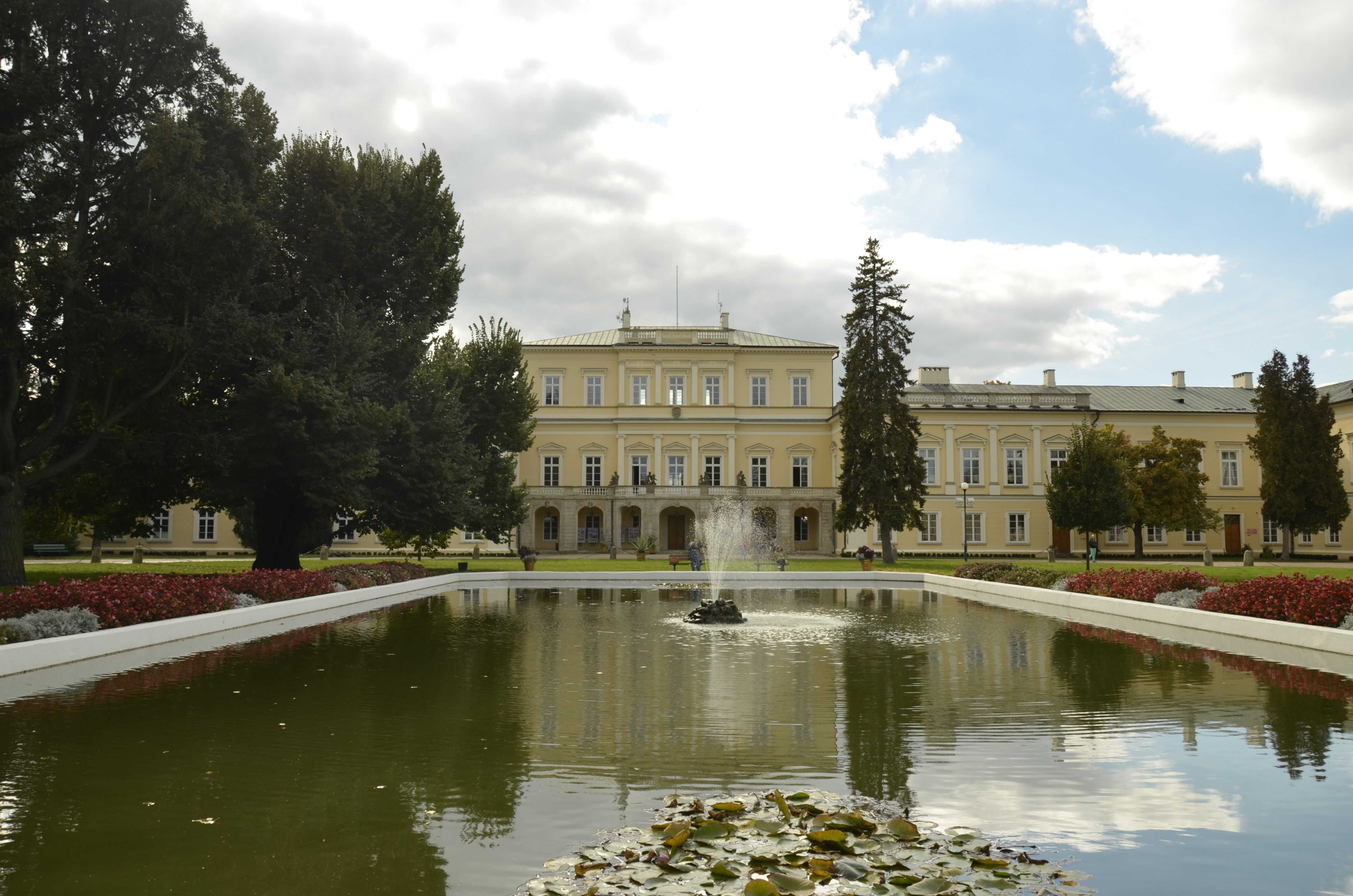
Palacio Czartoryskich en Puławy (actualmente reconstruido en estilo rococó según diseño de Jan Zygmunt Deybel)
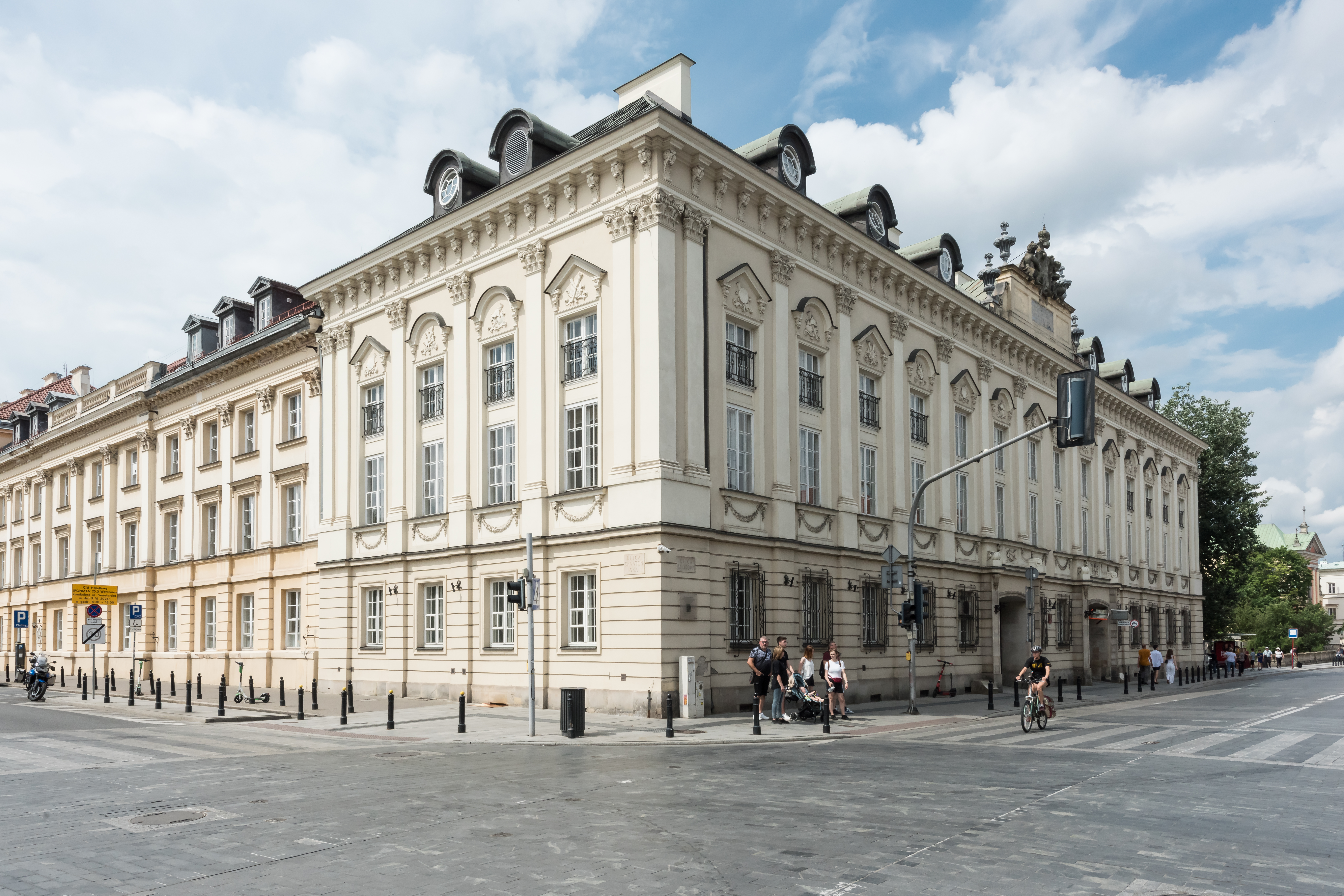
Palacio de los obispos de Cracovia en Varsovia (Jakub Fontana)
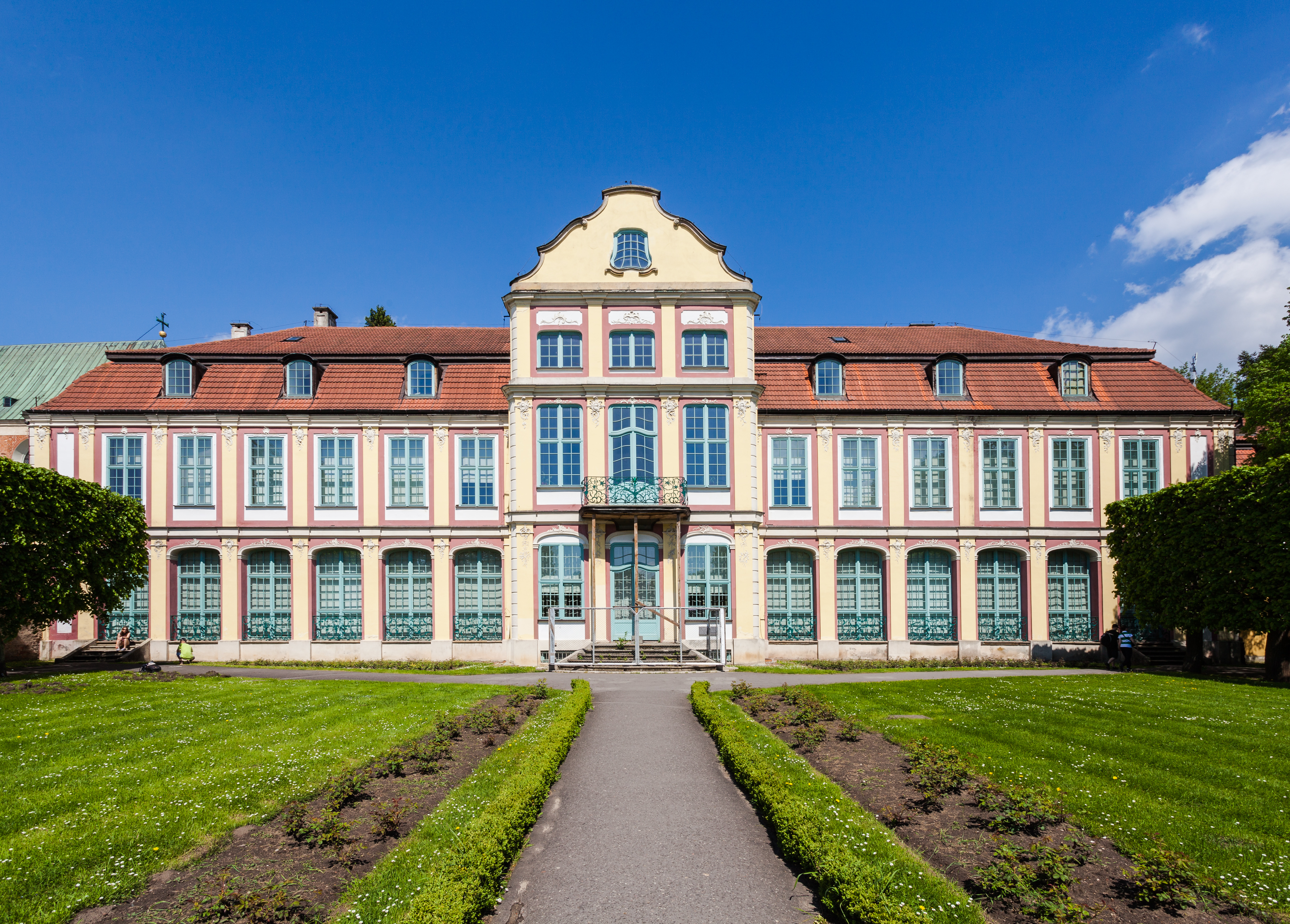
Palacio de los abades en Oliwa (1754-1756)
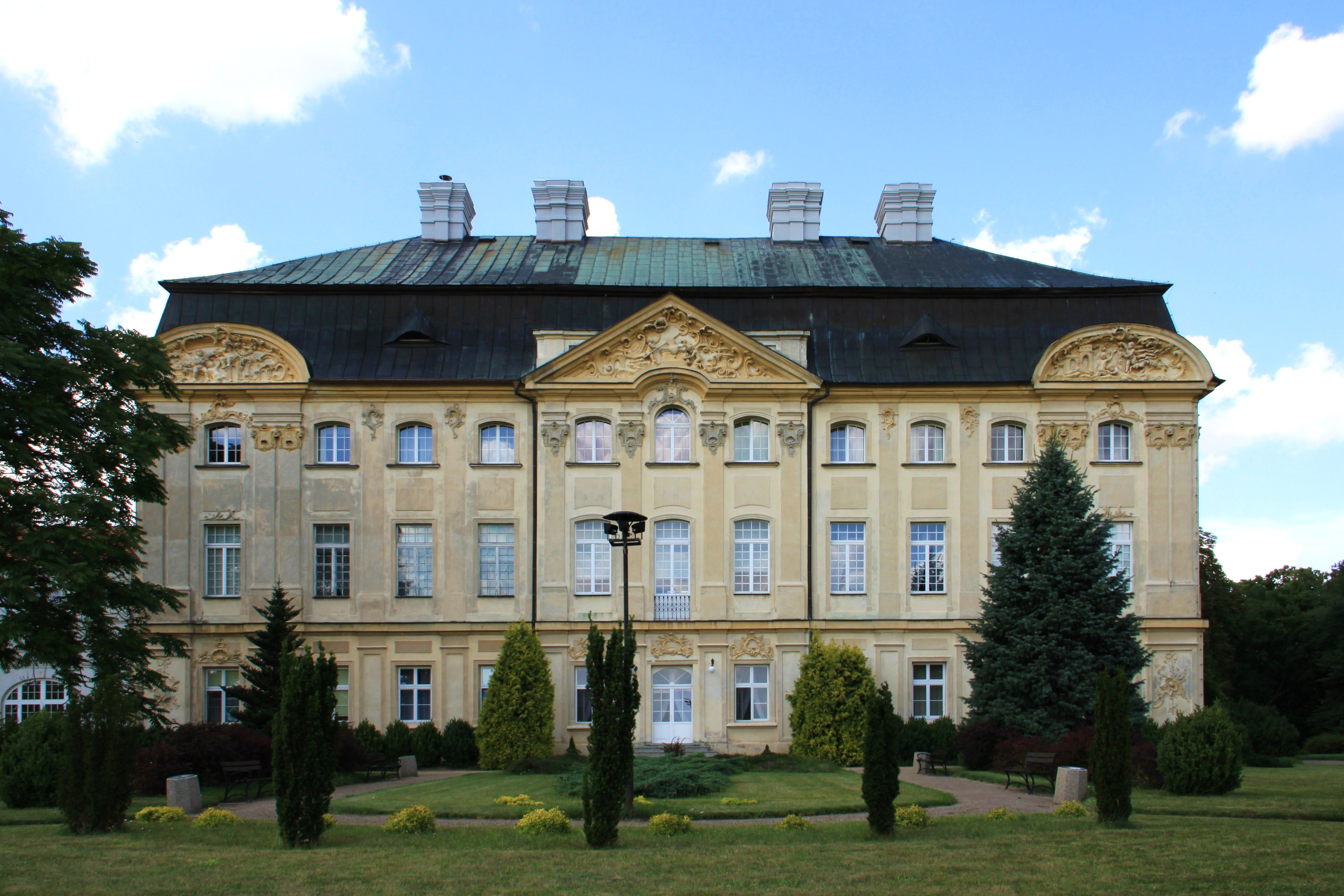
Palacio obispal en Ciążeń (1758-1768)
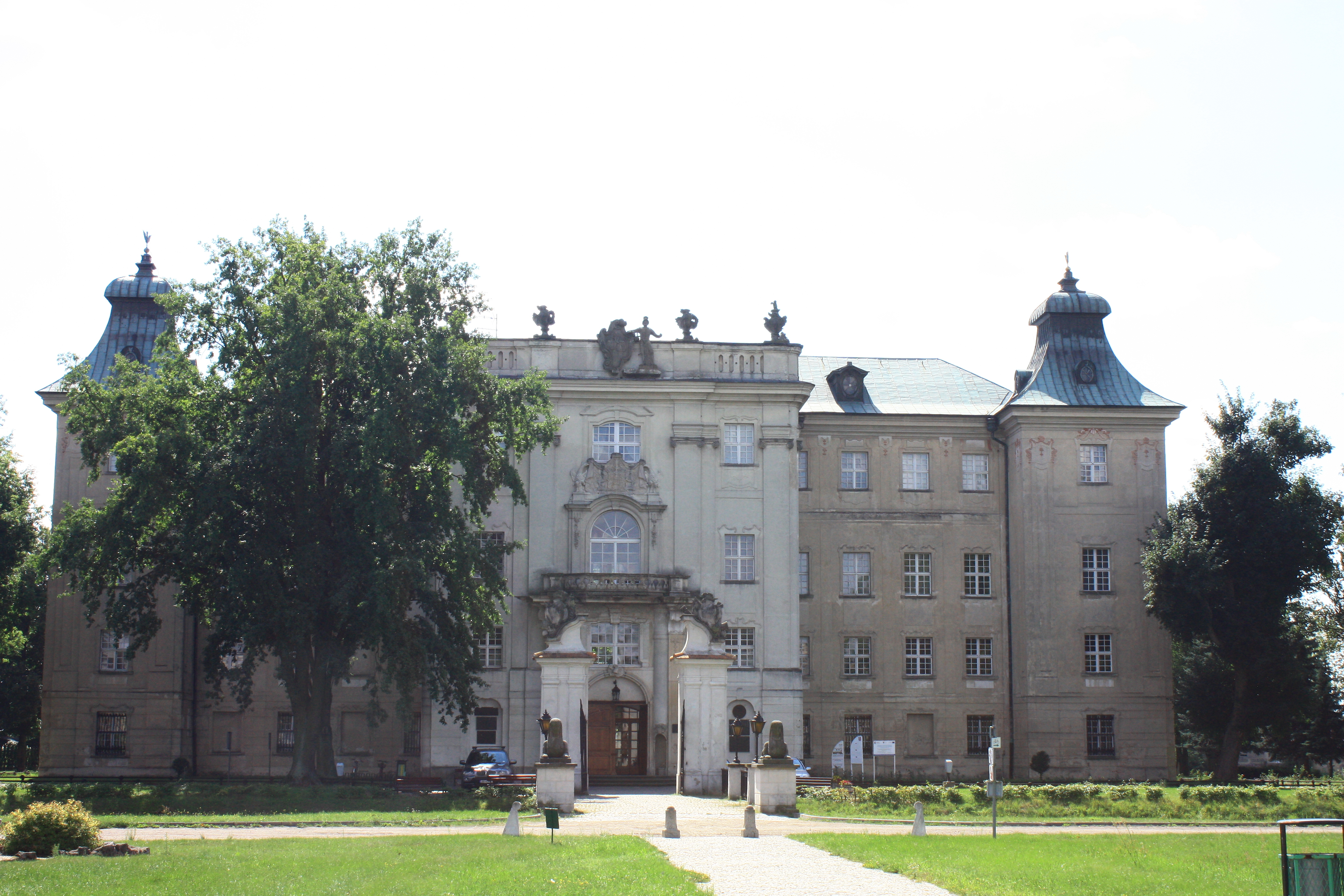
Palacio en Rydzyna (1685-1695), residencia de la familia Leszczyński, luego reconstruida en estilo rococó

### Arquitectos barrocos que trabajaron en Polonia
- Andrea dell’Aqua (1584-1656)
- Jan Bay
- Karol Bay  (1678-1740)
- Kacper Bażanka (1680-1726)
- Józef Szymon Bellotti (?-1708)
- Jan Maria Bernardoni (1541-1605)
- Krzysztof Bonadura Młodszy
- Krzysztof Bonadura Starszy (1582-1668/69)
- Józef Britius
- Andrea Castelli
- Antonio Castelli
- Matteo Castelli (1560-1632)
- Andrzej Catenazzi (1640-1701)
- Jan Catenazzi (1660-1724)
- Jerzy Catenazzi (1640-1686)
- Jan Baptysta Gisleni
- Pompeo Ferrari (1660-1736)
- Jakub Fontana (1710-1773 )
- Jan Fontana
- Paweł Fontana (1696-1765)
- Johann Georg Knoll (1644-1704)
- Jan Krzysztof Glaubitz (1715-1767)
- Jan Koński
- Augustyn Wincenty Locci (1640-1732)
- Krzysztof Mieroszewski (1600-1679)
- Pietro Peretti
- Franciszek Placidi (1710/15-1782)
- Tomasz Poncino (1590-1659)
- Matthäus Daniel Pöppelmann (1662-1737)
- Wawrzyniec Senes
- Franciszek Solari
- Konstantyn Tencalla (1610-1647)
- Giovanni Battista Trevano (siglo XVI-1644)
- Tylman van Gameren (1632-1706)
- Bartłomiej Nataniel Wąsowski (1617-1687)
- Jan Zaor

### Ejemplos destacados

Iglesias
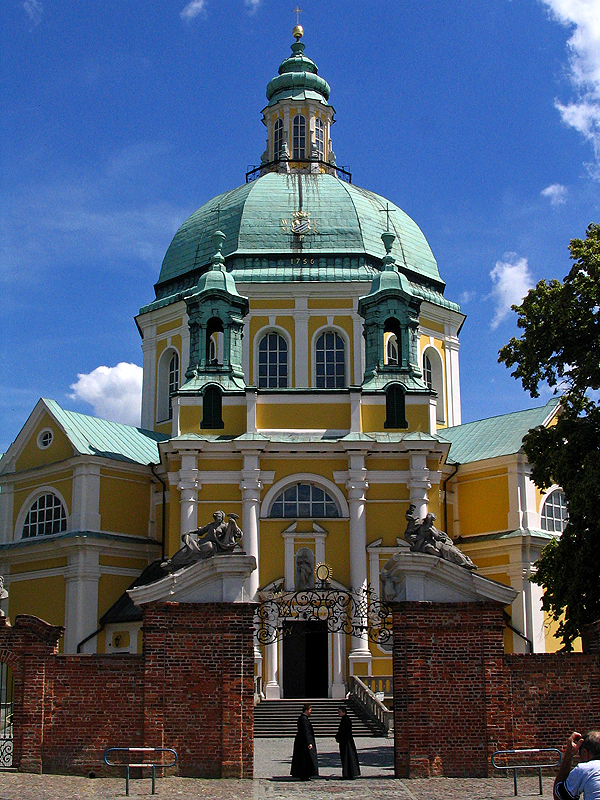
Monastery of Philip Neri's Oratory, Głogówko
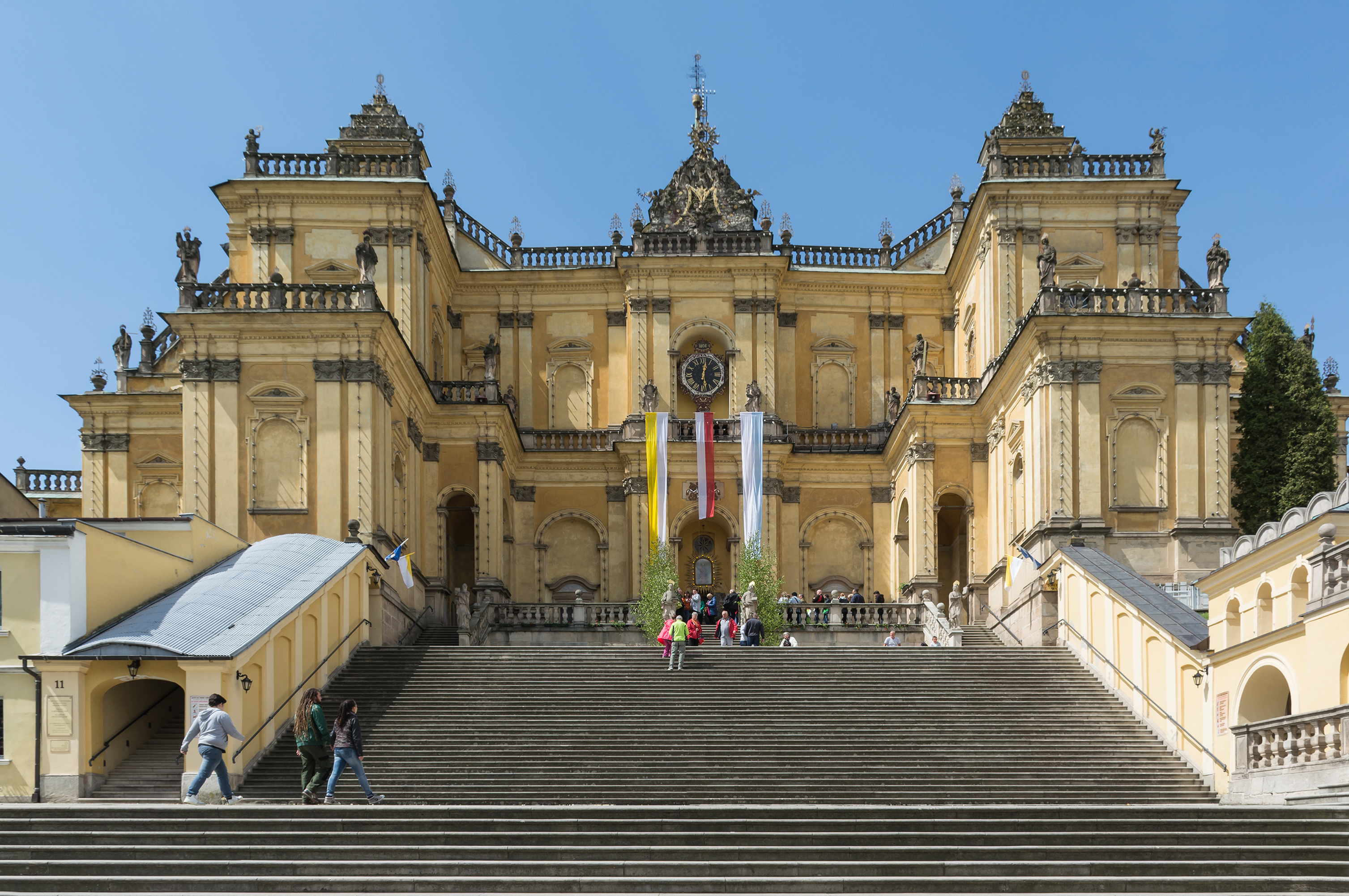
Visitation of Our Lady Basilica, Wambierzyce

Palacios
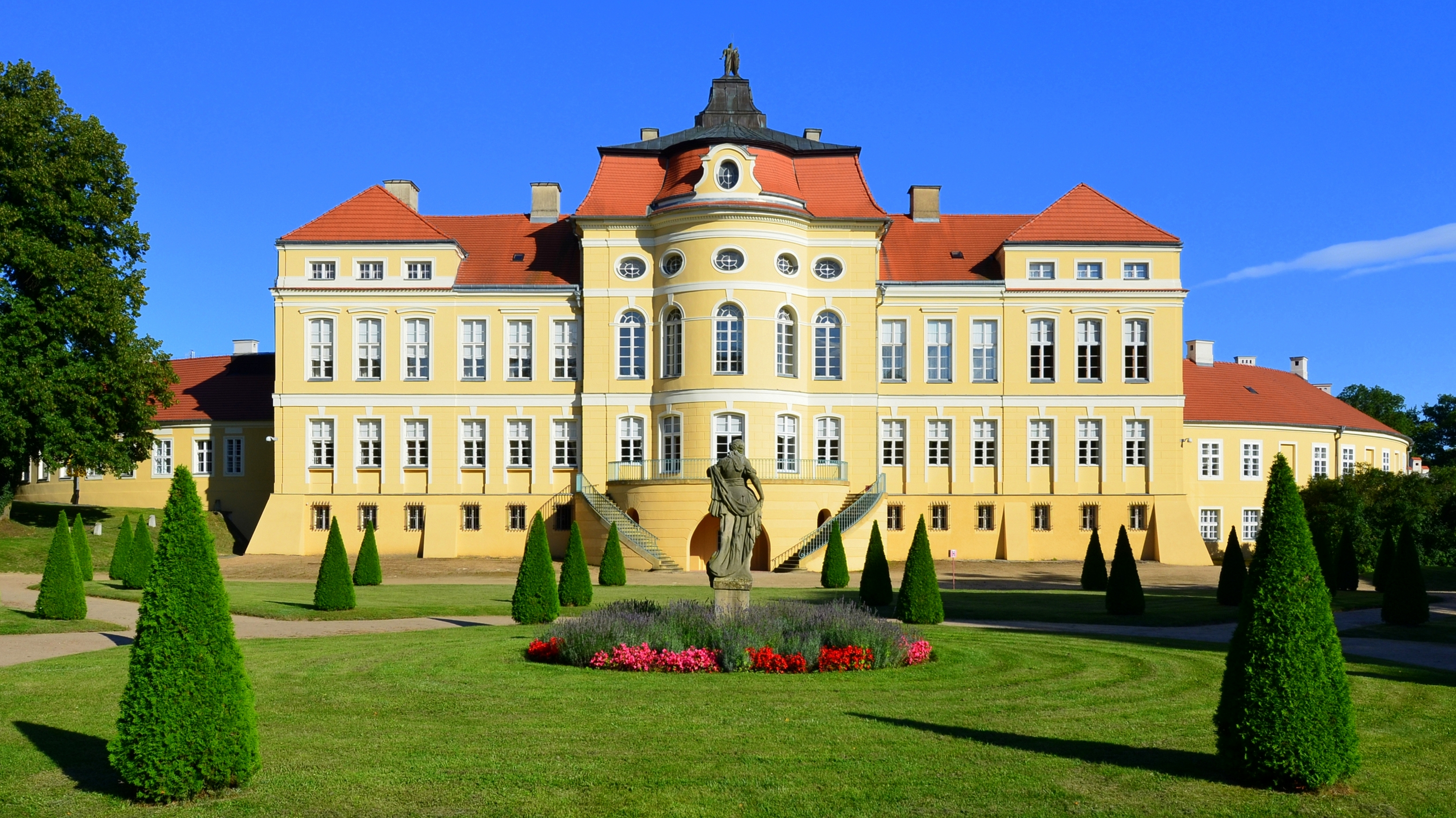
Palacio en Rogalin

Tenements
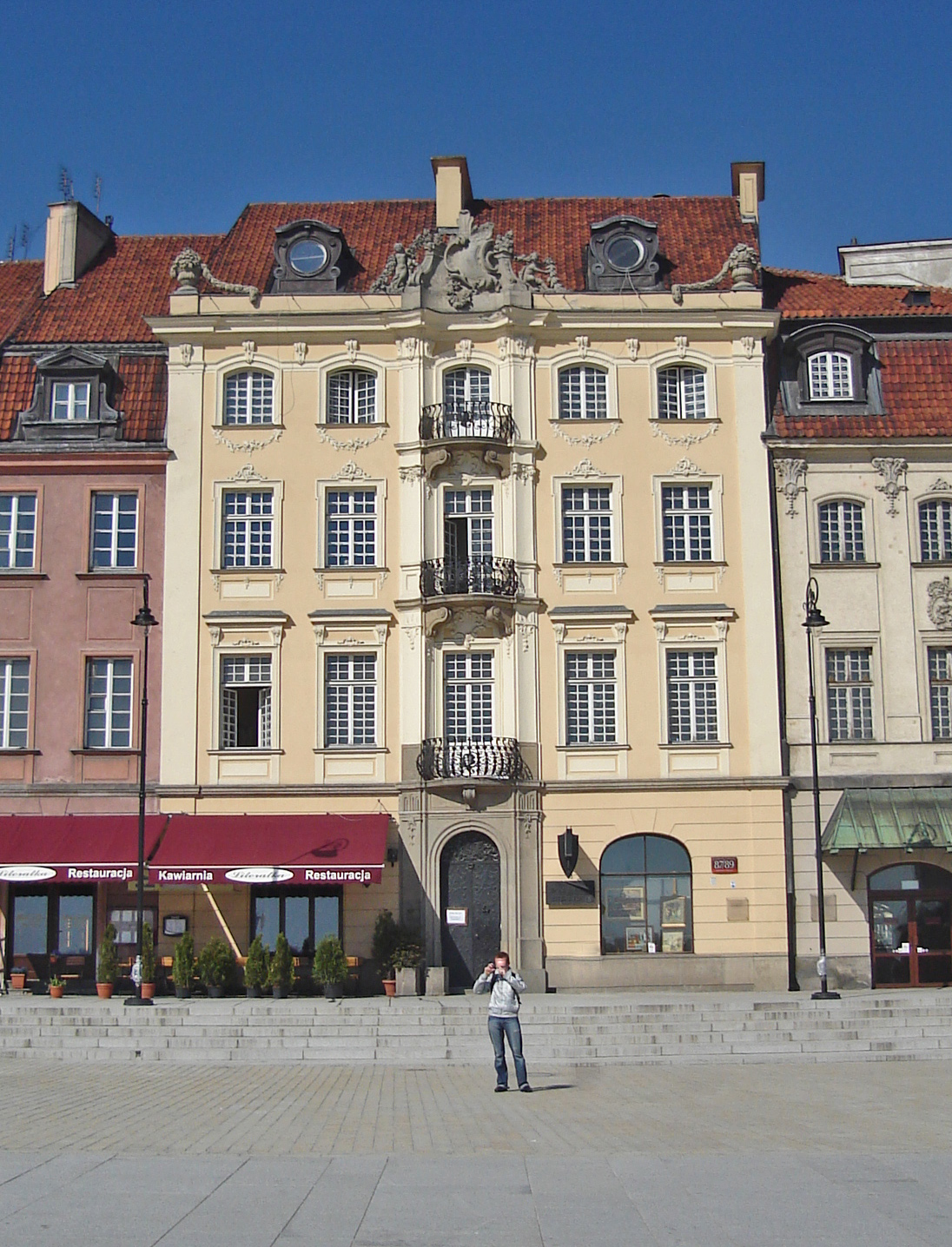
Varsovia
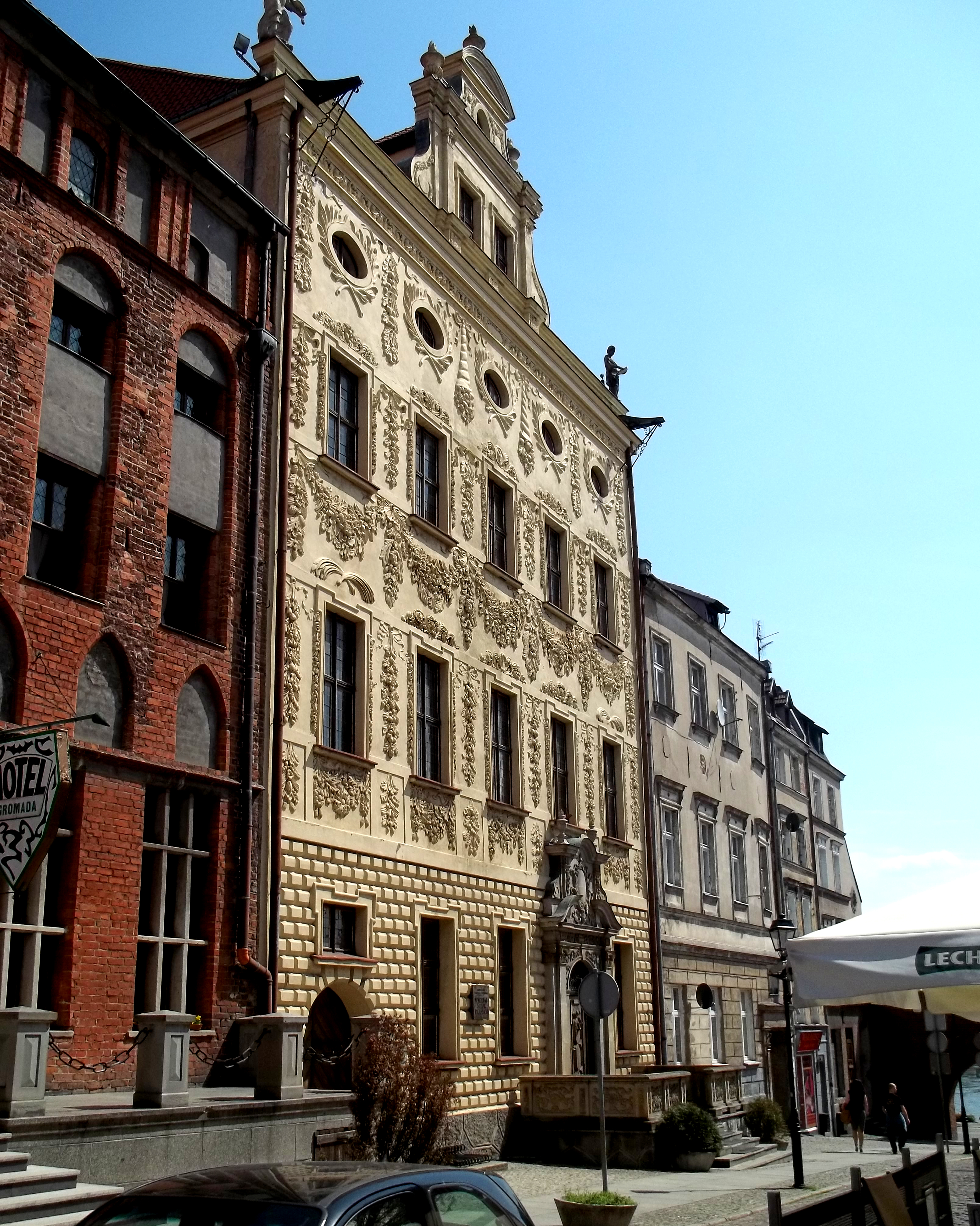
Toruń
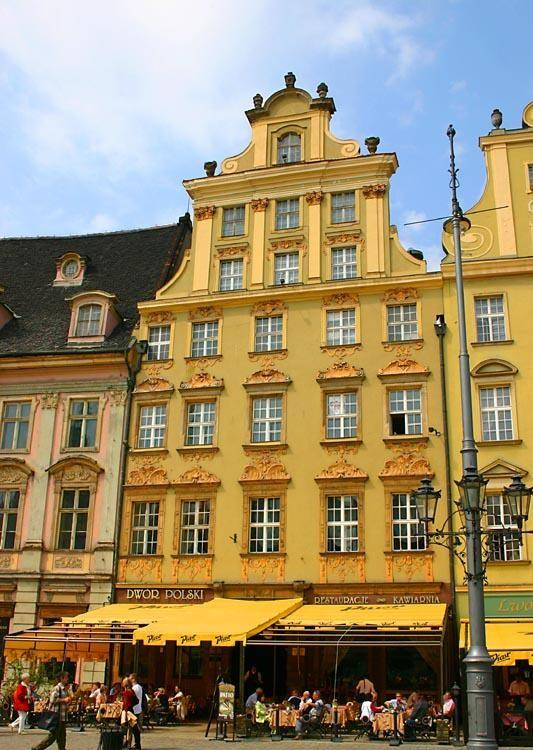
Breslavia
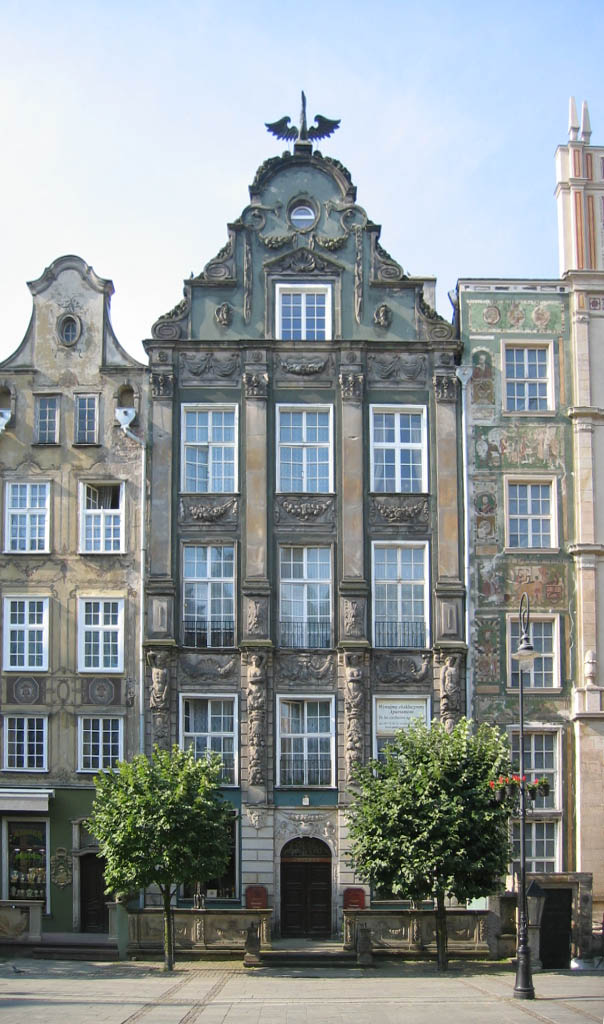
Gdańsk

Interiores
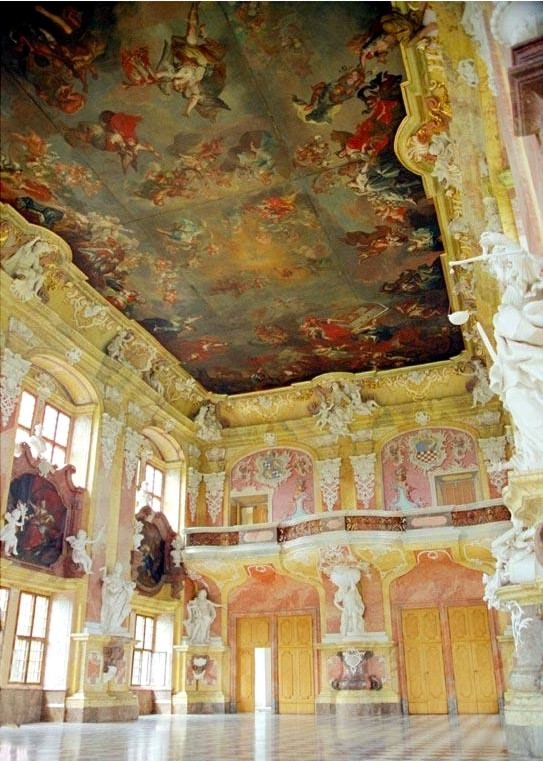
Abadía cisterciense de Lubiąż
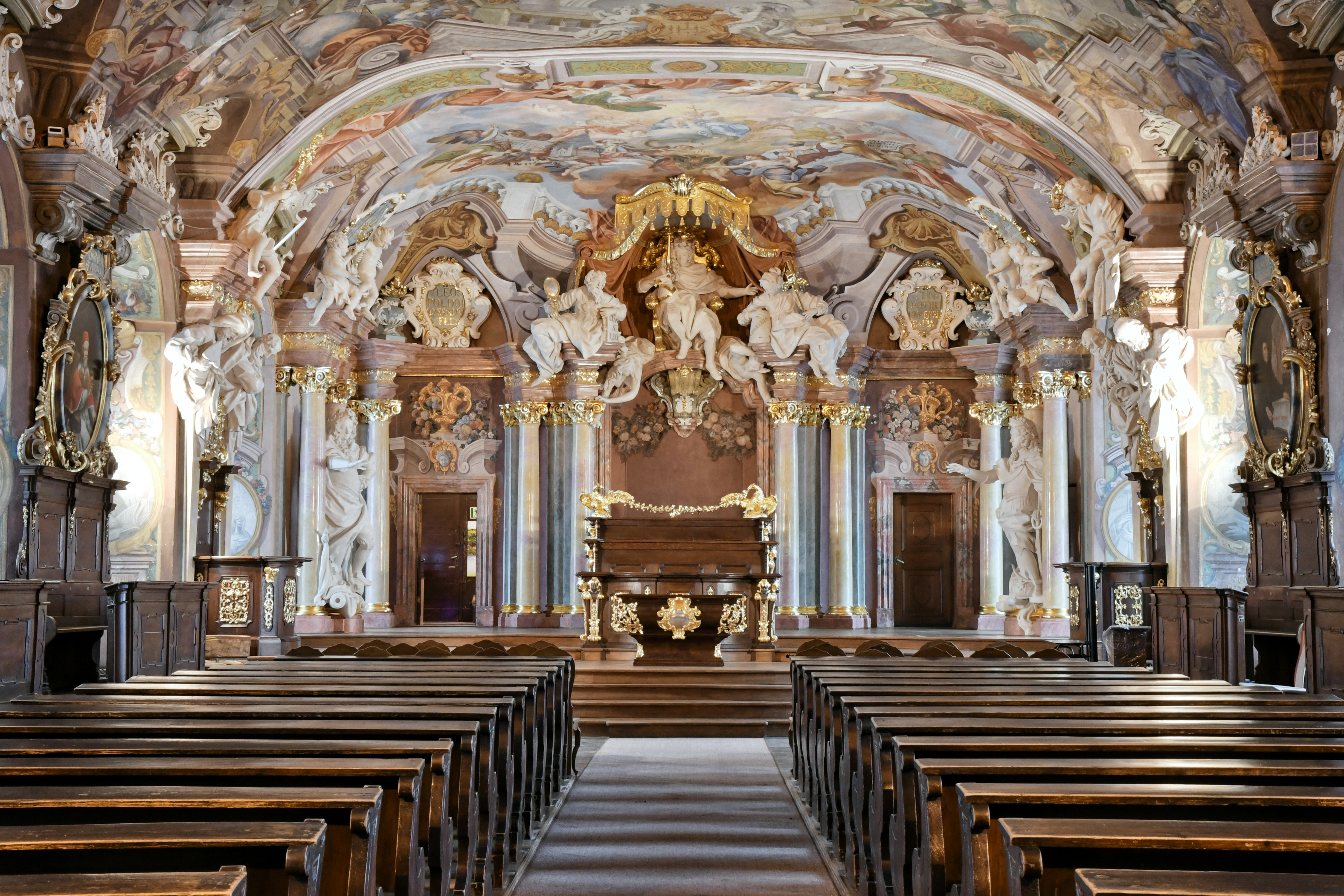
Universidad Leopoldina de Breslavia
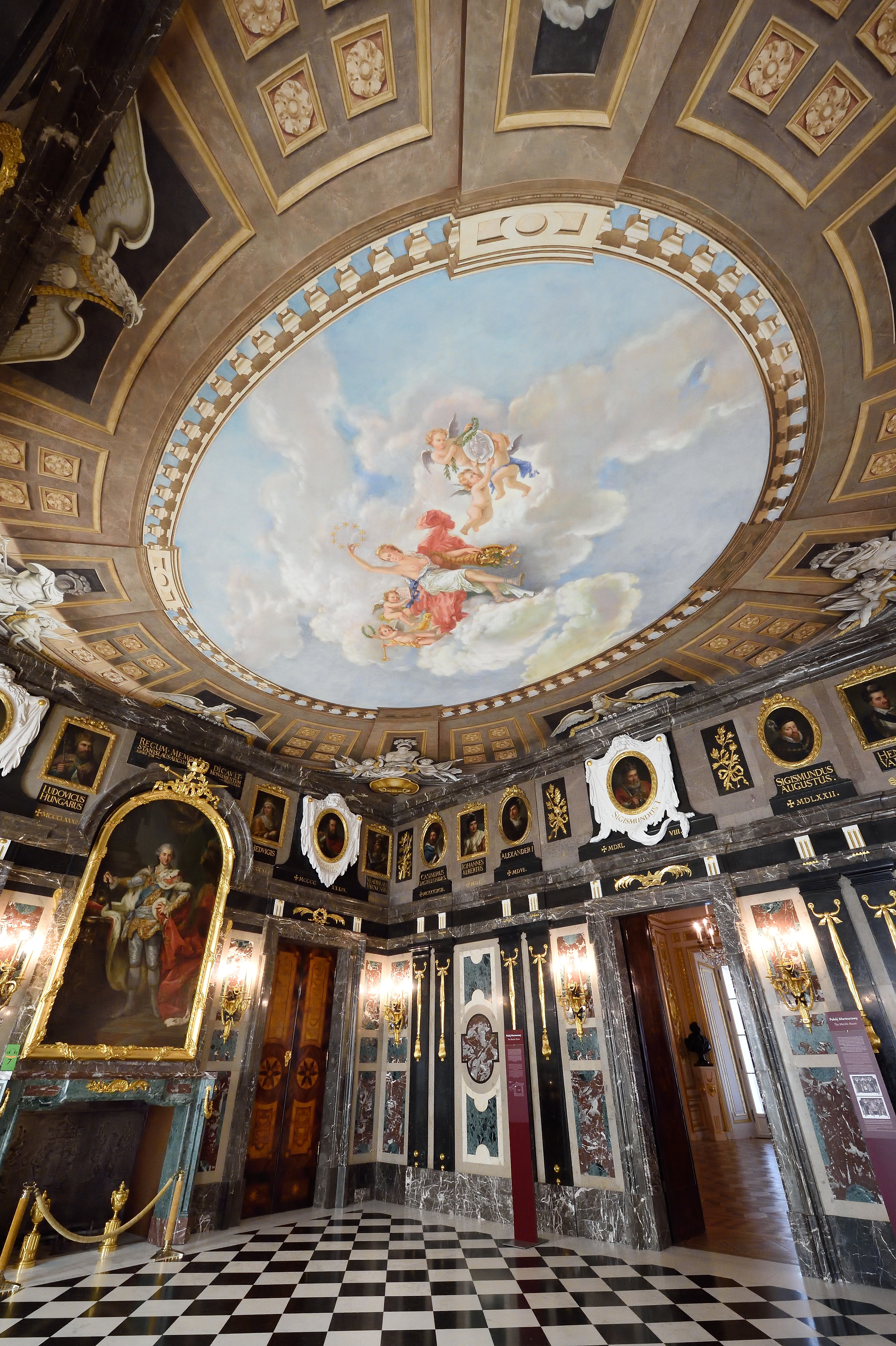
Castillo Real de Varsovia
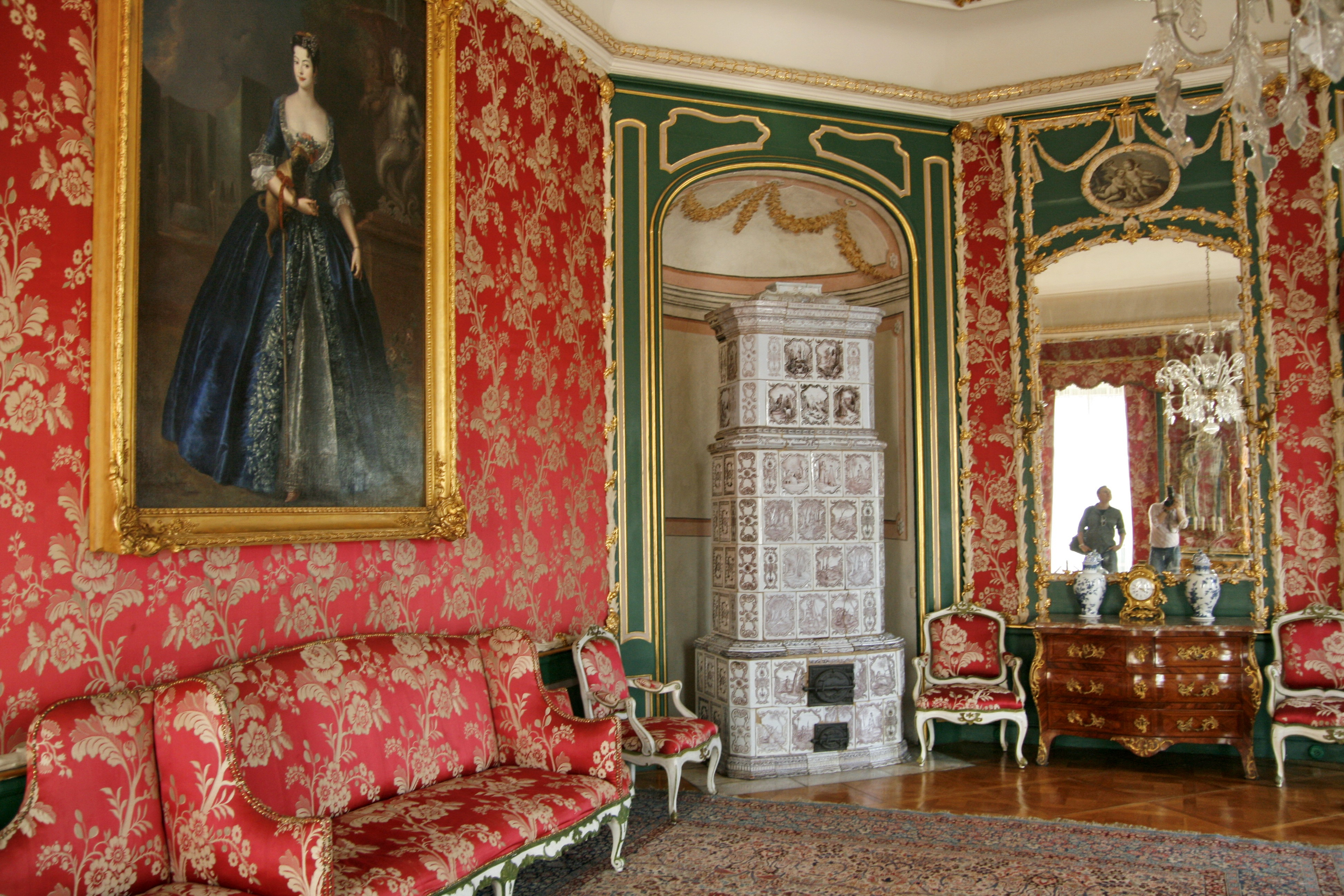
Palacio en Nieborów

Interiores de iglesias
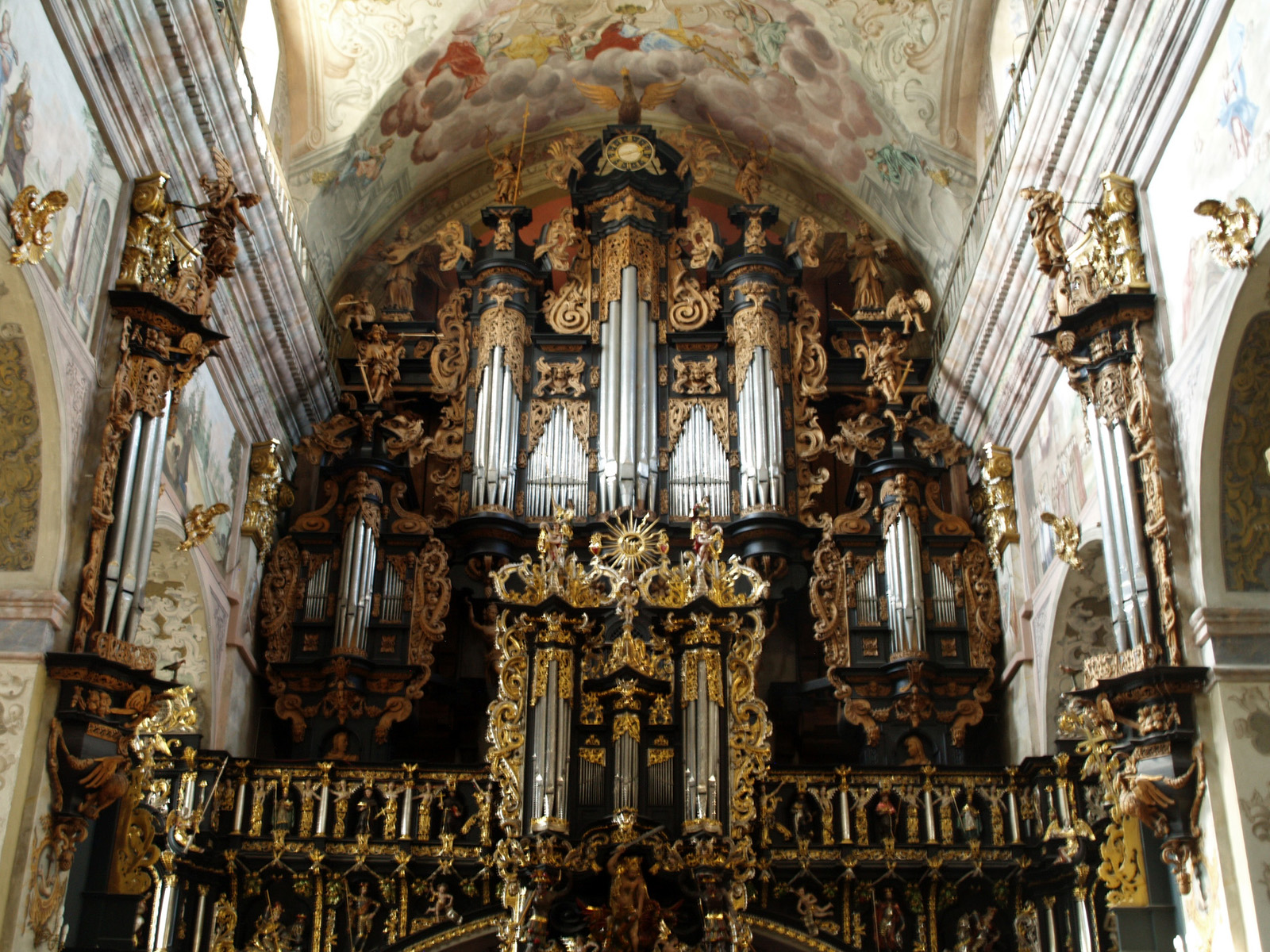
Leżajsk
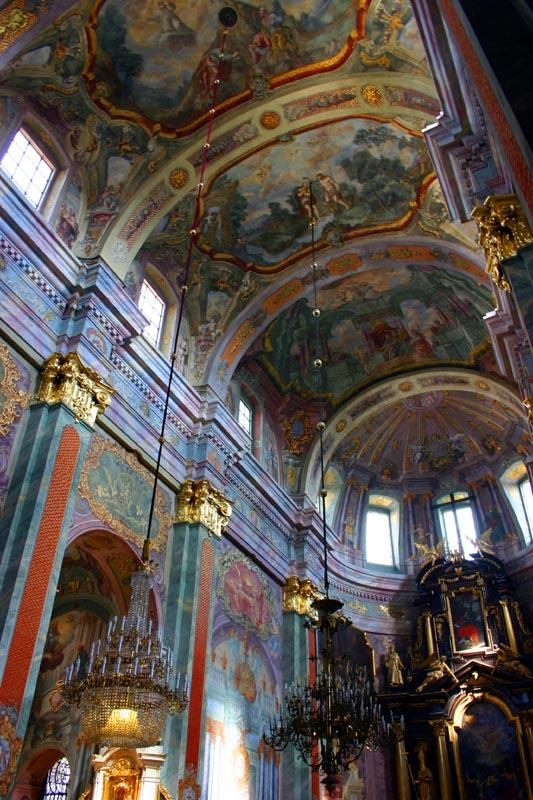
Lublin
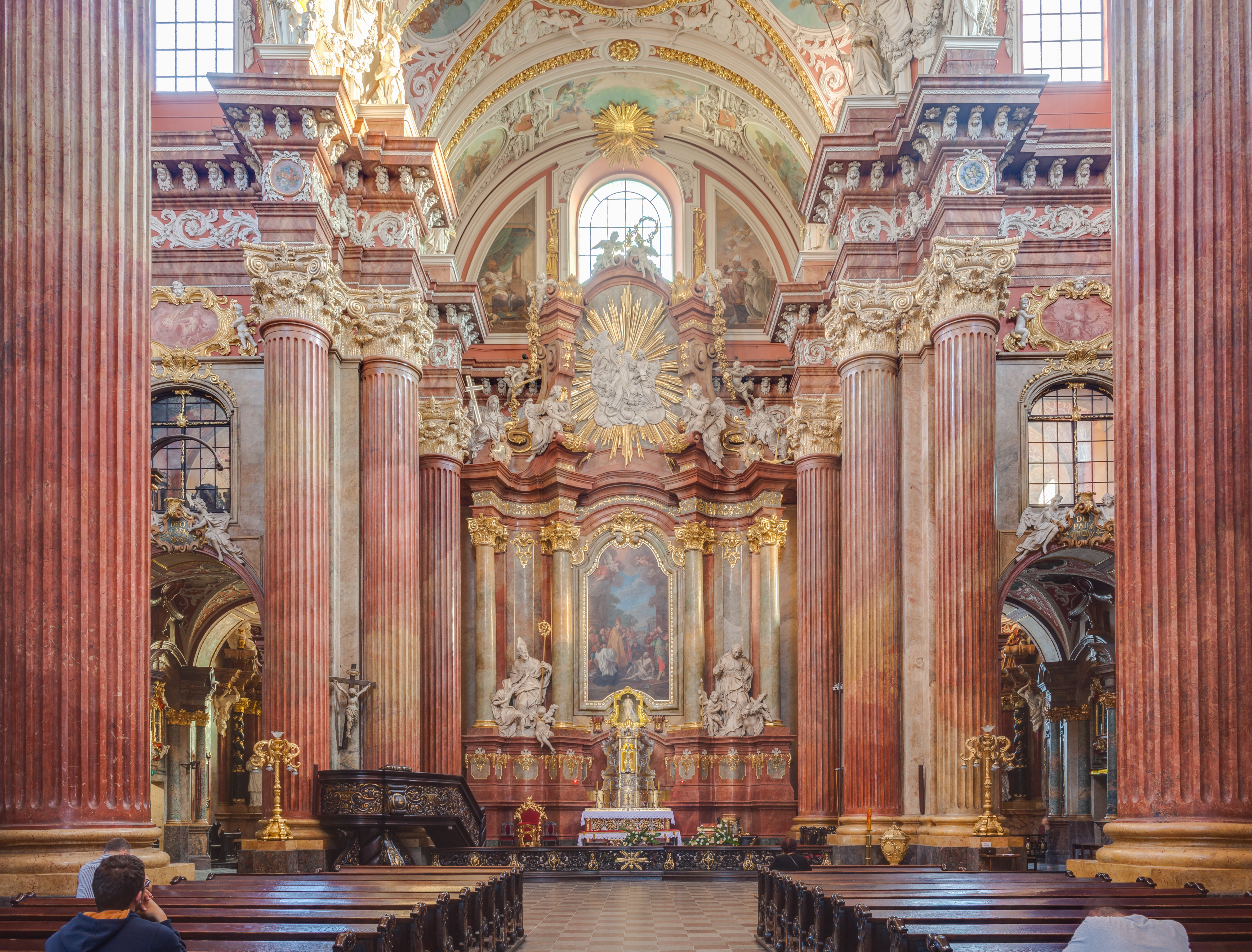
Poznań
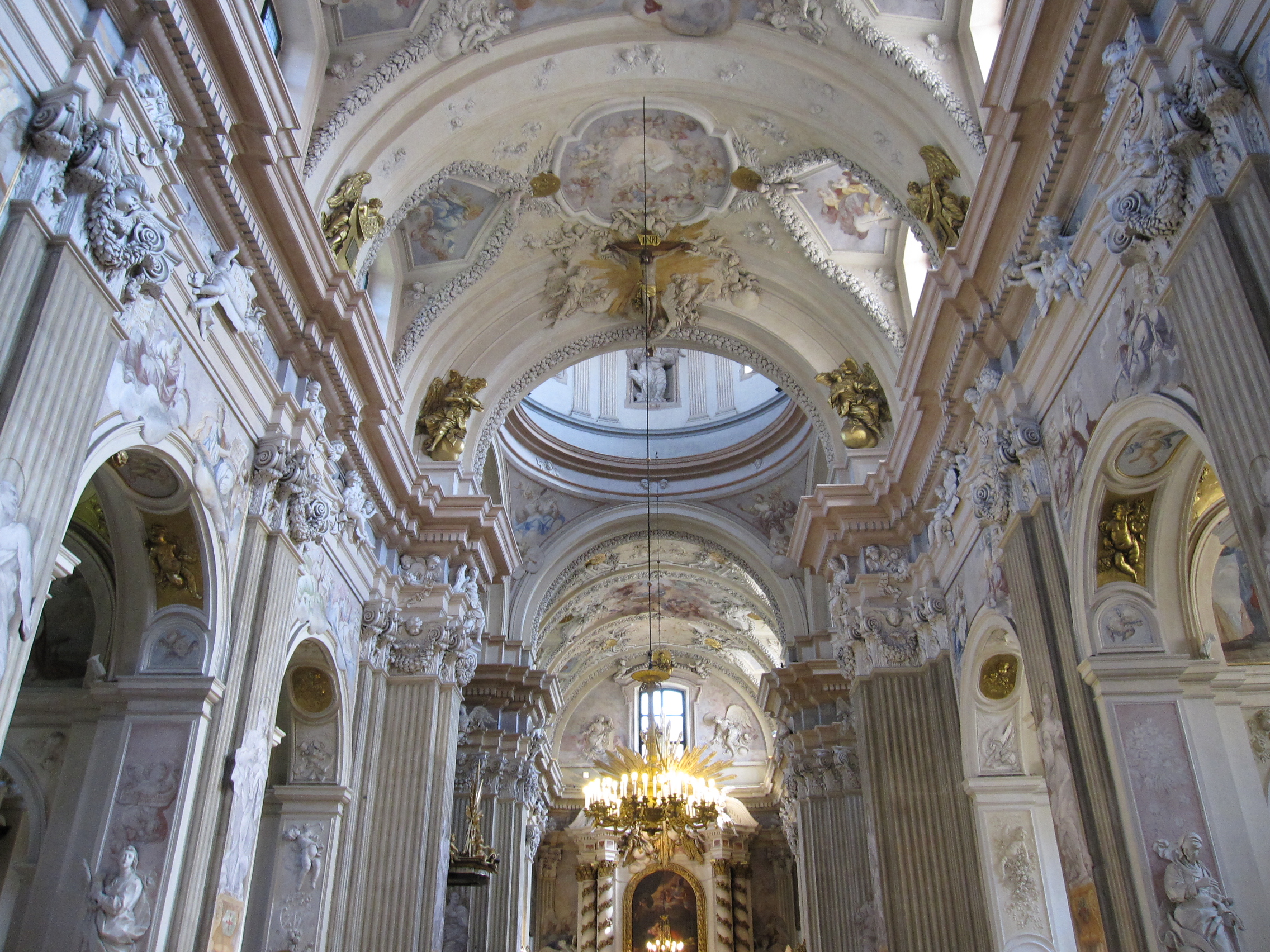
Cracovia

Judaica
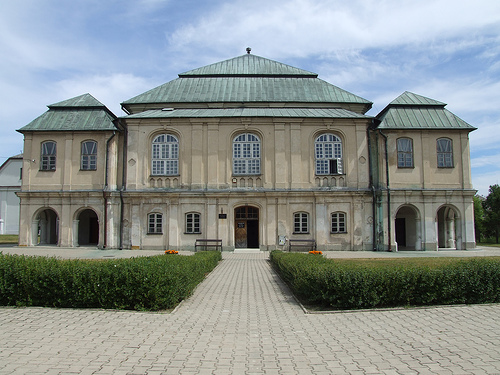
Sinagoga de Włodawa
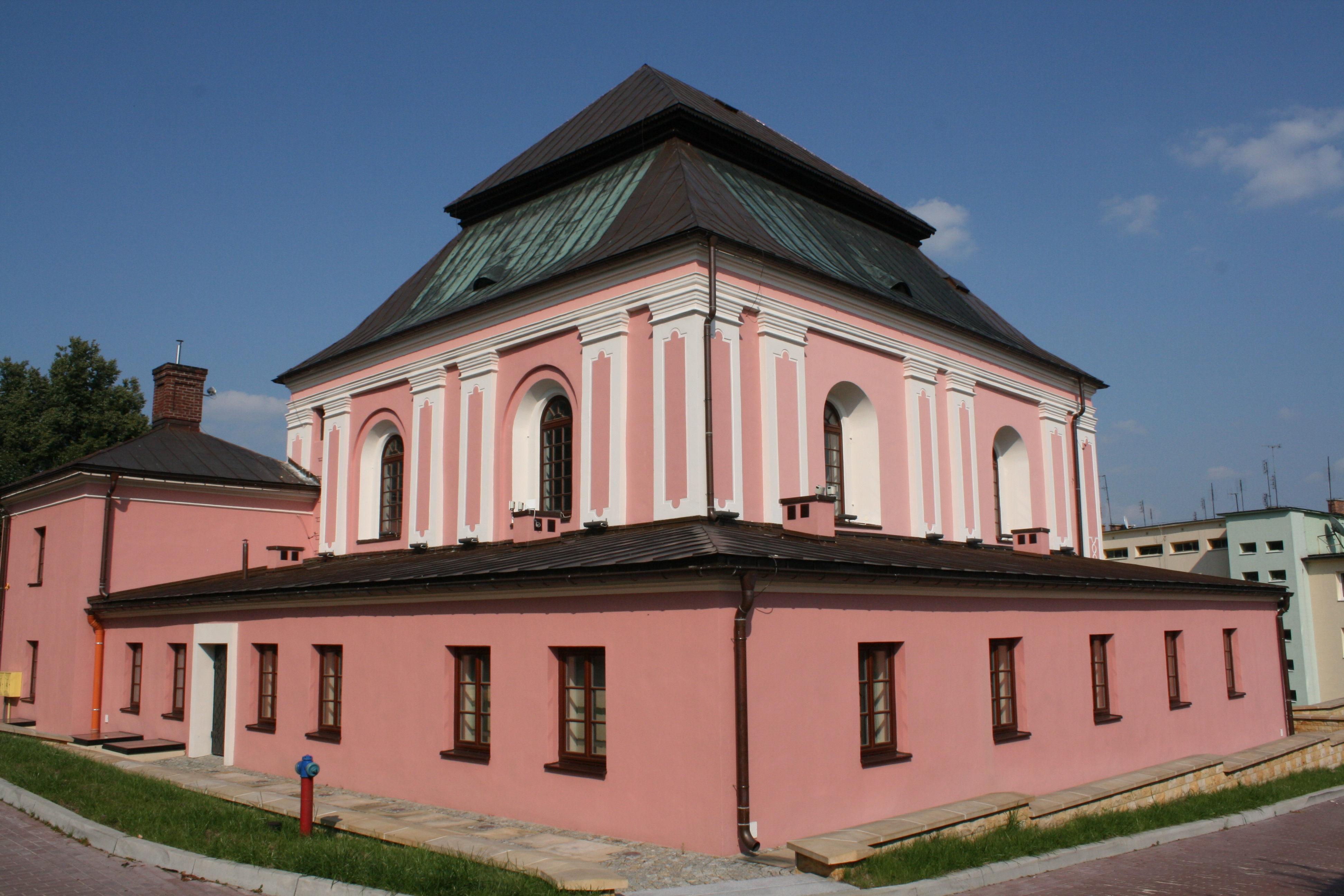
Szczebrzeszyn
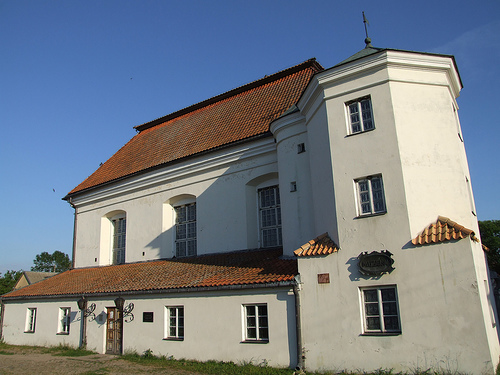
Tykocin
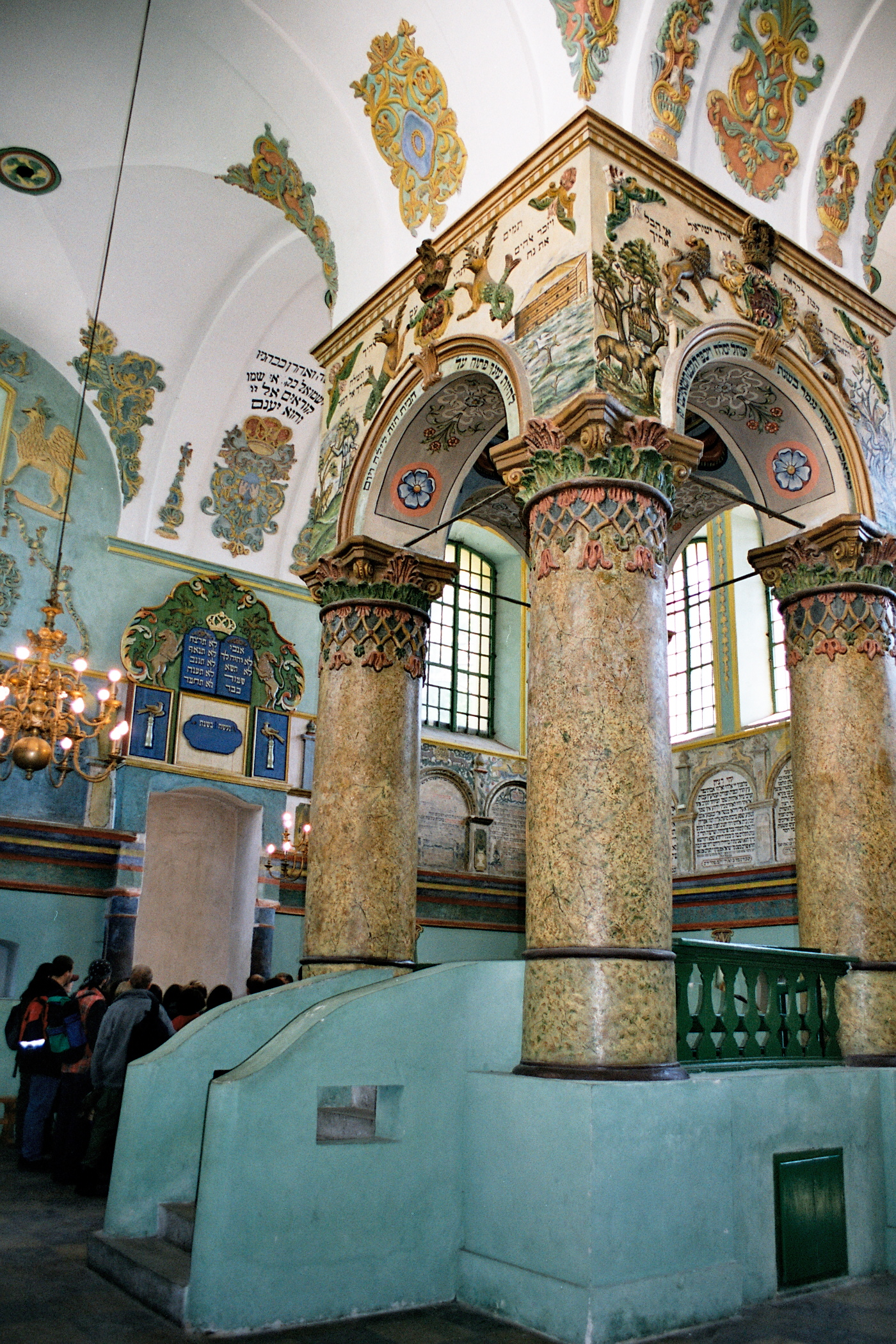
Łańcut